# Madryt
Madryt (hiszp. Madrid) – stolica i największe miasto Hiszpanii, położone w środkowej części kraju, na Wyżynie Kastylijskiej, u podnóża Sierra de Guadarrama, nad rzeką Manzanares. Ma powierzchnię 604,45 km² i liczbę ludności 3 266 126 (2019). Znajduje się w regionie autonomicznym Comunidad de Madrid,  który ma powierzchnię 8022 km² i liczbę ludności ok. 6,7 mln (2020).
Jest to drugie co do wielkości miasto Unii Europejskiej (po Berlinie) oraz drugi co do wielkości monocentryczny obszar miejski w UE (po Paryżu). Madryt jest centrum administracyjnym państwa: jest siedzibą rządu, parlamentu, ministerstw, agencji i innych przedstawicielstw międzynarodowych, jak i też oficjalną rezydencją króla Hiszpanii. Na płaszczyźnie ekonomicznej Madryt jest czwartym najbogatszym miastem w Europie (po Londynie, Paryżu i Moskwie) oraz drugim w ramach UE. Jest głównym centrum finansowym i biznesowym Hiszpanii. Swoje siedziby mają tu m.in. trzecia co do wielkości giełda w Europie – Bolsa de Madrid, Latibex, przeznaczona wyłącznie dla papierów wartościowych emitentów z Ameryki Łacińskiej oraz kilkanaście korporacji zaliczanych do największych na świecie, jak: Banco Santander, Banco Bilbao Vizcaya Argentaria, Telefónica, Repsol, Iberia LAE, Endesa czy FCC. 
Madryt jest także siedzibą Światowej Organizacji Turystyki, należącej do ONZ, ponadto jest siedzibą sekretariatu generalnego Organizacji Państw Iberoamerykańskich. Mieszczą się tutaj także instytucje związane z regulacją języka hiszpańskiego, m.in.: Akademia Języka Hiszpańskiego czy Królewska Akademia Hiszpańska. Miasto jest wpływowym ośrodkiem kulturalnym. Tutejsze Muzeum Prado, Muzeum Narodowe Centrum Sztuki Królowej Zofii czy Muzeum Thyssen-Bornemisza, znajdują się w gronie najczęściej odwiedzanych muzeów na świecie. W badaniach dotyczących jakości życia, Madryt uplasował się na 16 miejscu wśród miast świata w 2015 roku według magazynu Monocle i na 51 miejscu wśród miast świata w 2017 roku według Mercer.

## Pochodzenie nazwy miasta

Istnieje kilka teorii dotyczących pochodzenia nazwy „Madryt”. Według legendy Madryt został założony przez Ocno Bianora (syna króla Toskanii i Mantui Tyrrheniusa); został on pierwotnie nazwany „Metragirta” lub „Mantua Carpetana”, inni zaś twierdzą, że pierwotną nazwą tego miasta była „Ursaria”, ze względu na dużą liczbę niedźwiedzi, które zostały znalezione w sąsiednich lasach, które wraz z drzewem truskawkowym („madroño” w języku hiszpańskim) stały się herbem miasta od czasów średniowiecza.
Obecnie uważa się powszechnie, że dzisiejsza nazwa miasta pochodzi z czasu, kiedy to Imperium Rzymskie w II wieku p.n.e. ustanowiło osadę nad brzegiem rzeki Manzanares. Nazwa miasta przechodziła w ciągu wieków ewolucję. W VII wieku po islamskim podboju Półwyspu Iberyjskiego zmieniono nazwę na „al-Majrīṭ” (z arabskiego ‏المجريط‎ – „Mayra”), co oznaczało odniesienie do rzeki Manzanares jako „drzewa” lub „dawcy życia”. Z czasem przyjęła się nazwa  „Matrit” z języka mozarbic, która ewoluowała do współczesnej formy „Madrid” (w jęz. polskim „Madryt”).

## Historia

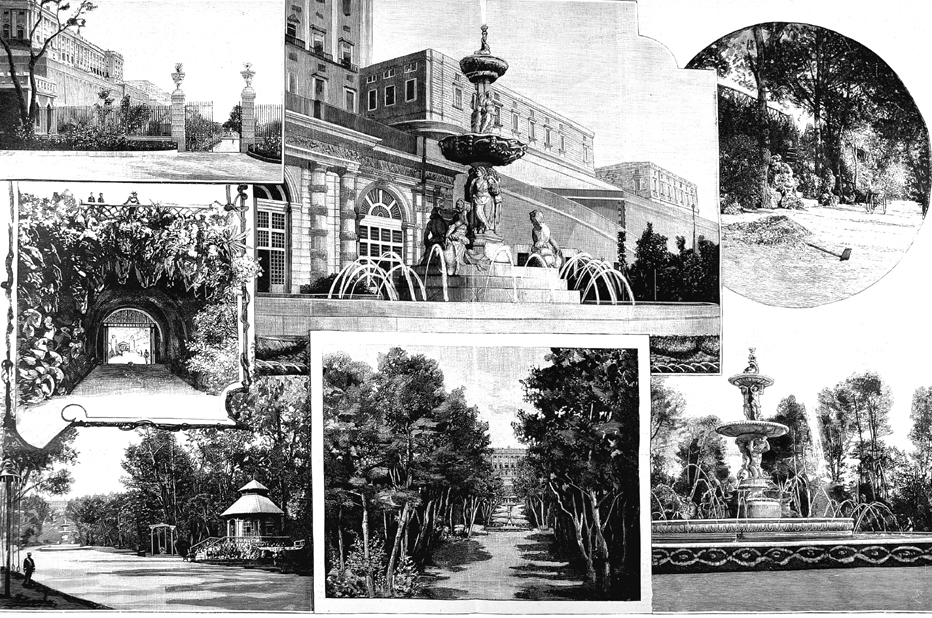
Historyczny Pałac Królewski w Madrycie

Pierwsza wzmianka o mieście, powstałym wokół mauretańskiego zamku Madżrid, pochodzi z X w. Zdobyty w 939 przez króla aragońskiego Ramira II, następnie odbity przez Maurów i w 1083 ostatecznie przejęty przez króla kastylijskiego Alfonsa VI. Prawa miejskie uzyskało w 1118 roku. Osada rozwijająca się przy fortecy przyczyniła się do powstania miasta. Jednak przez pierwsze pięć wieków miasto nie miało większego znaczenia. Okres wzrostu znaczenia miasta jako ośrodka handlowego rozpoczął się w XVI wieku.
Centralne położenie w Kastylii sprzyjało wzrostowi znaczenia politycznego. Dwukrotnie w XVI wieku (1524, 1528) zwoływano do Madrytu posiedzenia kortezów, mimo że stolicą kraju było Toledo.
W 1561 po dokonaniu rozbudowy Alkazaru, król Filip II przeniósł stolicę kraju z Toledo do Madrytu. Następnie rozpoczęto (1563) budowę Eskurialu, położonego niedaleko od Madrytu zespołu pałacowego. Miasto wkrótce stało się największym ośrodkiem handlowym i gospodarczym kraju. W XVII wieku rozbudowane i unowocześnione. W latach 1851–1864 otrzymało pierwsze połączenie kolejowe z Aranjuez. Na przełomie XIX i XX Madryt przebudowano rozbierając stare fortyfikacje miejskie, unowocześniono ciągi komunikacyjne. W latach 1873–1874 Madryt był stolicą pierwszej Republiki Hiszpańskiej.
W okresie wojny domowej (1936–1939) Madryt był jednym z głównych ośrodków sił republikańskich. Obie strony toczyły o niego ciężkie walki. Wobec zagrożenia rząd republikański z czasem przeniósł się do Walencji. W dniu 28 marca 1939 zajęty przez wojska generała F. Franco.

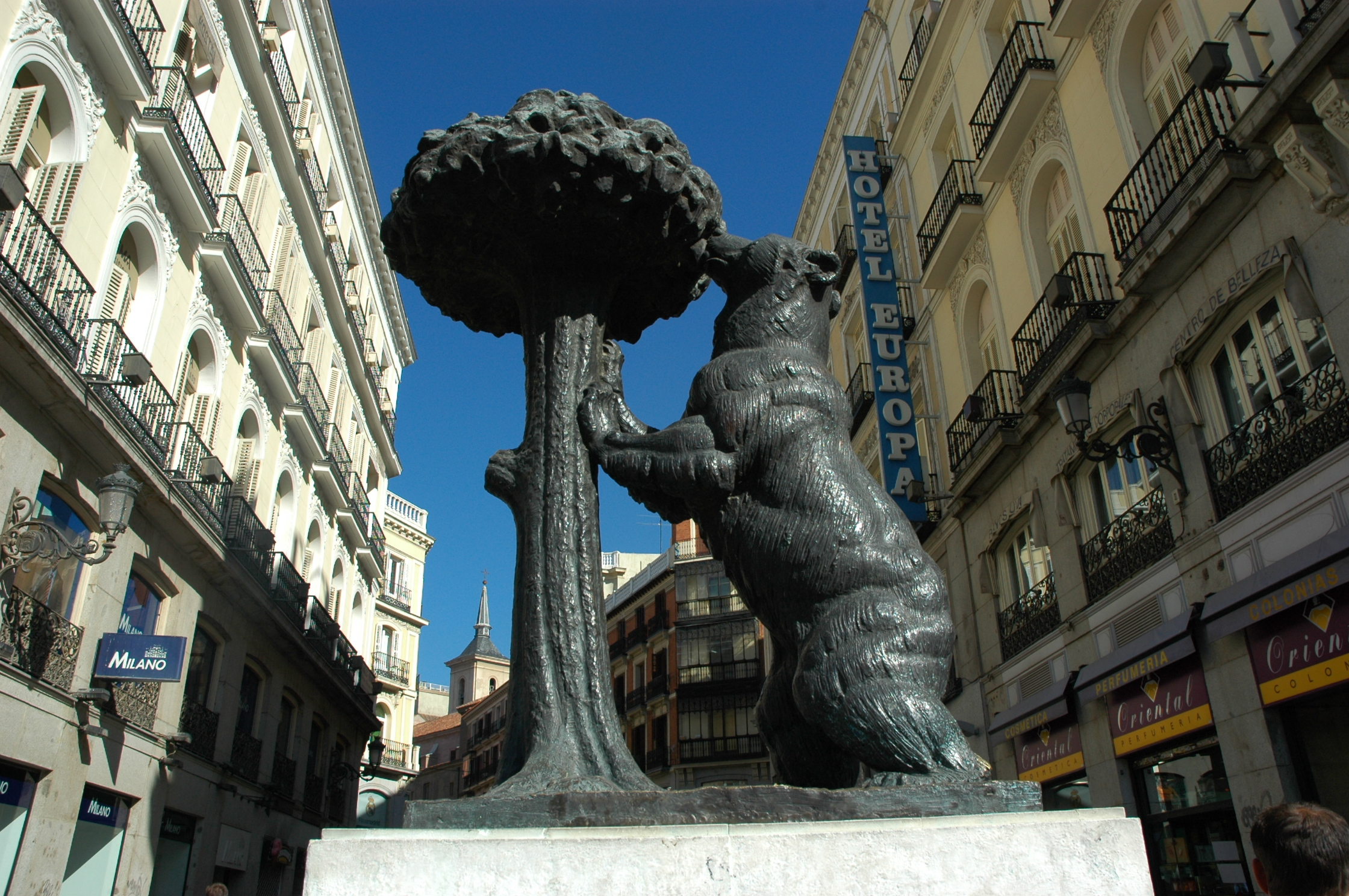
Heraldyczny symbol miasta, wykonany z brązu przez rzeźbiarza Antonio Navarro Santafé w 1966 r.

Po II wojnie światowej nastąpił szybki wzrost i rozbudowa miasta. Obecnie wiele firm przenosi swe siedziby właśnie do Madrytu, ze względu na jego centralne położenie i dynamiczny rozwój przemysłowy i gospodarczy.
Centrum Madrytu dzieli się na: Stary Madryt oraz Madryt Burboński. O miano serca miasta konkurują ze sobą znajdujące się w starej części miasta plac Puerta del Sol oraz plac Plaza Mayor, który z kolei słynie z procesów inkwizycyjnych przeprowadzanych na nim aż do końca zniesienia inkwizycji w 1834 roku. Również w tej części miasta znajduje się Pałac Królewski, zamieszkiwany zarówno przez Habsburgów, jak i przez Burbonów.
W dniu 11 marca 2004 islamscy terroryści przeprowadzili zamach w wagonach należących do podmiejskich linii kolejowych. W eksplozjach bomb zginęło 190 osób (w tym czworo Polaków), a 2057 zostało rannych.

## Geografia

### Położenie geograficzne
Madryt leży w centralnej części Półwyspu Iberyjskiego. Współrzędne geograficzne miasta to: 40° 26 'N 3°41′W, zaś jego średnia wysokość nad poziomem morza to 667 m. Jego położenie w centralnej części półwyspu sprawia, iż miasto leży w strefie klimatu kontynentalnego suchego i surowego. Miasto leży kilka kilometrów od łańcucha górskiego Sierra de Guadarrama, pod względem hydrologicznym leży w basenie rzeki Tag.

### Klimat
Madryt znajduje się w strefie klimatu subtropikalnego typu śródziemnomorskiego, z zauważalnym wpływem wyżynnego klimatu kontynentalnego. Występują tu łagodne, lecz chłodne zimy i ciepłe, częściowo gorące lata. Średnia roczna temperatura wynosi 20 °C w dzień i 10 °C w nocy.
Średnia temperatura dwóch najchłodniejszych miesięcy roku – grudnia i stycznia wynosi około 10 °C w dzień i 3 °C w nocy. Innymi chłodnymi miesiącami są również listopad i luty ze średnią temperaturą wokół 12–13 °C w dzień i 4–5 °C w nocy. W marcu średnia temperatura wynosi około 16 °C w dzień i 6 °C w nocy. Średnia temperatura pięciu miesięcy letnich, od maja do września wynosi około 28 °C w dzień i 16 °C w nocy. Dwa miesiące – kwiecień i październik ze średnią temperaturą wokół 19 °C w ciągu dnia – pod względem temperatury i nasłonecznienia przypominają odpowiednio maj i wrzesień w Polsce. Temperatury powyżej 30 °C występują w kilkudziesięciu dniach rocznie, głównie w lipcu i sierpniu, od czasu do czasu w czerwcu, w innych miesiącach rzadko. Łagodne nocne przymrozki występują średnio kilkanaście razy rocznie, najczęściej w grudniu i styczniu, rzadziej w listopadzie i lutym.
Madryt ma tylko około 60 dni deszczowych rocznie przy opadach ⩾1 mm, 95 dni deszczowych rocznie przy opadach ⩾0,1 mm, ze średnią kilka dni deszczowych w miesiącu. Opady wahają się średnio od 1–3 dni w lipcu i sierpniu do 6–12 dni deszczowych w maju. Niewielkie opady śniegu średnio występują kilkukrotnie w ciągu roku. Miasto ma ponad 2700 godzin czystej słonecznej pogody rocznie, od 124 h (średnio 4 godziny dziennie, około 4 razy więcej niż w Polsce) w grudniu do blisko 360 h (średnio 11,5 godziny czystego słońca na dobę, około 1/3 więcej niż w Polsce) w lipcu. Średnia roczna wilgotność wynosi 57%, od 38% w lipcu do 74% w grudniu.
| Miesiąc | Sty | Lut  | Mar  | Kwi  | Maj  | Cze  | Lip  | Sie  | Wrz  | Paź  | Lis  | Gru  | Roczna |
| --- | --- | ---- | ---- | ---- | ---- | ---- | ---- | ---- | ---- | ---- | ---- | ---- | ------ |
| Średnie temperatury w dzień [°C]                                                                                   | 9,8 | 12,0 | 16,3 | 18,2 | 22,2 | 28,2 | 32,1 | 31,3 | 26,4 | 19,4 | 13,5 | 10,0 | 19,9   |
| Średnie dobowe temperatury [°C]                                                                                    | 6,3 | 7,9  | 11,2 | 12,9 | 16,7 | 22,2 | 25,6 | 25,1 | 20,9 | 15,1 | 9,9  | 6,9  | 15,0   |
| Średnie temperatury w nocy [°C]                                                                                    | 2,7 | 3,7  | 6,2  | 7,7  | 11,3 | 16,1 | 19,0 | 18,8 | 15,4 | 10,7 | 6,3  | 3,6  | 10,1   |
| Opady [mm] | 33  | 34   | 25   | 45   | 50   | 21   | 12   | 10   | 22   | 60   | 58   | 51   | 421    |
| Średnia liczba dni z opadami                                                                                       | 5,7 | 5,2  | 4,1  | 6,7  | 7,3  | 3,4  | 1,7  | 1,7  | 3,3  | 6,9  | 6,5  | 6,8  | 59,4   |
| Wilgotność [%] | 71  | 65   | 55   | 56   | 53   | 44   | 38   | 41   | 50   | 64   | 71   | 74   | 57     |
| Średnie usłonecznienie [h]                                                                                         | 149 | 158  | 211  | 230  | 268  | 315  | 355  | 332  | 259  | 199  | 144  | 124  | 2744   |
| Źródło: Agencia Estatal de Meteorología (liczba dni z opadami dla wartości 1 mm, wysokość 667 m n.p.m., 1981-2010) |     |      |      |      |      |      |      |      |      |      |      |      |        |

### Hydrologia
Główną rzeką, która przepływa przez Madryt, jest rzeka Manzanares, dopływ Jaramy, bezpośredniego dopływu Tagu. Manzanares u stóp wsi Manzanares el Real tworzy zalew Santillana, który jest jednym z najważniejszych źródeł wody pitnej dla Madrytu.

## Podział administracyjny miasta
Madryt administracyjnie jest podzielony na 21 okręgów (distrito), te zaś są z kolei podzielone na 128 obwodów (barrio).

Podział administracyjny Madrytu
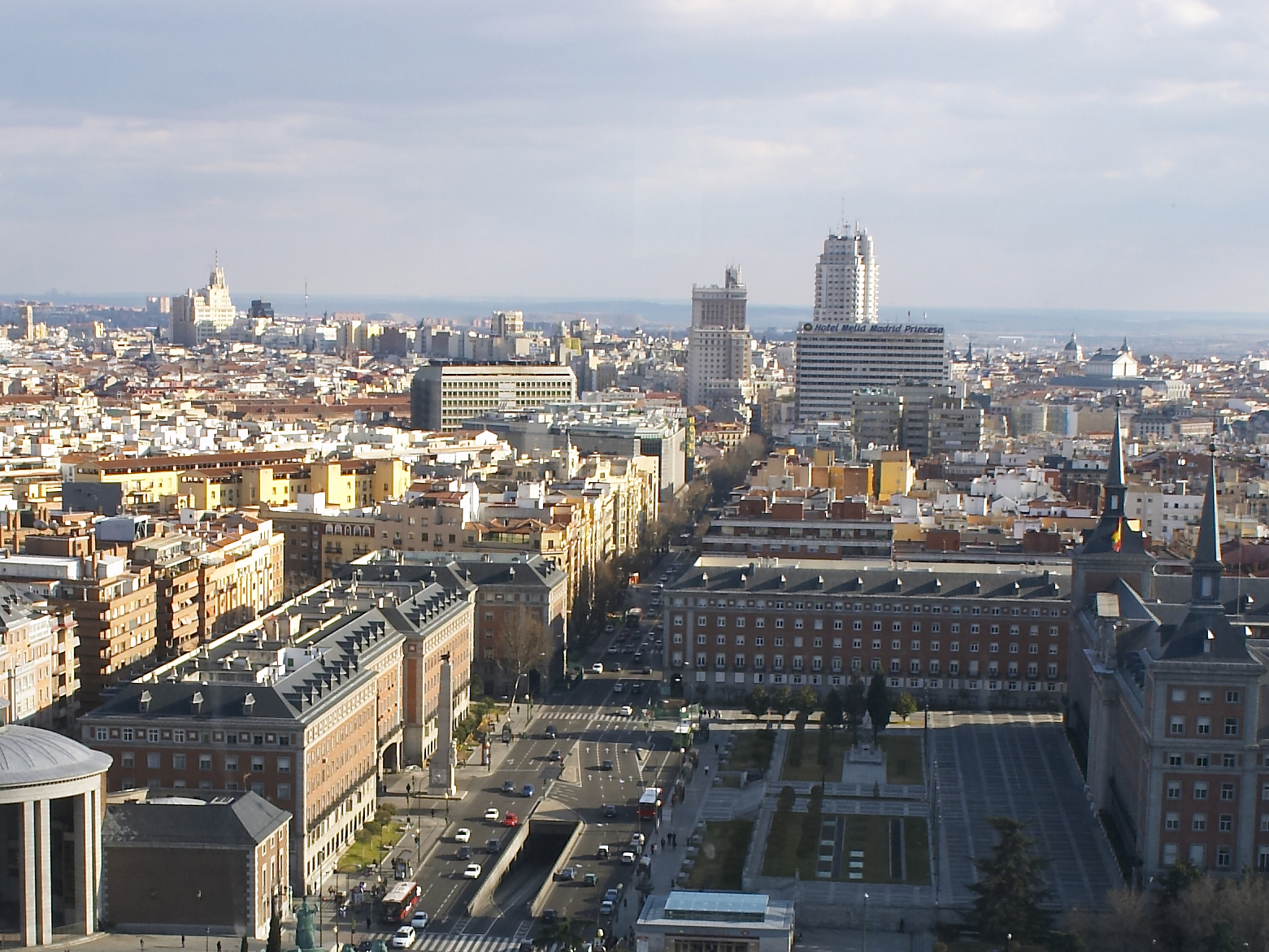
Widok na Plaza de Moncloa i dzielnicę Moncloa-Aravaca
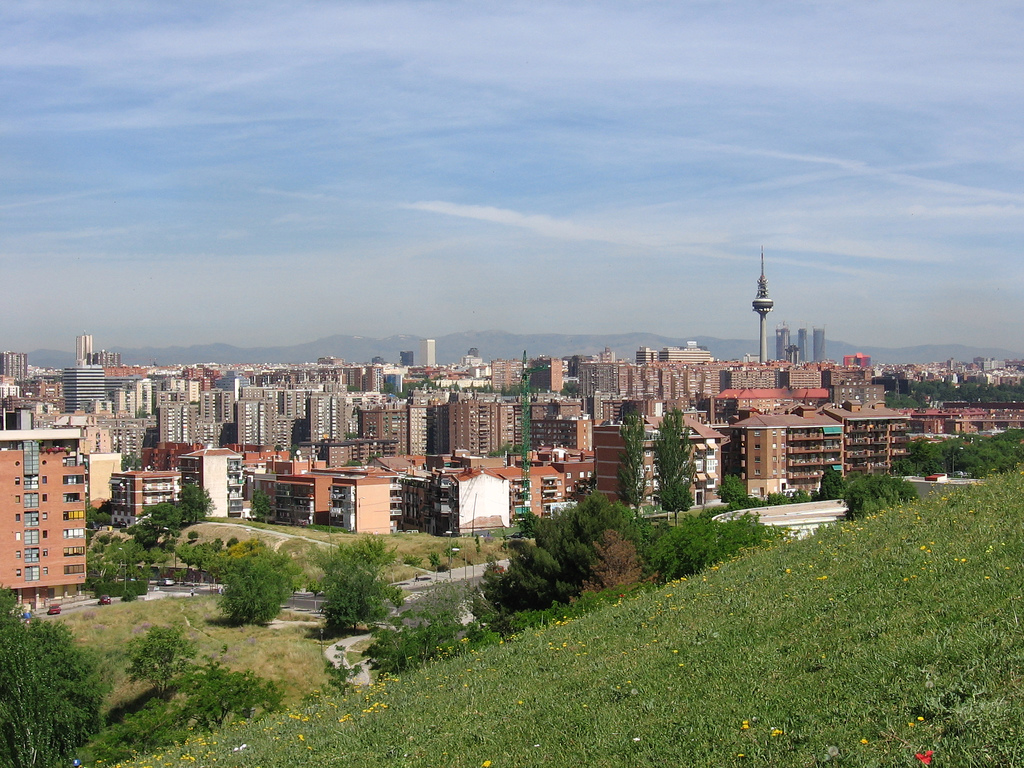
Widok z Parque del Cerro del Tío Pío na dzielnicę Puente de Vallecas
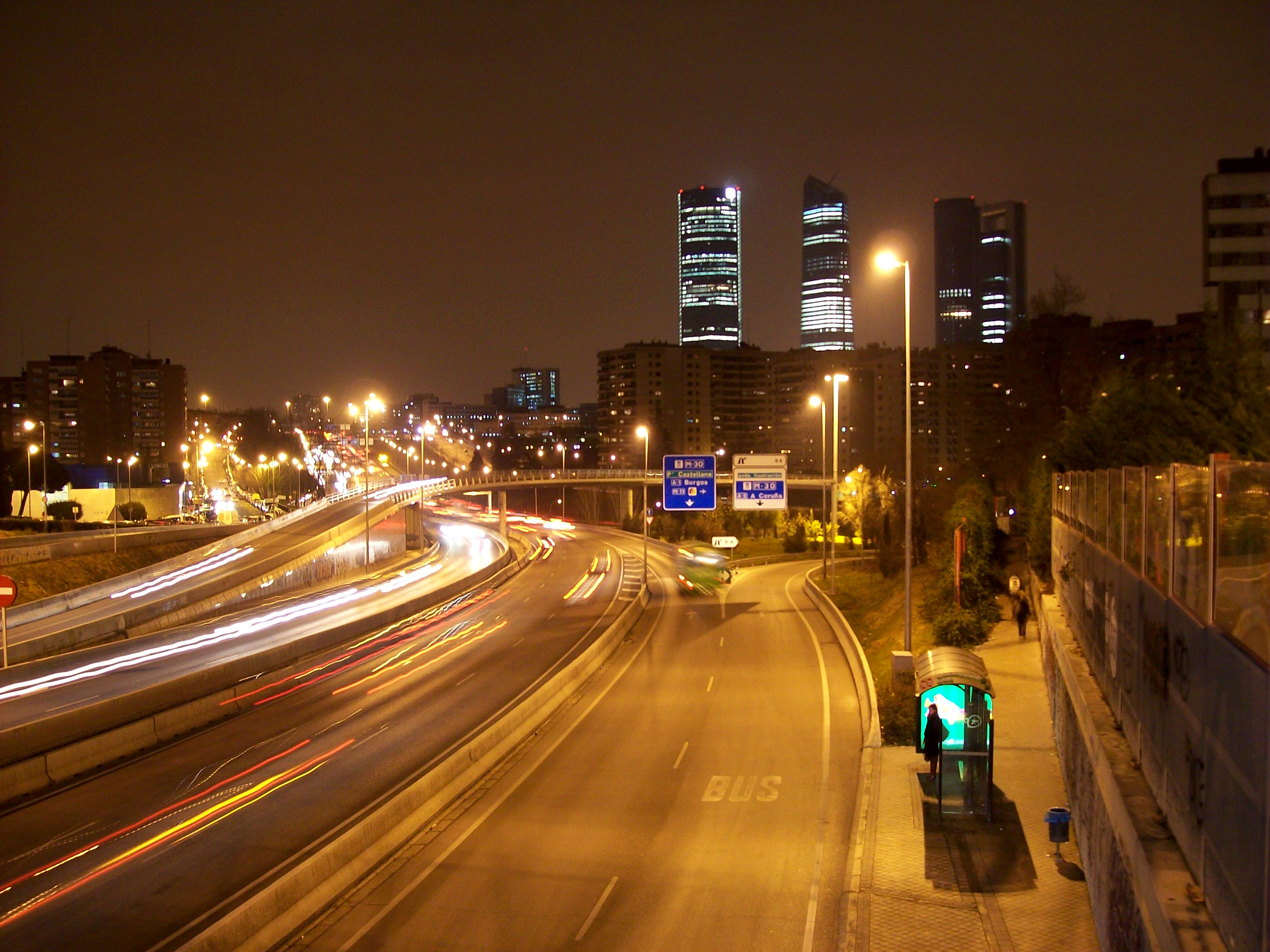
Centrum miasta nocą

| Fuencarral-El Pardo - El Pardo - Fuentelarreina - Peñagrande - Barrio del Pilar - La Paz - Valverde - Mirasierra - El Goloso. | Fuencarral-El Pardo - El Pardo - Fuentelarreina - Peñagrande - Barrio del Pilar - La Paz - Valverde - Mirasierra - El Goloso. | Fuencarral-El Pardo - El Pardo - Fuentelarreina - Peñagrande - Barrio del Pilar - La Paz - Valverde - Mirasierra - El Goloso. | Hortaleza - Palomas - Valdefuentes - Canillas - Pinar del Rey - Apóstol Santiago - Piovera                                           | Hortaleza - Palomas - Valdefuentes - Canillas - Pinar del Rey - Apóstol Santiago - Piovera         | Barajas - Alameda de Osuna - Aeropuerto - Barajas - Timón - Corralejos. |
| Moncloa-Aravaca - Casa de Campo - Argüelles - Ciudad Universitaria - Valdezarza - Valdemarín - El Plantío - Aravaca.          | Tetuán - Bellas Vistas - Cuatro Caminos - Castillejos - Almenara - Valdeacederas - Estrecho                                   | Chamartín - El Viso - Prosperidad - Ciudad Jardín - Hispanoamérica - Nueva España - Pza. Castilla.                            | Ciudad Lineal - Ventas - Pueblo Nuevo - Quintana - La Concepción - San Pascual - San Juan Bautista - Colina - Atalaya - Costillares. | San Blas-Canillejas - Simancas - Hellín - Amposta - Arcos - Rosas - Rejas - Canillejas - Salvador. |                                                                         |
| Moncloa-Aravaca - Casa de Campo - Argüelles - Ciudad Universitaria - Valdezarza - Valdemarín - El Plantío - Aravaca.          | Chamberí - Gaztambide - Arapiles - Trafalgar - Almagro - Vallehermoso - Ríos Rosas.                                           | Salamanca - Recoletos - Goya - Fuente del Berro - Guindalera - Lista - Castellana.                                            | Ciudad Lineal - Ventas - Pueblo Nuevo - Quintana - La Concepción - San Pascual - San Juan Bautista - Colina - Atalaya - Costillares. | |                                                                         |
| Moncloa-Aravaca - Casa de Campo - Argüelles - Ciudad Universitaria - Valdezarza - Valdemarín - El Plantío - Aravaca.          | Centrum - Palacio - Embajadores - Cortes - Justicia - Universidad - Sol.                                                      | Retiro - Pacífico - Adelfas - Estrella - Ibiza - Jerónimos - Niño Jesús                                                       | Moratalaz - Pavones - Horcajo - Marroquina - Media Legua - Fontarrón - Vinateros.                                                    | Vicálvaro - Vicálvaro - Ambroz                                                                     | Vicálvaro - Vicálvaro - Ambroz                                          |
| Latina - Los Cármenes - Puerta del Ángel - Lucero, Aluche - Las Águilas - Campamento - Cuatro Vientos.                        | Arganzuela - Paseo Imperial - Acacias - Chopera - Legazpi - Delicias - Palos de la Frontera - Atocha                          | Arganzuela - Paseo Imperial - Acacias - Chopera - Legazpi - Delicias - Palos de la Frontera - Atocha                          | Puente de Vallecas - Entrevías - San Diego - Palomeras Bajas - Palomeras Sureste - Portazgo - Numancia                               | Villa de Vallecas - Vallecas - Santa Eugenia.                                                      | Villa de Vallecas - Vallecas - Santa Eugenia.                           |
| Latina - Los Cármenes - Puerta del Ángel - Lucero, Aluche - Las Águilas - Campamento - Cuatro Vientos.                        | Carabanchel - Comillas - Opañel - San Isidro - Vista Alegre - Puerta Bonita - Buenavista - Abrantes.                          | Usera - Orcasitas - Orcasur - San Fermín - Almendrales - Moscardó - Zofio - Pradolongo                                        | Puente de Vallecas - Entrevías - San Diego - Palomeras Bajas - Palomeras Sureste - Portazgo - Numancia                               | Villa de Vallecas - Vallecas - Santa Eugenia.                                                      | Villa de Vallecas - Vallecas - Santa Eugenia.                           |
| | | Villaverde - San Andrés - San Cristóbal - Butarque - Los Rosales - Los Ángeles                                                | | Villa de Vallecas - Vallecas - Santa Eugenia.                                                      | Villa de Vallecas - Vallecas - Santa Eugenia.                           |

### Lokalne władze
Rada miejska składa się z 55 radnych (Concejales), jednym z nich jest burmistrz miasta (Alcalde). Funkcję tę w latach 2011–2015 sprawowała Ana Botella; od 2015 – Manuela Carmena.
Burmistrz wraz z radą miasta jest najwyższym organem politycznym w sprawie reprezentacji obywateli w gminnym rządzie, gdyż odnosi się do debaty na temat polityki lokalnej i podejmowania strategicznych decyzji.
Rada miasta jest organem politycznym reprezentacji obywateli w miejskiej administracji,
rada zajmuje się kwestiami podatkowymi miasta, zatwierdzeniem zmian dekretów i rozporządzeń, zatwierdzeniem budżetu miasta, usługami itp...

## Demografia

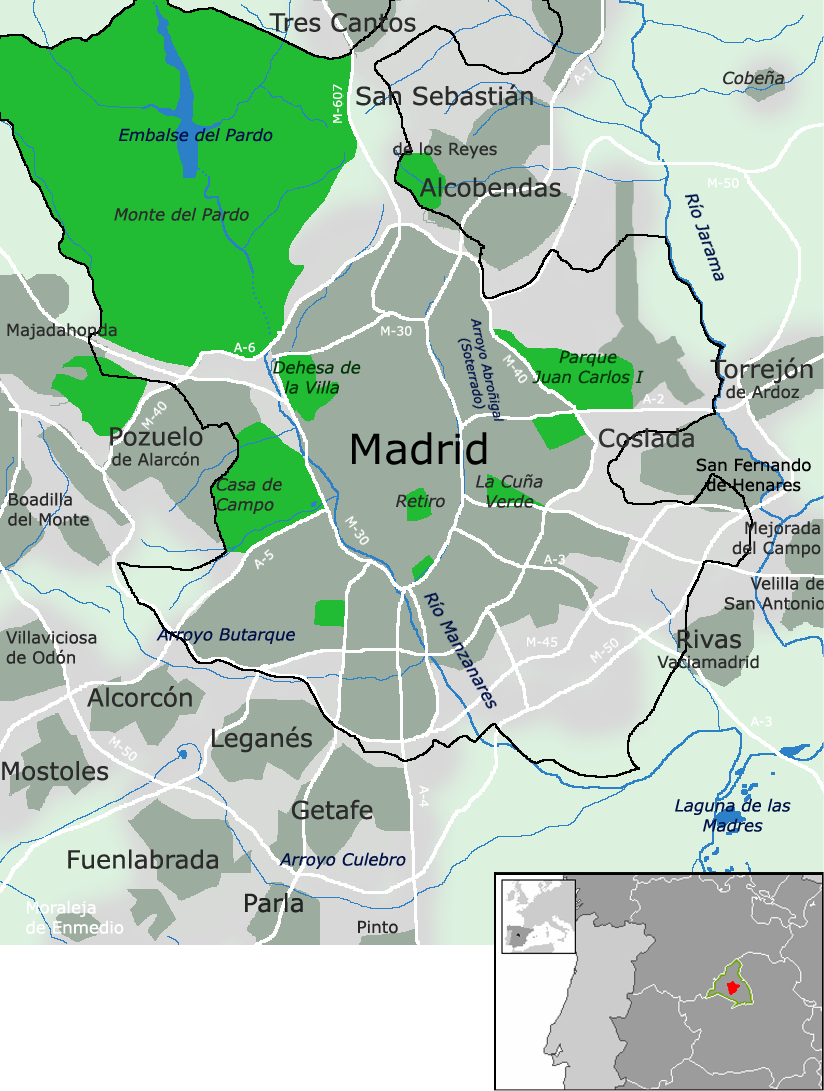
Obszar metropolitalny Madrytu

Madryt w 2013 roku liczył 3 215 633 mieszkańców wewnątrz centrum administracyjnego na powierzchni 606 km², będąc drugim co do wielkości miastem Unii Europejskiej po Berlinie. Region Madryt obejmujący całą aglomerację liczy 6 495 551 mieszkańców na powierzchni 8022 km². Według danych hiszpańskiego Ministerstwa Rozwoju tzw. Wielki Zespół Miejski (hiszp. Grande Área Urbana) Madrytu liczy 6 052 247 mieszkańców na powierzchni 1063 km², w latach 2001–2011 nastąpił wzrost ludności o 917 022 osób, co stanowi wzrost o 17,9%. Według Demografia zespół miejski liczy 6 171 000 mieszkańców, będąc czwartym co do wielkości zespołem miejskim w Unii Europejskiej po Paryżu, Londynie i Zagłębiu Ruhry oraz trzecim co do wielkości monocentrycznym obszarem miejskim (po Londynie i Paryżu). Według kilku innych źródeł, metropolia miejska Madryt również ma około 6 milionów mieszkańców lub więcej. Według World Gazetteer – 6 368 706; według Departamentu Spraw Gospodarczych i Społecznych ONZ – 5 934 000; według Europejskiego Urzędu Statystycznego Eurostat – 6 378 287.
Wokół miasta, rozciąga się szereg miejscowości, które w pewnym sensie są zależne od Madrytu. Zgodnie z projektem obszaru miejskiego Hiszpanii 2005 – AUDES5, obszar metropolitalny Madrytu skupia Madryt oraz czterdzieści okolicznych gmin.
Obecnie stolica Hiszpanii, przyciąga wielu imigrantów z całego świata. 83,8% mieszkańców miasta to rodowici Hiszpanie. Najwięcej imigrantów pochodzi z krajów Ameryki Łacińskiej, Europy, Azji, Afryki zachodniej i północnej, głównie z krajów należących do Maghrebu, populację imigrantów w Madrycie szacuje się na 18% w stosunku do ogółu całkowitej liczby mieszkańców. Największe grupy imigrantów stanowią: Ekwadorczycy (104 184), Marokańczycy (99 242), Rumuni (54 875), Kolumbijczycy (35 971), Peruwiańczycy (34 083), Chińczycy (22 500), Mauretańczycy (12 144). Istnieją również inne społeczności rezydujący w znacznych ilościach m.in.: Gwinejczycy, Boliwijczycy, Bułgarzy, Polacy, Filipińczycy.

## Gospodarka
Madryt pełni funkcję głównego ośrodka kulturalnego i naukowego, jest też najważniejszym ośrodkiem przemysłowym kraju. Główny ośrodek biznesu i handlu międzynarodowego. Jedno z największych centrów finansowych Europy i świata oraz największe centrum finansowe Hiszpanii. Znajduje się tu polityczne centrum całej Hiszpanii.
Główny ośrodek wielkiego okręgu przemysłowego. Dobrze rozwinięty przemysł elektrotechniczny, maszynowy, włókienniczy i spożywczy, a także przemysł materiałów budowlanych i środków transportu (zakłady produkcji samochodów i taboru kolejowego). Ważną gałąź stanowi przemysł chemiczny. Dobrze rozwinięty handel i rzemiosło. Istnieją tu też zakłady papiernicze, wydawnictwa i wytwórnie filmowe. Centrum komunikacyjne – sieć drogowa i kolejowa promieniście rozchodzi się ku wybrzeżom morskim i granicom państwa. Czwarty co do wielkości port lotniczy kontynentu europejskiego – Barajas (ponad 52 mln pasażerów w 2007). Rozwinięta baza turystyczna. Madryt jest najszybciej rozwijającym się miastem w Hiszpanii, obecnie ulokowanych jest tu wiele przedsiębiorstw i koncernów na skalę światową, wiele firm przeniosło tu swoje siedziby, głównie z Barcelony. Począwszy od 1992 Madryt odnotował znaczny wzrost w sektorze usług. Obecnie Madryt odnotowuje najwyższy wzrost gospodarczy w całym kraju.
Ważny ośrodek polityczny i kulturalno-naukowy. Liczne szkoły wyższe (największy w kraju uniwersytet) oraz placówki naukowo-badawcze.
W 2003 roku Madryt miał PKB o wartości 79 785 mln euro, co stanowi 10% dochodu narodowego. Najważniejszym sektorem gospodarki jest sektor usług, który stanowi 85,09% udziału w gospodarce miasta, w tym sektorze zawierają się usługi finansowych (31,91% całkowitego PKB) oraz działalność handlowa (31,84% całkowitego PKB). Reszta PKB pochodzi z przemysłu (8,96% łącznego PKB), sektora budownictwa (5,93% łącznego PKB). Rolnictwo ma bardzo niski wpływ na PKB stanowi jedynie 0,03% łącznego PKB. PKB na 1 mieszkańca wyniósł w 2005 roku 35 372 USD. PKB w ostatnich latach rośnie na poziomie wyższym niż w pozostałej części kraju, co jest związane z tym, że miasto jest jednym z głównych czynników napędzających hiszpańską gospodarkę.
Branża przemysłowa jest obecnie coraz mniej obecna w mieście, rozprowadzając swe usługi na przedmieścia oraz tereny okolicznych gmin. Związane jest to z procesem odciążania miasta od przemysłu i przenoszenia go na okoliczne gminy lub w pobliża granic miasta, tworząc tam parki przemysłowe. Tym niemniej, przemysł nadal ma ważną pozycję we wzroście PKB miasta.
Sektor usług prowadzi się działalność gospodarczą w Madrycie z 85% całkowitego PKB, zatrudnia 2/3 siły roboczej mieszkańców miasta i aglomeracji. Do głównych pracodawców w tym sektorze należą: centralna administracja państwa i administracja finansowa (Madryt jest siedzibą dużej części firm działających w całej Hiszpanii, ponad połowa krajowego kapitału finansowego). Duży wpływ ma także wprowadzenie nowych technologii. Pracodawcami w Madrycie są: lotniska i IFEMA (Institución Ferial de Madrid). Ponadto turystyka odgrywa ważną rolę w gospodarce miasta, w 2017 roku był 39 najczęściej odwiedzanym miastem na świecie i trzynastym w Europie po Londynie, Paryżu, Rzymie, Stambule, Pradze, Barcelonie, Mediolanie, Amsterdamie, Wiedniu, Berlinie i Wenecji z 5,5 milionem turystów w ciągu roku.
W 2008 zakończona została budowa Strefy Biznesowej Czterech Wież – dużego obszaru biznesowego.
Madryt jest trzecim względem PKB najbogatszym miastem w Europie. W badaniach dotyczących jakości życia, Madryt uplasował się na 16 miejscu wśród miast świata w 2015 roku. W 2018 roku miasto zostało zakwalifikowane na 41 miejscu wśród centrów finansowych świata.
W 2014 roku bezrobocie w Madrycie wynosiło 18%, w 2015 roku – 16,5%, natomiast w III kwartale 2016 – 15,2%. Bezrobocie w grudniu 2017 roku wynosiło 10,42%.

### Handel i usługi

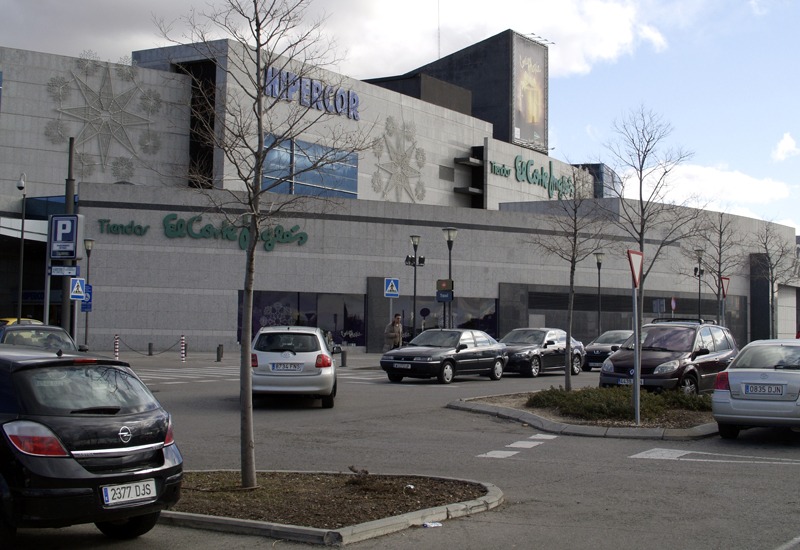
Centrum handlowe Xanadu

Madryt jest nowoczesnym centrum handlowym. Mieszczą się tu liczne wyspecjalizowane domy towarowe i handlowe. Jest obecnie jednym z najnowocześniejszych miast Europy i świata. Oprócz nowoczesności Madryt łączy w sobie także elementy historycznego Madrytu, w którym do dziś dnia, przetrwały liczne małe, stare sklepiki. Jest tu wiele warsztatów rzemieślniczych, zakładów kapeluszniczych oraz sklepów z artykułami sakralnymi. W każdą niedzielę dodatkowo odbywa się targowisko Rastro. Madryt jest znany w świecie z handlu sztuką i antykami (centrum handlowe Puerta de Toledo). Znajdują się tutaj liczne galerie, głównie w dzielnicy Salamanca oraz w okolicy Centro Reina Sofia. Na Mercado Puerta de Toledo wystawiane są na sprzedaż liczne antyki, zaś w Parku Retro organizowane są Targi Książki. Kolejnym rodzajem sklepów są sklepy Conde Hermanos, które specjalizują się w sprzedaży instrumentów muzycznych. Wiele sklepów i centrów handlowych znajduje się na Gran Via, jak np. domy towarowe takie jak El Corte Inglés. Hale targowe – mercados del barrio – to miejsca, gdzie handluje się żywnością. Największe hipermarkety znajdują się przy stacji metra Barrio de Pilar – Madrid 2 oraz Núnez de Balboa – ABC, przy Paseo de la Castellana, wiele dużych hipermarketów i innych sklepów znajduje się także na obrzeżach miasta oraz na intensywnie zurbanizowanych.

## Transport
Położenie miasta w samym środku Hiszpanii sprawia, że siłą rzeczy jest największym i głównym węzłem transportowym tego państwa. Transport odbywa się za pomocą różnych środków, takich jak: metro, pociągi podmiejskie, autobusy miejskie, tramwaje, kolejka linowa – Teleférico, taksówki, miasto jest także siedzibą międzynarodowego portu lotniczego Barajas.

### Autostrady

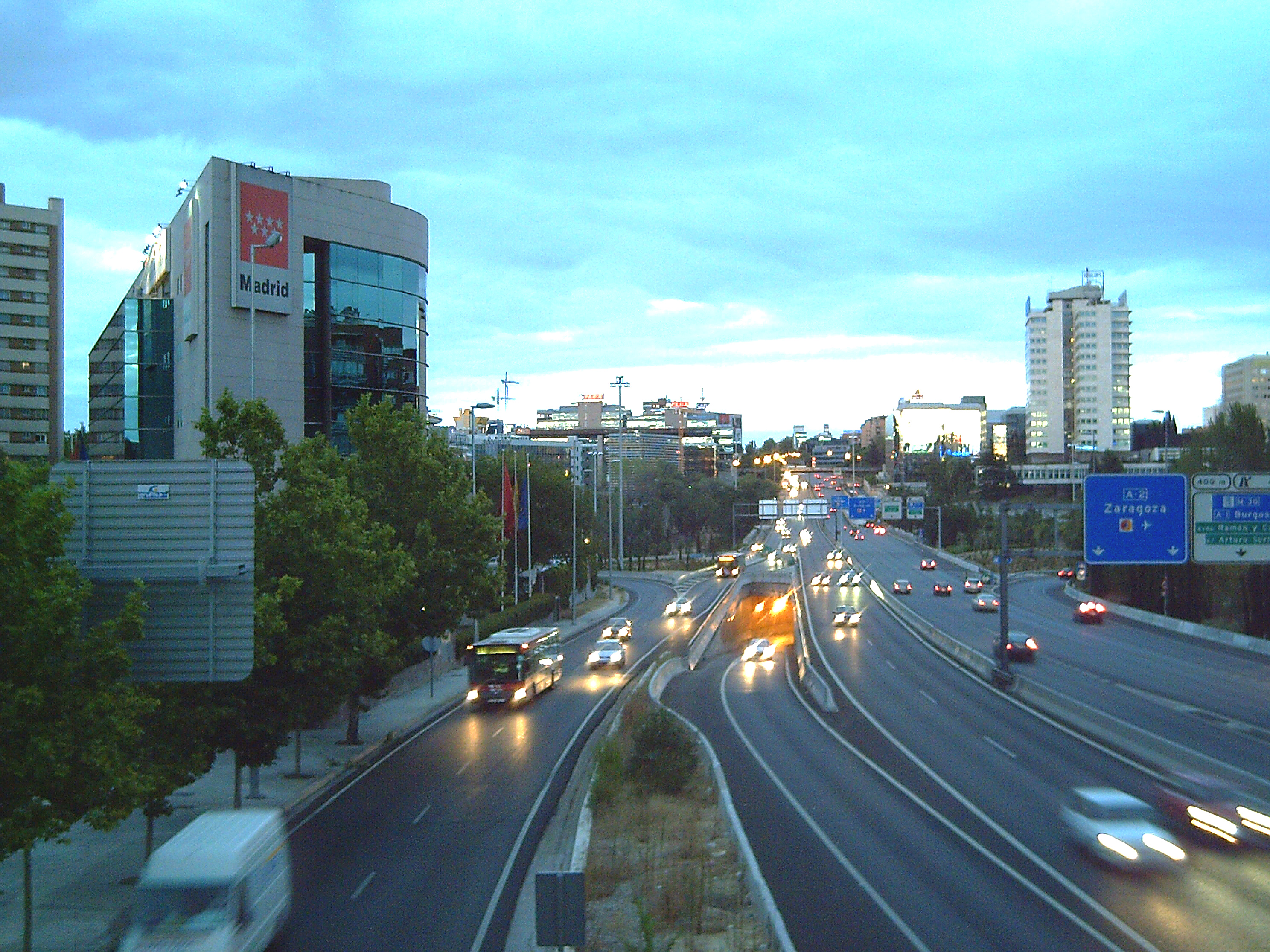
Autostrada w Madrycie

| Numer | Nazwa                | Trasa przebiegu                                                                                          |
| ----- | -------------------- | --- |
| A-1   | Autovía del Norte    | Madryt – Aranda de Duero – Burgos – Miranda de Ebro – Vitoria – San Sebastián – Irún – granica francuska |
| A-2   | Autovía del Nordeste | Madryt – Saragossa – Lleida – Barcelona – Girona – granica francuska                                     |
| A-3   | Autovía del Este     | Madryt – Walencja                                                                                        |
| A-4   | Autovía del Sur      | Madryt – Kordowa – Sewilla – Kadyks                                                                      |
| A-5   | Autovía del Suroeste | Madryt – Mérida – Badajoz – Lizbona                                                                      |
| A-6   | Autovía del Noroeste | Madryt – Medina del Campo – Benavente – Ponferrada – Lugo – La Coruña                                    |
| A-42  | Autovía de Toledo    | Madryt – Toledo                                                                                          |

### Metro
Metro w Madrycie jest trzecią w Europie oraz jedną z największych tego typu budowli na świecie.
Madryt ma dwanaście linii metra, krótką linię wahadłową i trzy linie tramwajowe powiązane z metrem. Metro w Madrycie jest jednym z najbardziej rozbudowanych i najszybciej rozwijających się sieci metra na świecie, ma wiele dogodnych stacji przesiadkowych i połączeń z dworcami autobusowymi, kolejowymi oraz z lotniskiem Barajas.

### Tramwaje

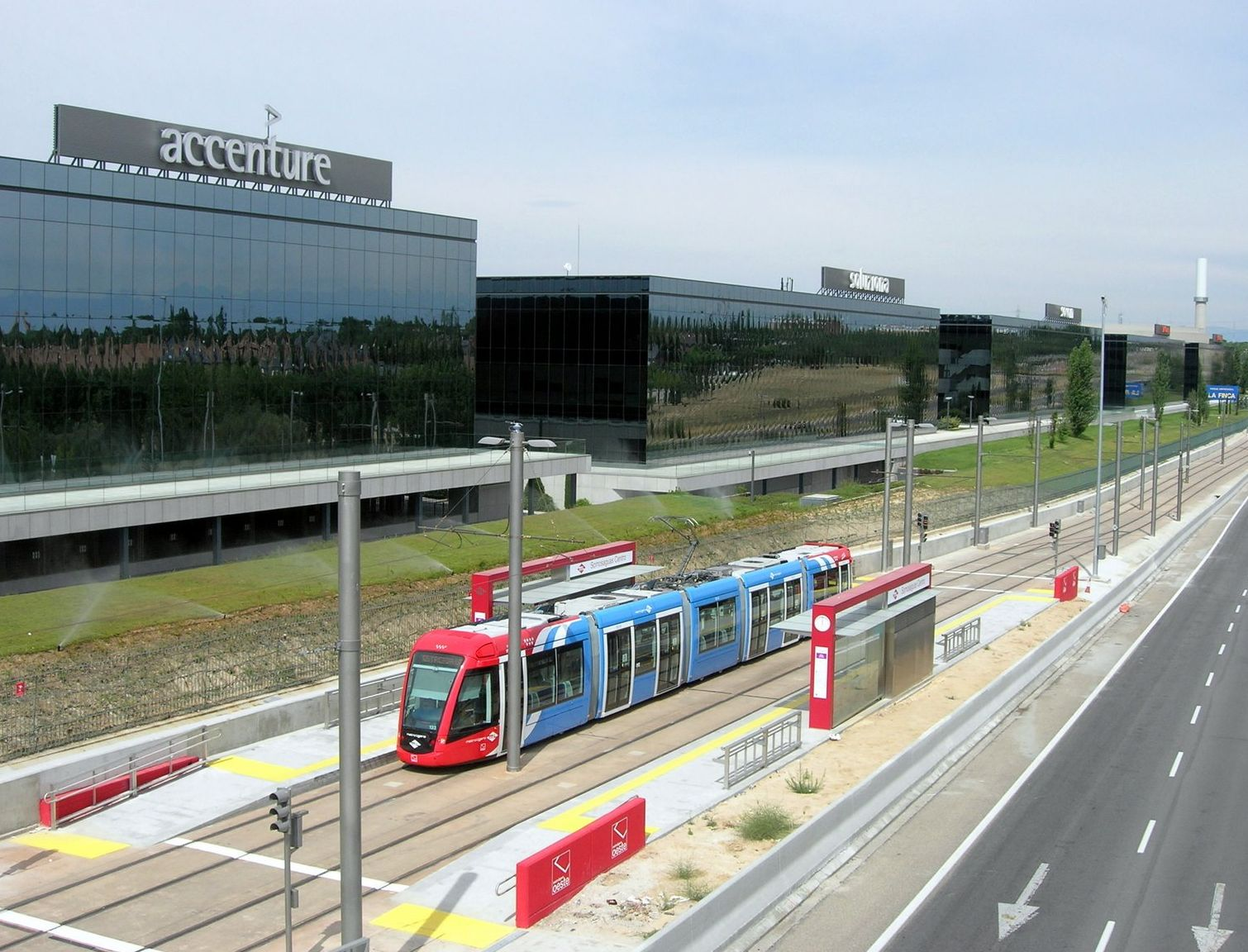
Tramwaj na ulicach Madrytu

Tramwaje w Madrycie to stosunkowo młody system transportu w mieście. Obecnie funkcjonują trzy linie tramwajowe – jedna w północnym Madrycie i dwie w zachodniej części. W planach jest także budowa dwóch kolejnych linii tramwajowych. Wszystkie tramwaje są niskopodłogowe, tabor do obsługi linii dostarczyła firma Alstom. Tramwaje nazywają się Metro Ligero a linia  ma pewne fragmenty podziemne.

### Transport kolejowy

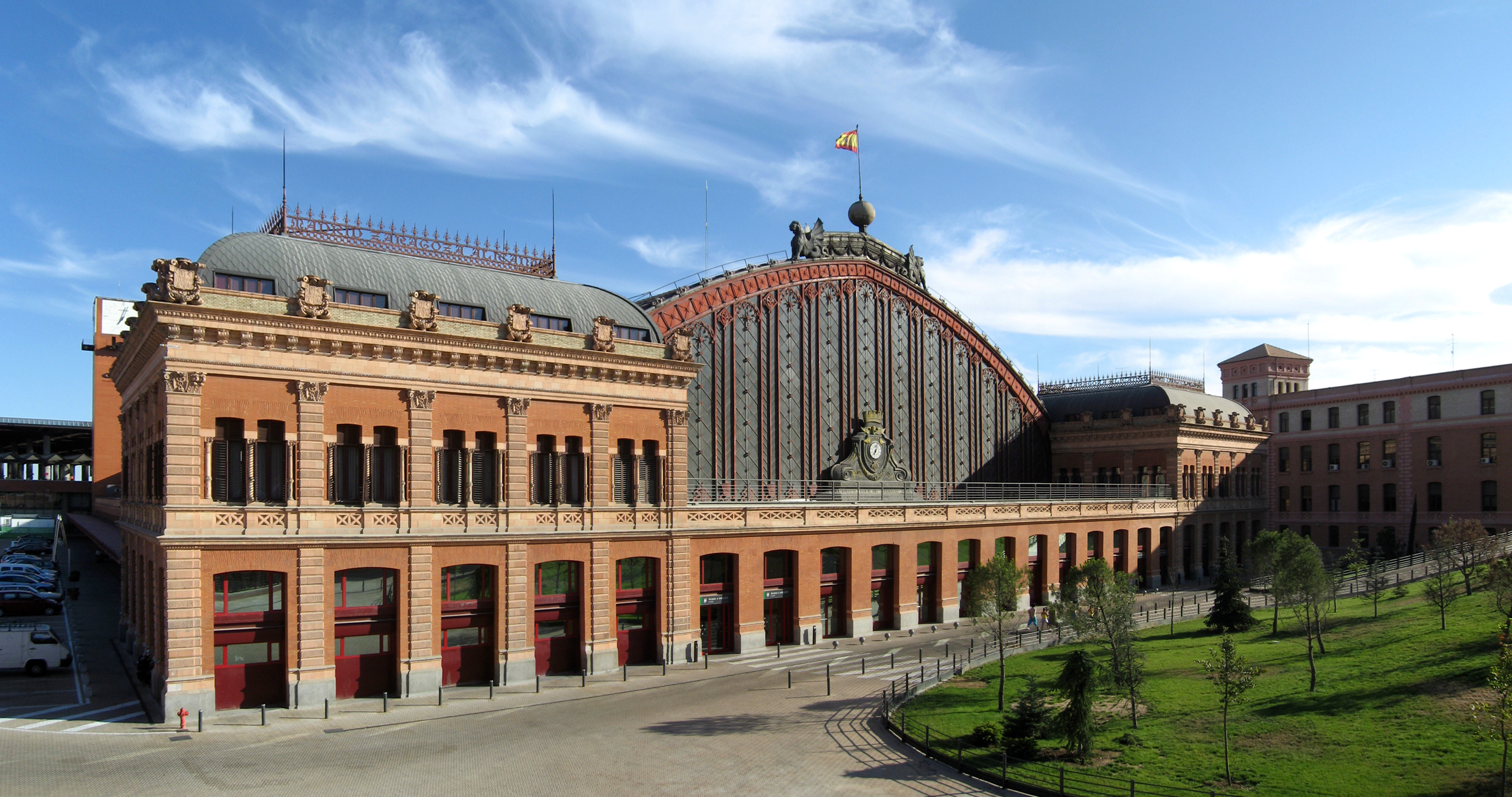
Dworzec kolejowy Madrid Atocha

Madryt ma kilkanaście dworców kolejowych, największe z nich to:
- Madryt Atocha – obsługuje połączenia z południem i wschodem kraju oraz z Portugalią i Francją.
- Madryt Chamartín – ruch pociągów w kierunku północnym i północno-zachodnim
- Madryt Príncipe Pío
- Madryt Nuevos Ministerios.

Połączenia kolejowe realizują różnorodni przewoźnicy kolejowi w Hiszpanii m.in.: Renfe, AVE, FEVE, FGV, Ferrocarril. Madryt ma także system kolei podmiejskiej.

### Autobusy
W Madrycie jest ponad 200 linii autobusowych miejskich (zwykłych), obsługiwanych przez tysiące autobusów, kursujących z kilkuminutową częstotliwością po wydzielonych „BUS-pasach”; zapewniają one połączenia ze wszystkimi dzielnicami i przedmieściami miasta, ich liczba z roku na rok rośnie ze względu na zwiększanie się populacji miejskiej oraz budowę nowych osiedli mieszkaniowych. Prócz autobusów miejskich, w mieście funkcjonują także autobusy nocne, uniwersyteckie, turystyczne (zazwyczaj piętrowe) i specjalne. Autobusy obsługują całą madrycką aglomerację.

### Teleférico
Jest to kolejka linowa kursująca nad miastem, począwszy od Paseo Pintor Rosales do Casa de Campo.

### Transport lotniczy

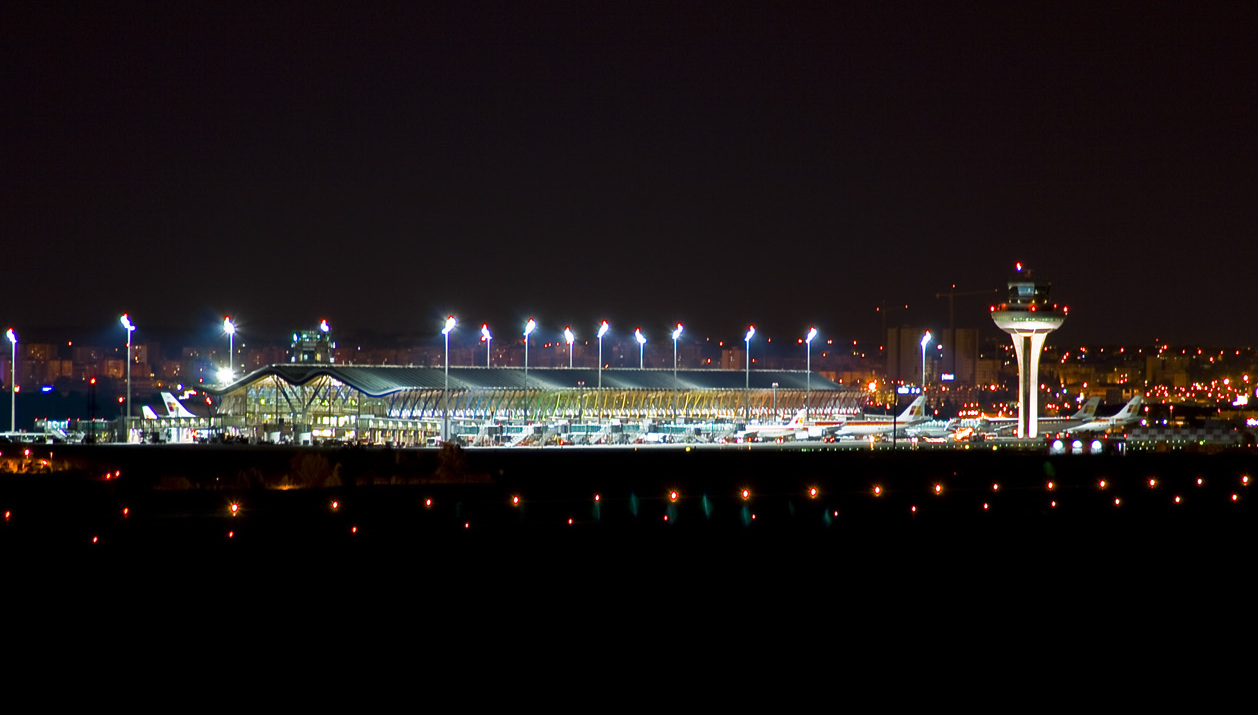
Nocny widok na lotnisko Barajas

Port lotniczy Madryt-Barajas położony jest w północno-wschodniej części miasta, 12 kilometrów od centrum. Jest to główne lotnisko w Hiszpanii, jedno z największych w Europie i na świecie. Lotnisko ma połączenie z centrum miasta za pomocą 8 linii metra, jak i wielu autobusów. Miasto ma również drugie mniejsze lotnisko Madryt-Cuatro Vientos, najstarsze lotnisko w kraju, założone w 1911 roku, położone ok. 8 km od centrum miasta, od 1970 r. świadczące usługi cywilno-wojskowe.

## Gwałtowny rozwój

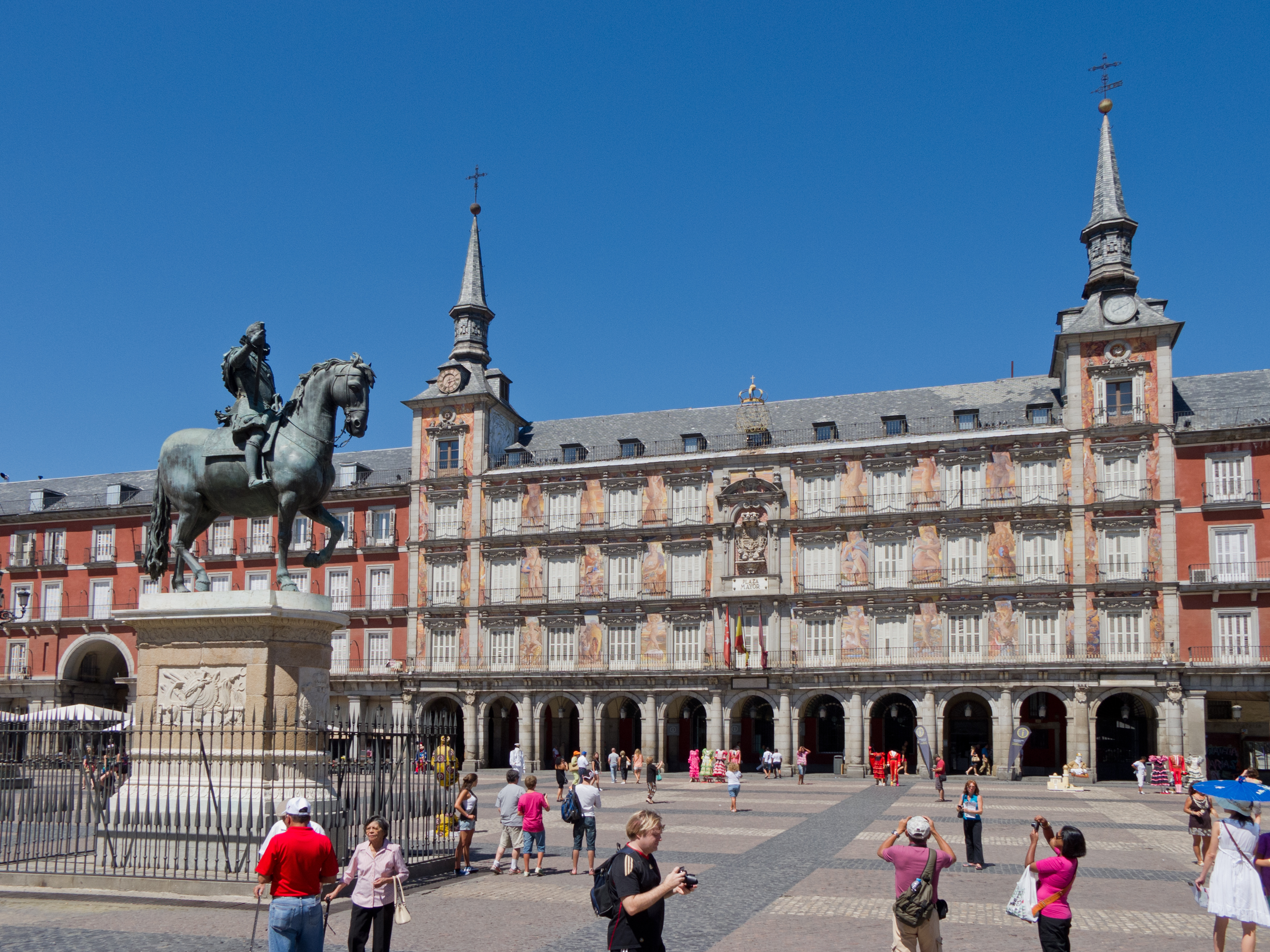
Plaza Mayor

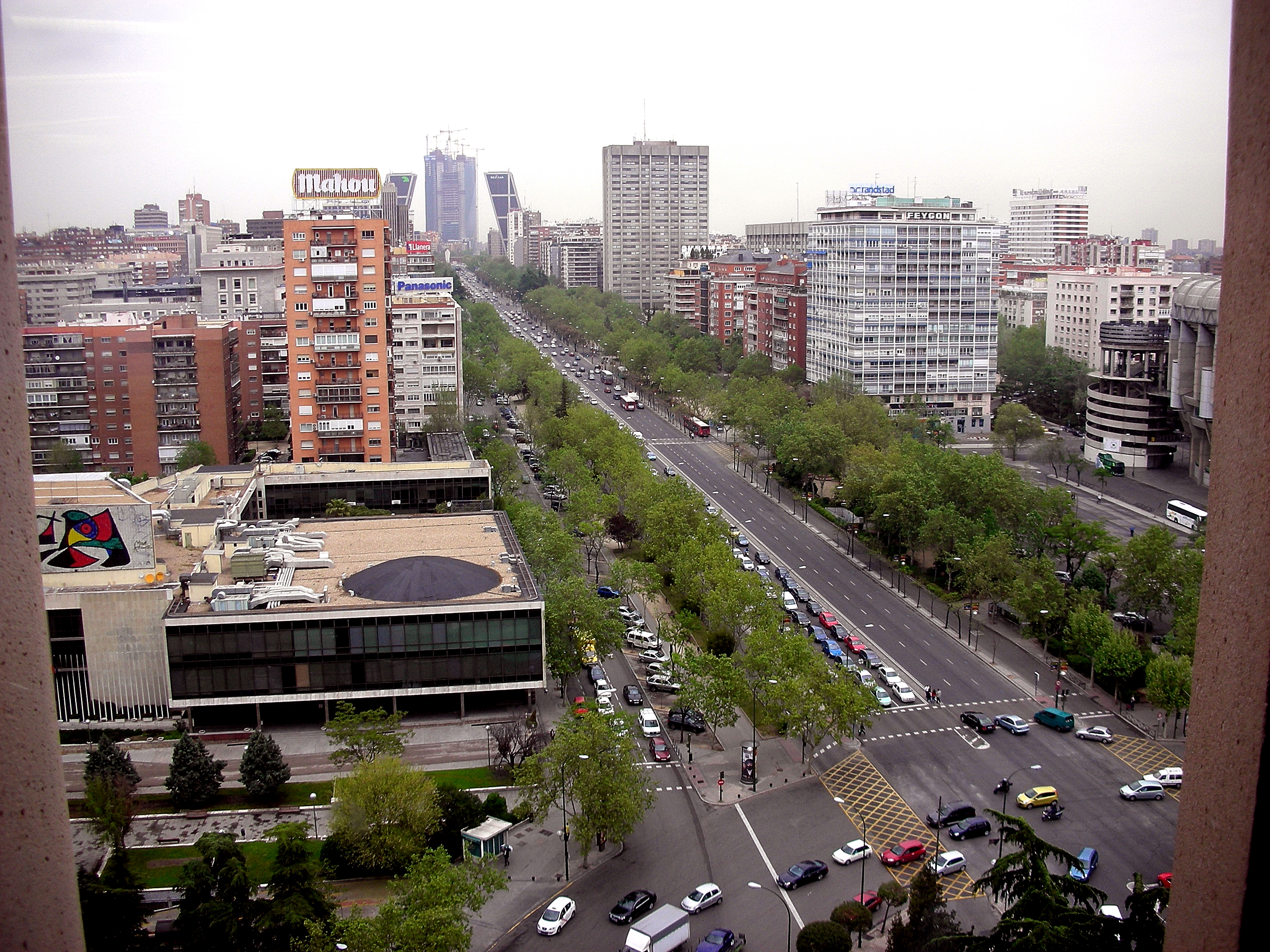
Paseo de la Castellana

W latach 30. XIX stulecia miasto zostało zmodernizowane i znacznie odnowione, co było równoznaczne ze znacznym rozrostem i powiększeniem się jego obszaru: ulice zostały oświetlone, wybudowano też wiele nowych budynków. W drugiej połowie XIX wieku, pod nadzorem Marquesa de Salamanca, podjęto prace nad rozbudową północnej części miasta. W roku 1872 na północ od Calle de Alcala wybudowano 28 nowych ulic. Dzielnica ta do dziś nosi nazwę Salamanca i jest uważana za jedną z najładniejszych i najelegantszych części (barrios) Madrytu oraz jedną z najładniejszych na całym świecie.
Na początku XX wieku miasto wciąż się rozbudowywało i powiększało. W 1910 roku wybudowano nową główną ulicę Gran Vía, która oddzielała barrio San Bernardo od Calle de Alcala i biegła dalej do położonej w samym centrum miasta Plaza de España.
W czasie hiszpańskiej wojny domowej w latach 1936–1939 Madryt, który był silnym ośrodkiem republikańskim, został poważnie zniszczony. Wojska generała Franco przez dwa i pół roku oblegały miasto i kiedy w końcu wdarły się do centrum, wojnę uznano za zakończoną. W czasie panowania frankistów, od zakończenia wojny aż do śmierci Franco w 1975 roku, Gran Vía nosiła nazwę Avenida Jose Antonio de Primo de Rivera, na cześć założyciela hiszpańskiej partii nacjonalistycznej. Po zwycięstwie sił demokratycznych i restauracji monarchii (na tronie zasiadł król Jan Karol), wszystkim przemianowanym przez frankistów ulicom przywrócono ich dawne nazwy. Koniec wojny domowej stał się dla Madrytu początkiem kolejnego okresu odnowy i rozbudowy. Było to możliwe między innymi dzięki temu, że Hiszpania nie brała aktywnego udziału w II wojnie światowej. W latach 1948–1951 gwałtownie wzrosła liczba mieszkańców tego miasta. Obecnie sam Madryt liczy 3,3 mln mieszkańców, a jego aglomeracja 6 mln i liczba ta ciągle rośnie. Po wstąpieniu Hiszpanii do UE znaczenie Madrytu na arenie światowej znacznie wzrosło.

## Turystyka

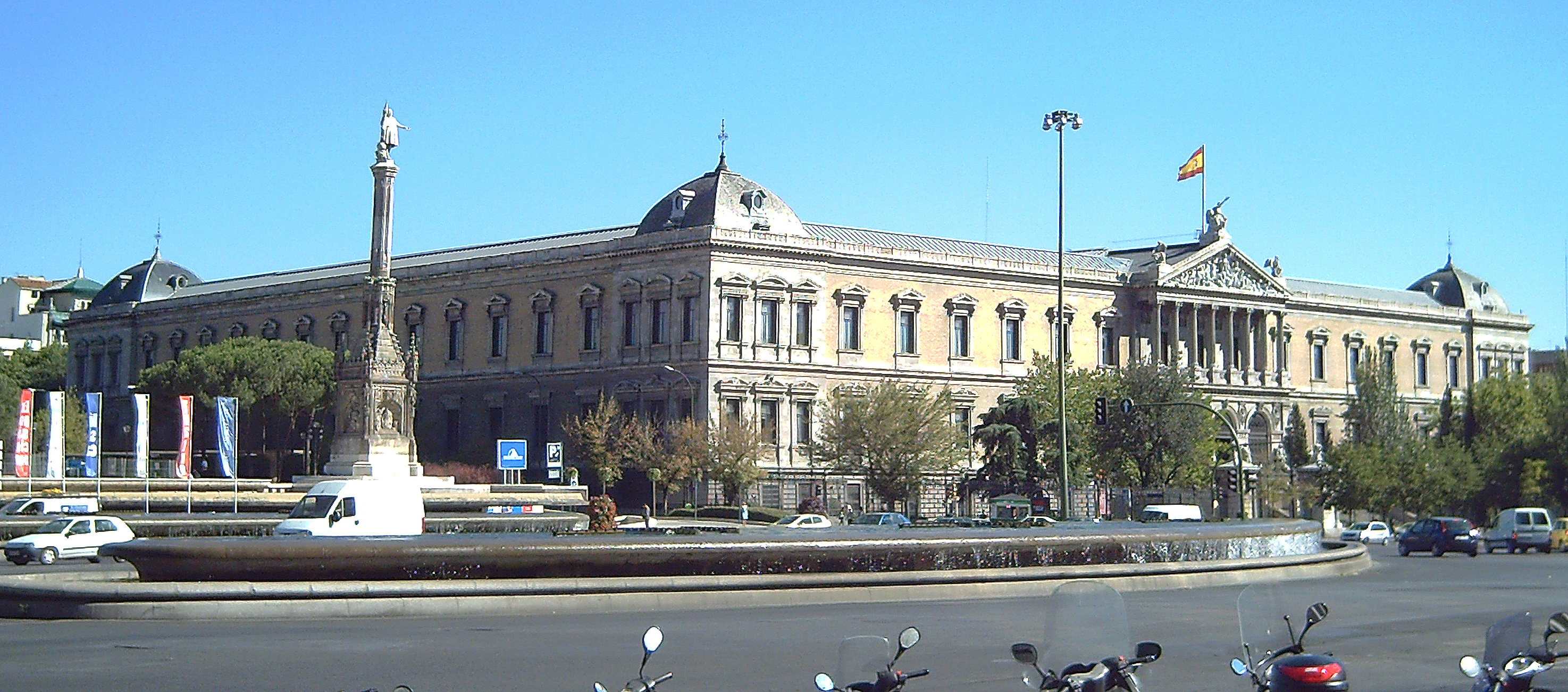
Biblioteka Narodowa

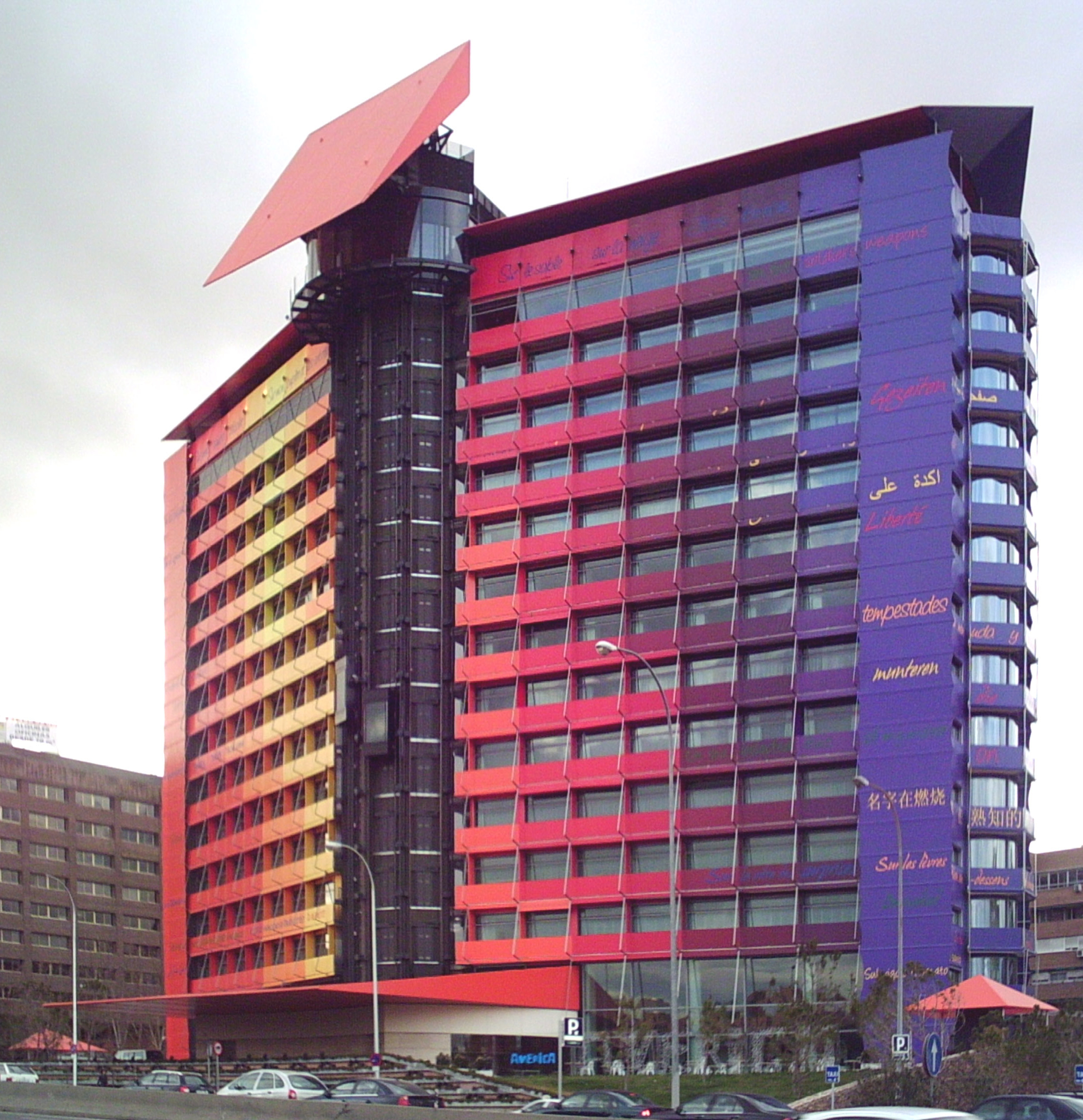
Hotel Puerta América

Madryt otoczony jest niewielką prowincją zwaną Comunidad de Madrid. Stolica Hiszpanii dzieli się na dwie dzielnice tj.: Stary Madryt; Madryt Burboński. Madryt znany jest z bogatych muzeów zwłaszcza Prado – jednego z najważniejszych w świecie. Ponadto: Pałac Królewski (XVIII wiek), Pałac Senatu, Pałac Kongresowy (1843), Puerta de Alcalá (1778), katedra Almudena (1993), kościół San Pedro el Real (XV wiek), katedra San Isidoro el Real (XVII wiek), klasztor Descalzas Reales (XVI wiek), park Casa de Campo o powierzchni 1447 ha z Fontanną Księcia (1725), mosty, m.in. Toledański (1720-1732), Segovia (1584).
Wiele nowoczesnych budowli wzniesiono po II wojnie światowej (Palacio de Communicaciones, Palacio Nuevos Ministerios, stadion Santiago Bernabéu, dworzec Chamartín, arterie komunikacyjne). Nowoczesne osiedla mieszkaniowe i przemysłowe na peryferiach (Getafe, Alcorcón, Alcalá de Henares).
Na północny zachód od Madrytu znajduje się mauzoleum ofiar wojny domowej – Monumento Nacional de Santa Cruz del Valle de los Caídos (Św. Krzyż w Dolinie Poległych).
Madryt ma ponad 40 parków i ogrodów. Na uwagę zasługują zwłaszcza: ogród botaniczny (założony w 1781 r.) i parki położone nad brzegami rzeki Manzanares na zachodzie i w okolicach Prado na wschodzie. Wielką atrakcją turystyczną jest też świątynia Debod, staroegipska budowla sprowadzona w czasach budowy tamy asuańskiej i pieczołowicie odtworzona w pobliżu Rosales. Rozciąga się z niej widok na całe miasto.
W Madrycie znajduje się największa w Hiszpanii arena, na której odbywają się walki byków – Las Ventas może pomieścić 23 tysiące widzów. Adepci sztuki matadorskiej toczą tu swe pierwsze walki w czasie specjalnych uroczystości inicjacyjnych. Wielką popularnością wśród mieszkańców Madrytu cieszy się też oczywiście piłka nożna, podobnie jak w całej Hiszpanii. W mieście funkcjonują dwa potężne kluby piłkarskie: Real Madryt i Atlético Madryt. Stadion Atlético, Vicente Calderón, może pomieścić 70 tysięcy widzów, a stadion Realu, Santiago Bernabéu, 80 tysięcy.
Dla turystów odwiedzających miasto Urząd Miasta Madrytu przygotował cztery karty ułatwiające turystom dostęp do wydarzeń kulturalnych i zapewniające liczne zniżki: Madrid Card – umożliwiająca różnorodne zniżki w tym także na komunikację miejską; Madrid Phone – umożliwiająca tańsze rozmowy krajowe i międzynarodowe; Madrid Card Promociones – umożliwiająca darmowe przejazdy środkami miejskiej komunikacji czy wejścia do muzeów oraz Madrid Card Congresos – skierowana jest do uczestników kongresów.

### Zabytki

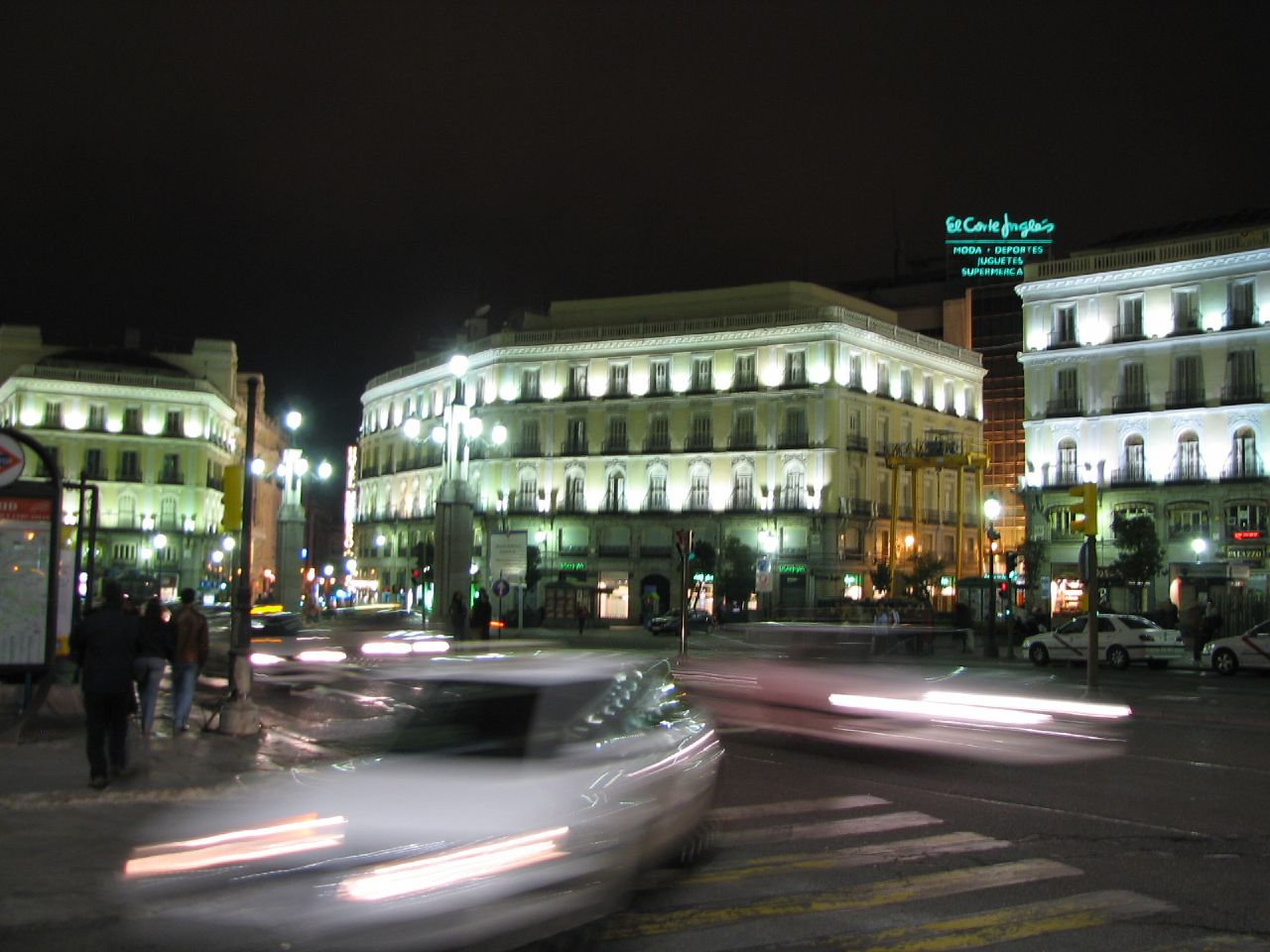
Puerta del Sol nocą

Madryt leży 600 m n.p.m. Sercem miasta jest Puerta del Sol (Brama Słońca) – owalny plac otoczony ze wszystkich stron kremowymi XVIII-wiecznymi domami. Jest to hiszpański „kilometr zero”, oznaczony płytą chodnikową naprzeciwko wieży zegarowej – punkt, od którego mierzy się wszystkie odległości i główne drogi Hiszpanii. Na środku placu znajduje się posąg brązowego niedźwiedzia, zjadającego owoce z drzewa poziomkowego (nawiązanie do herbu Madrytu), ulubione miejsce randek. W Sylwestra o północy zbierają się tu mieszkańcy, by zgodnie z tradycją zjeść 12 winogron, jedno po każdym uderzeniu zegara. U wylotu Calle del Carmen – jednej z promieniście odchodzących od placu ulic – stroi trójwymiarowy herb Madrytu.
Atrakcję stanowi również Plaza Mayor (Główny Plac), będąca pozostałością z XVII w., i choć przestała już być centrum miasta, przyciąga wielu mieszkańców. Mówi się o niej „teatr pod niebem Madrytu”. Jest przestronna, wybrukowana i zamknięta dla ruchu kołowego. Plaza Mayor jest symbolem Madrytu. Dziewięć bram otwiera się na plac wzniesiony na kolumnadach. Można tu zobaczyć m.in. freski na Casa de la Panaderia, tutaj znajduje się pomnik Filipa III na koniu. W pobliżu Plaza Mayor znajduje się wiele ciekawych miejsc, takich jak: Torre de los Lujanes, Casa de Cisneros, Casa de la Villa, Pałac Abrantes, Mercado de San Miguel, Arco de Cuchilleros, Basilica de San Miguel, zakon Jeronimos del Corpus Christi, Plaza de la Villa.

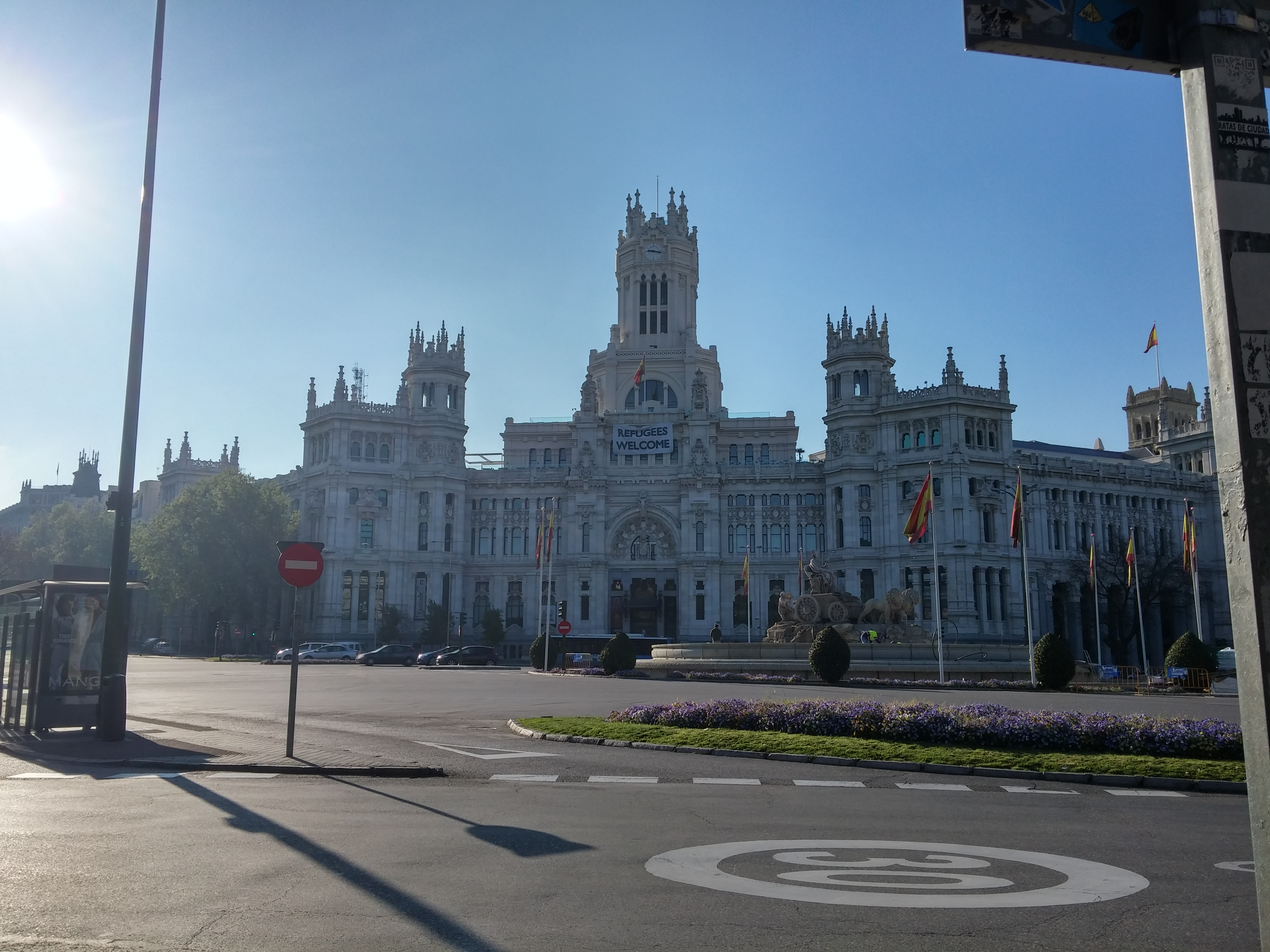
Pałac Komunikacji

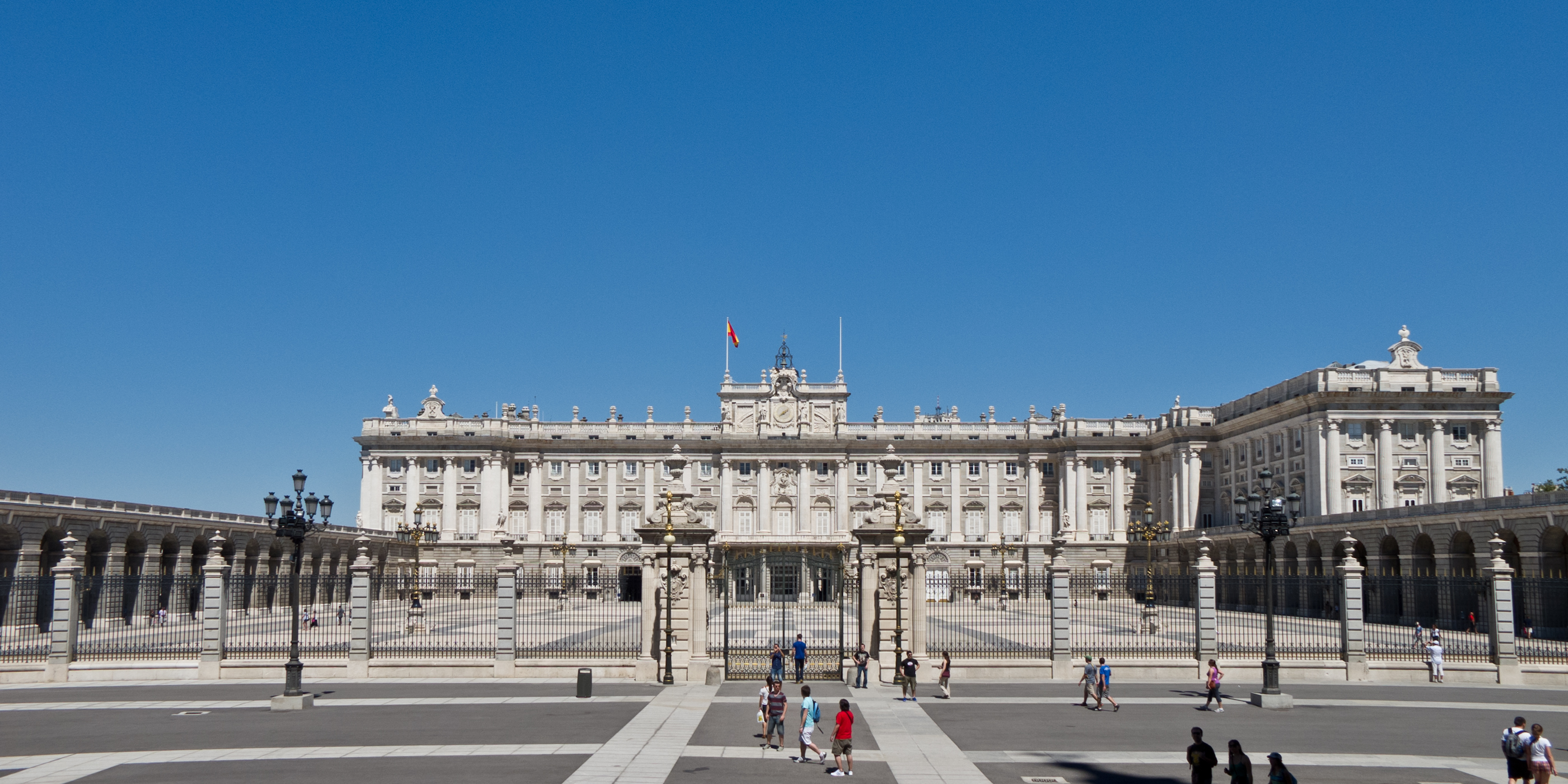
Pałac Królewski

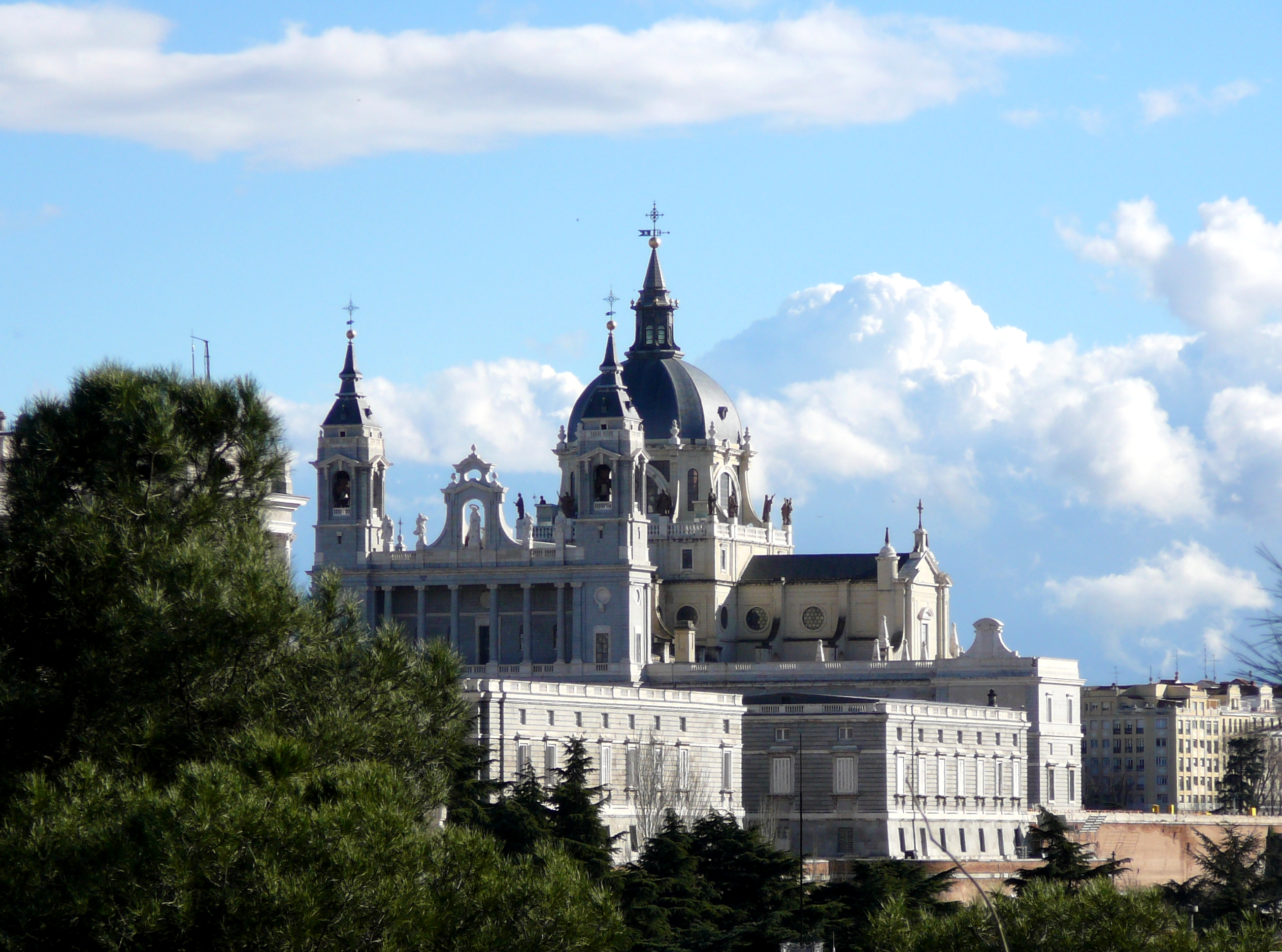
Madrycka katedra La Almudena

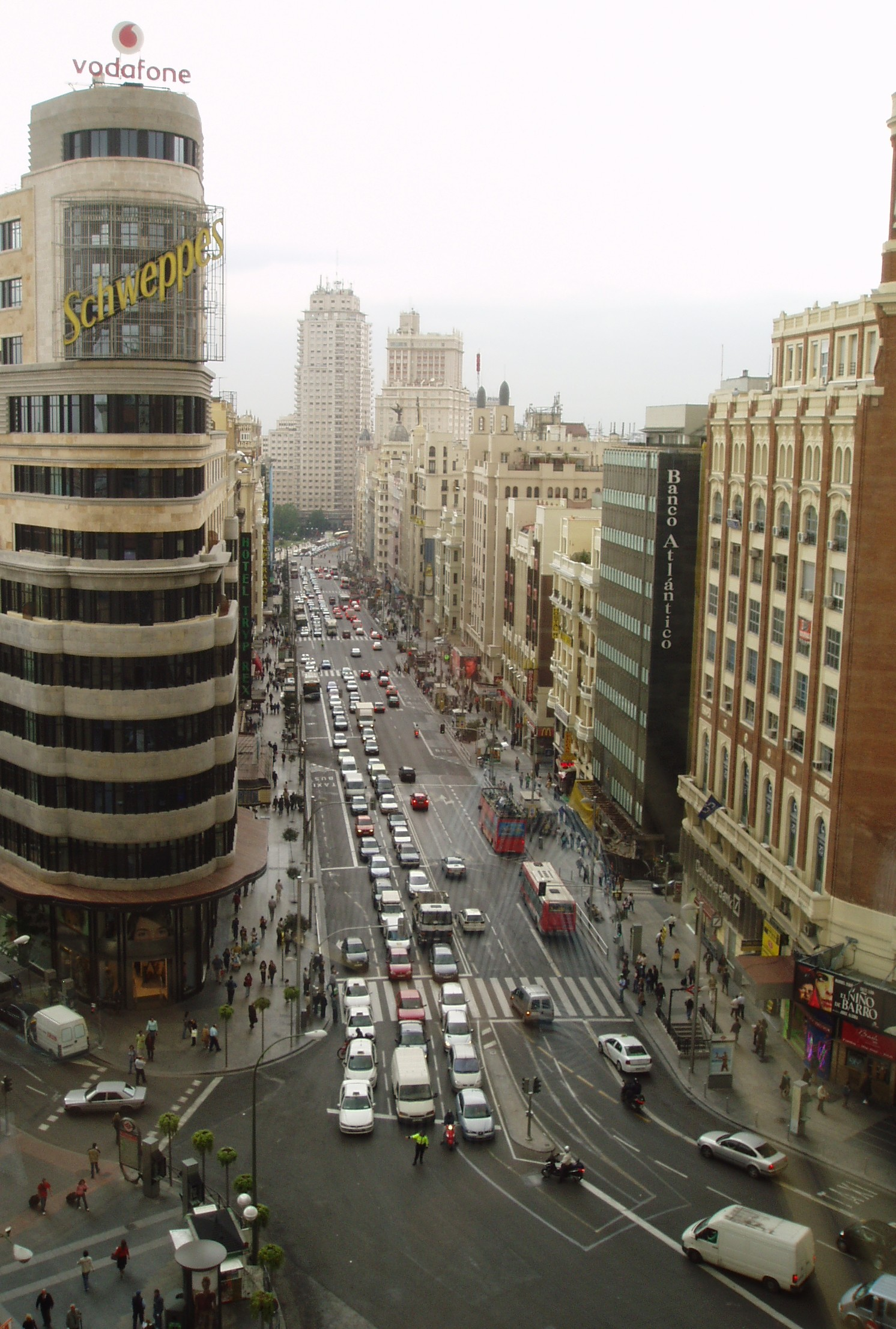
Gran Vía

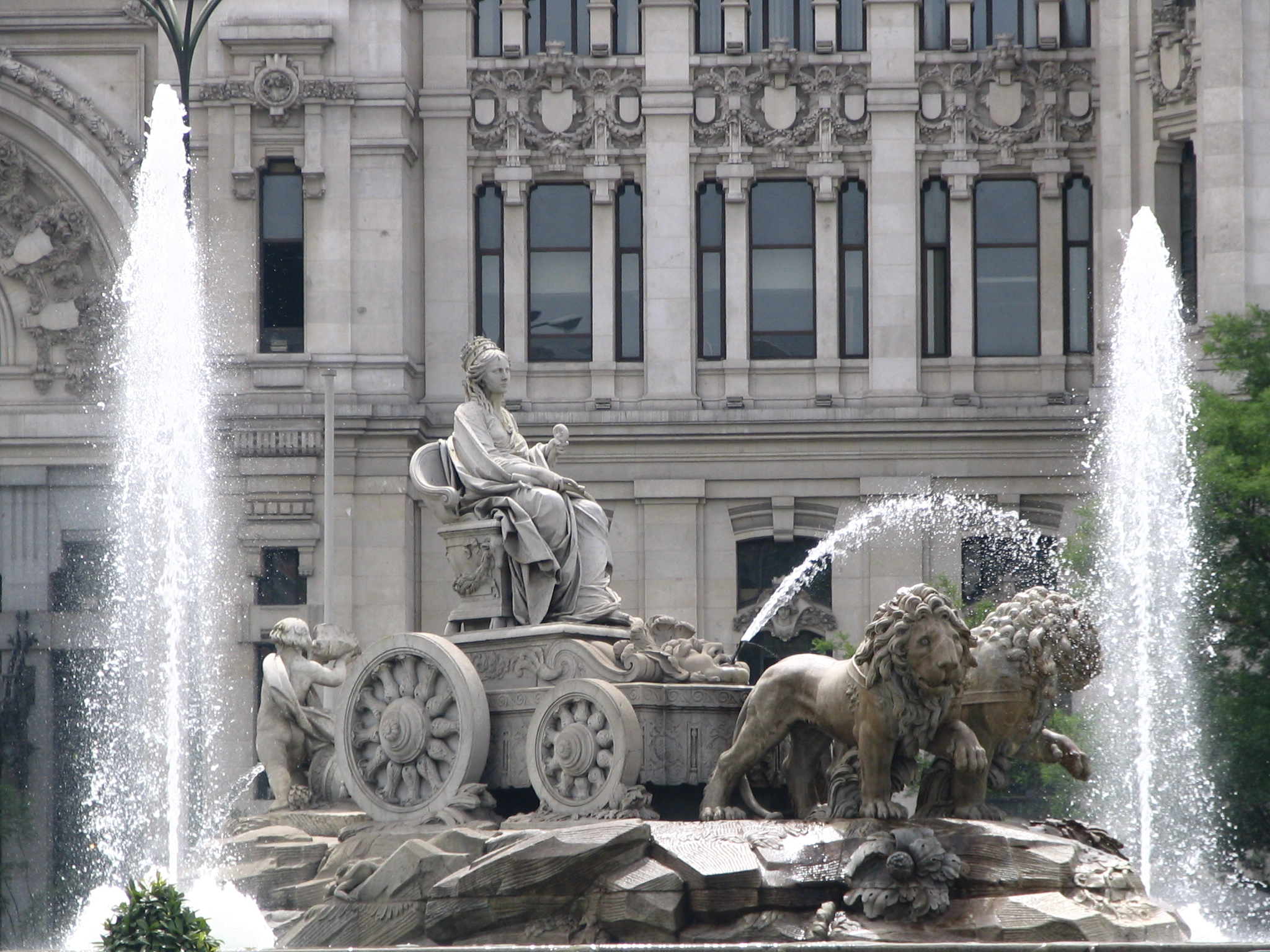
Fontanna z posągiem bogini płodności Kybele, na Plaza de Cibeles

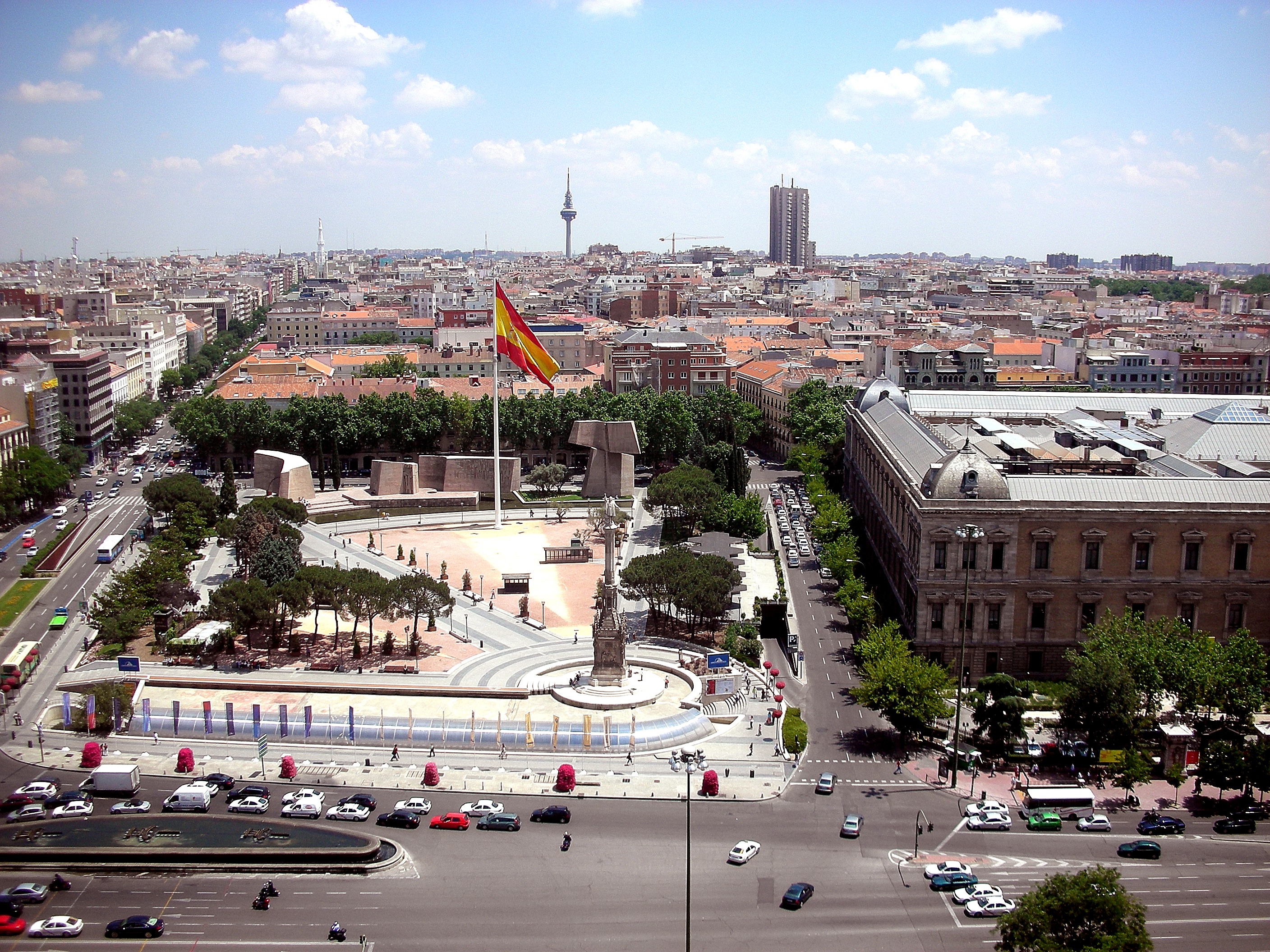
Widok na Plac Kolumba

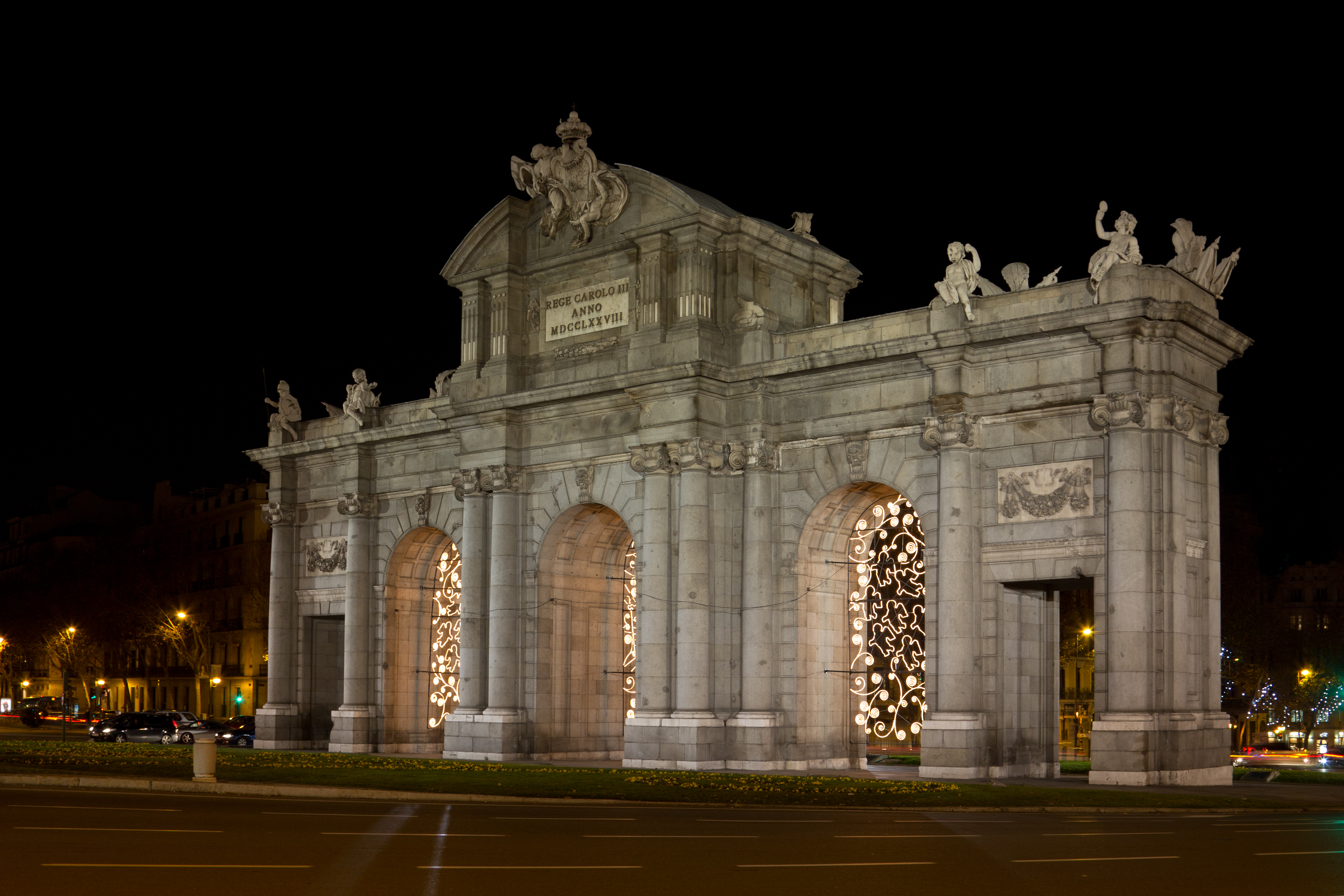
Puerta de Alcalá

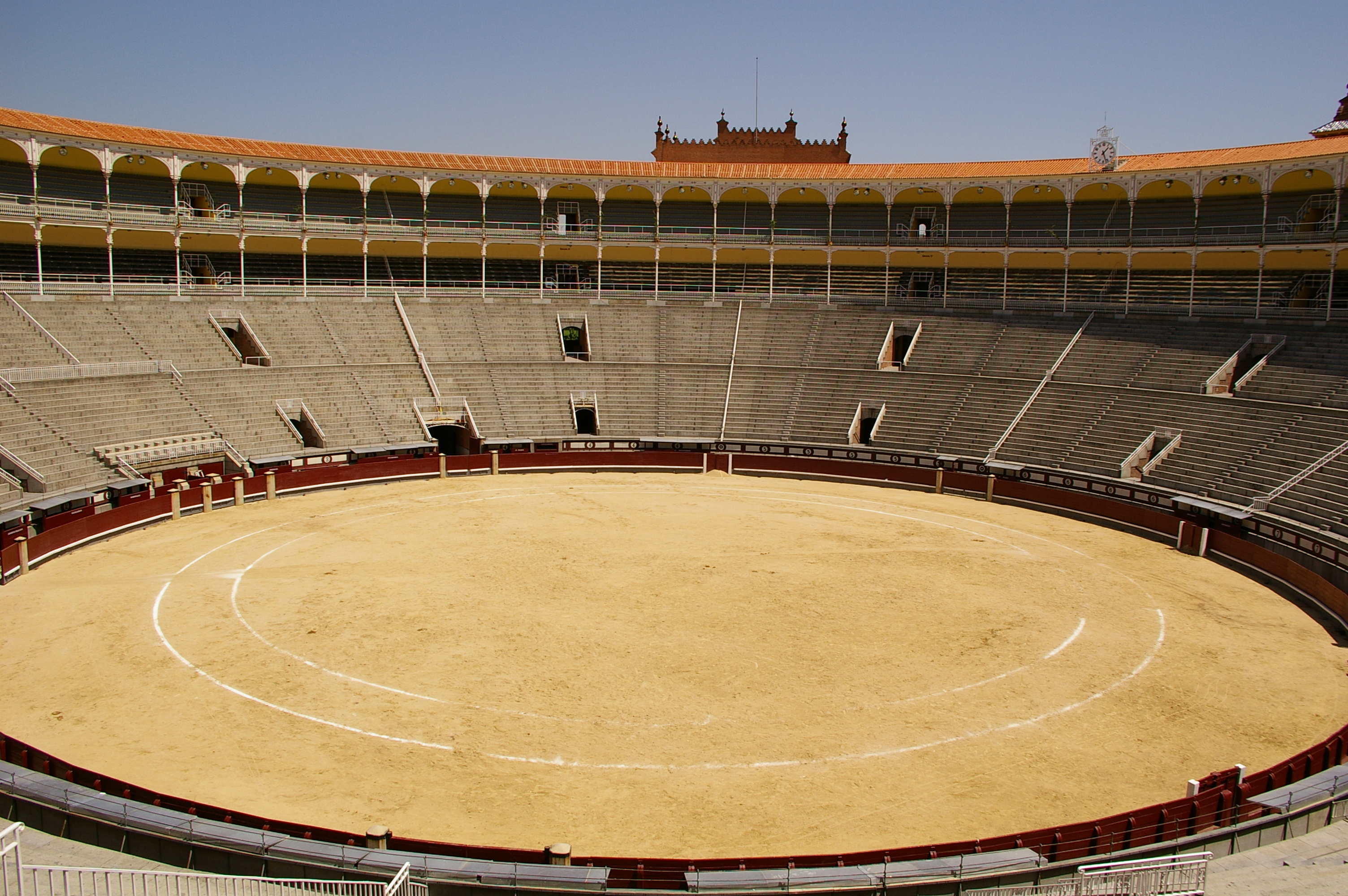
Madrycka arena do walki byków Plaza de Toros de las Ventas

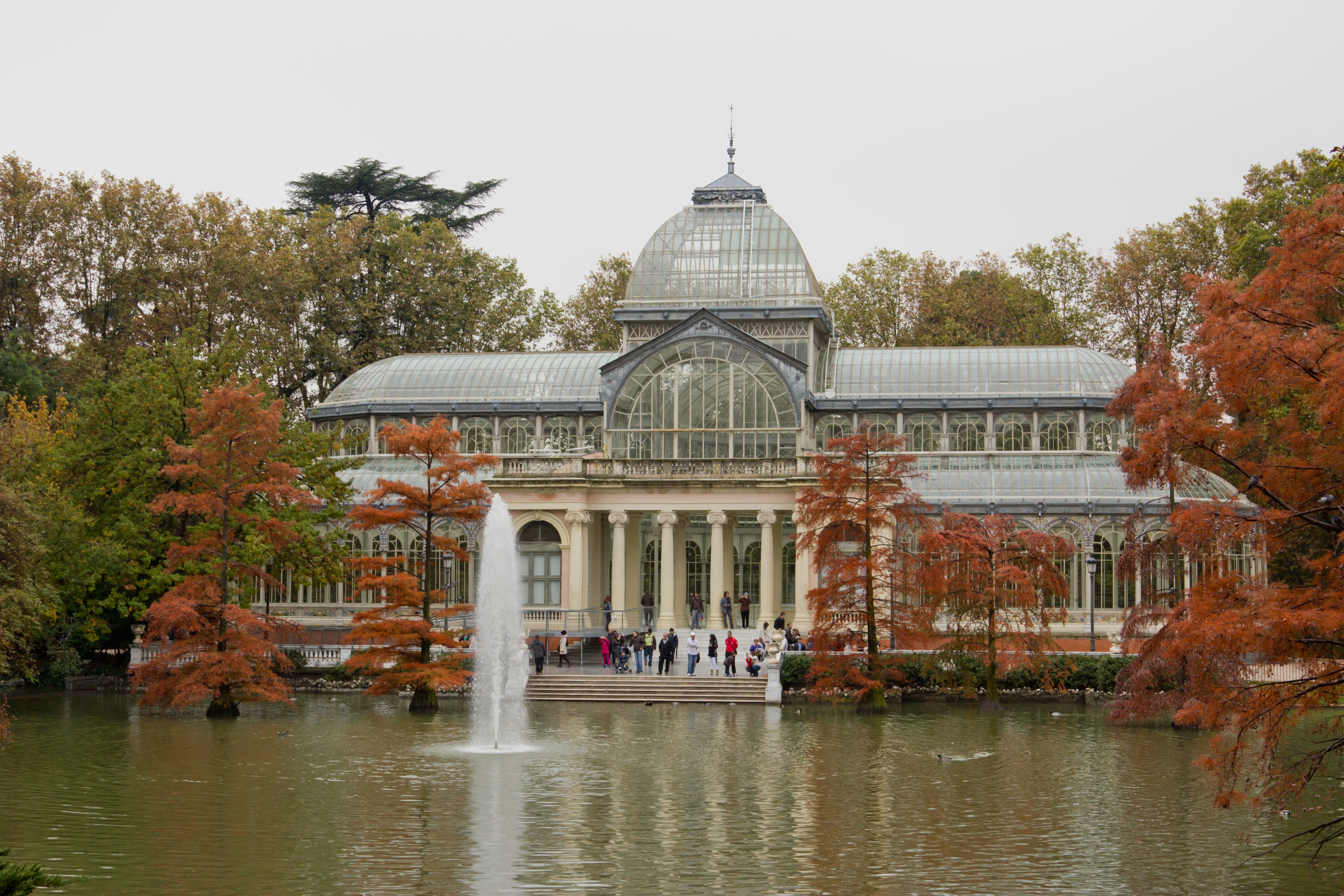
Pałac Kryształowy

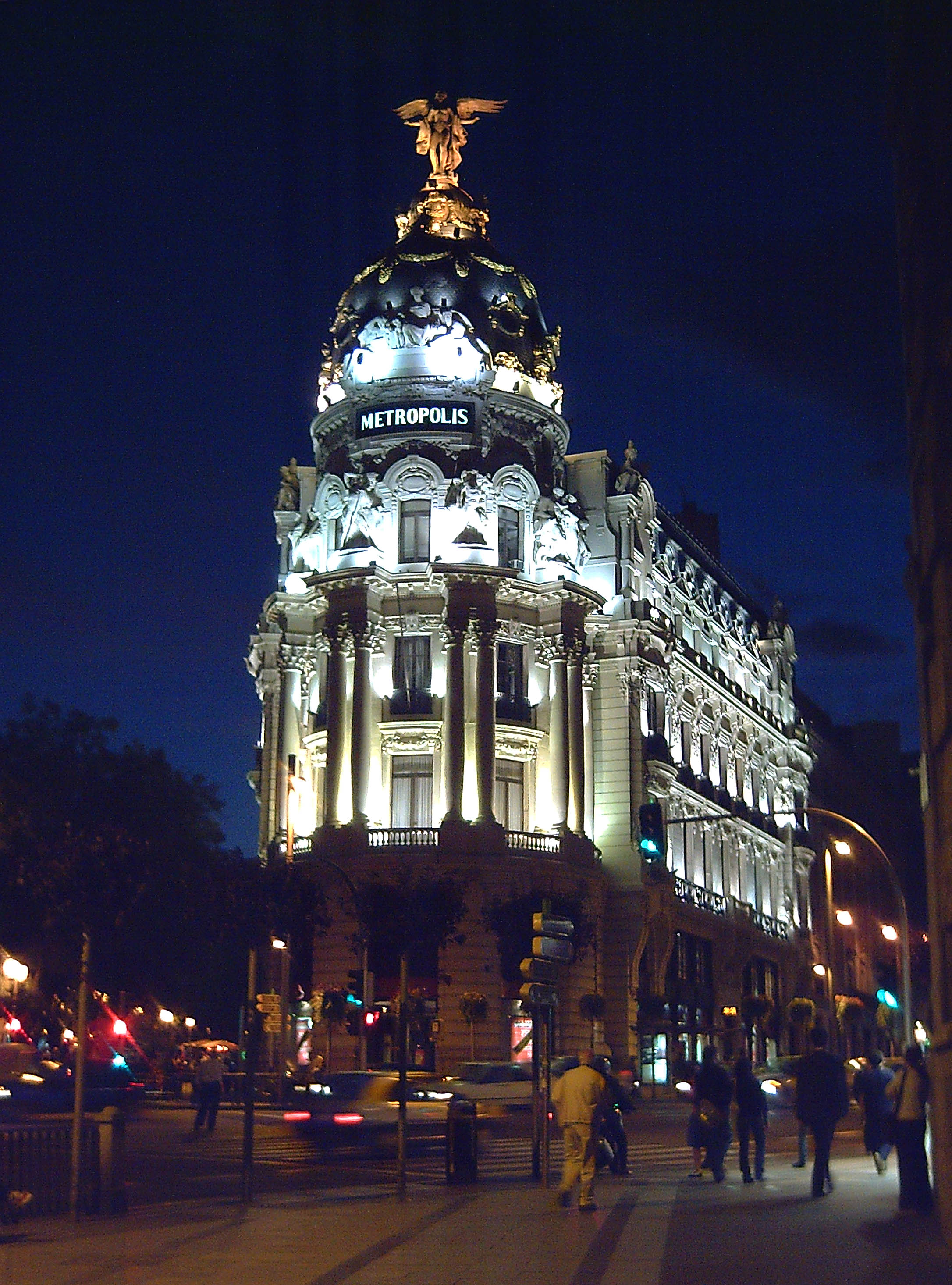
Metrópolis

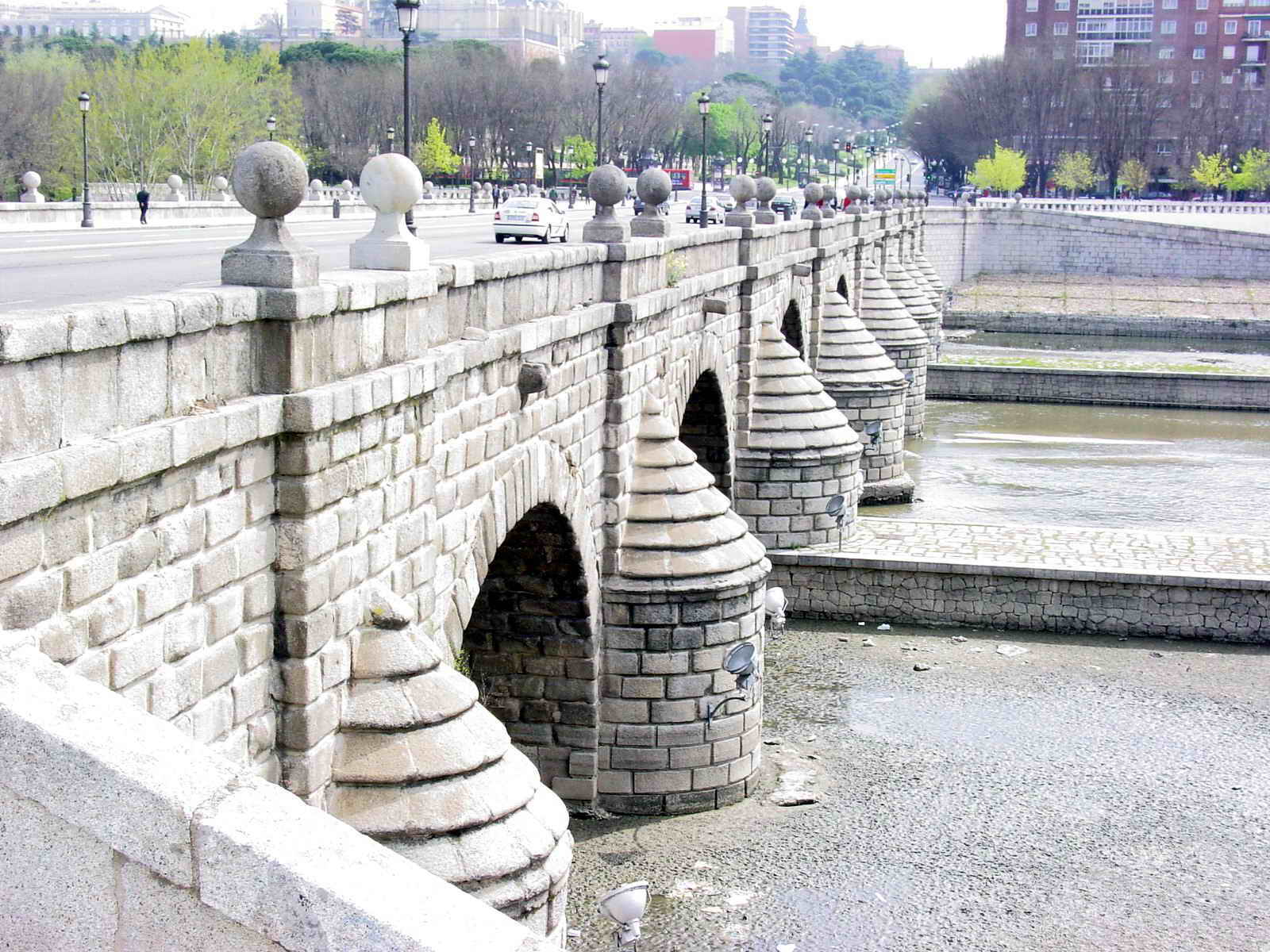
Most Puente de Segovia nad rzeką Manzanares

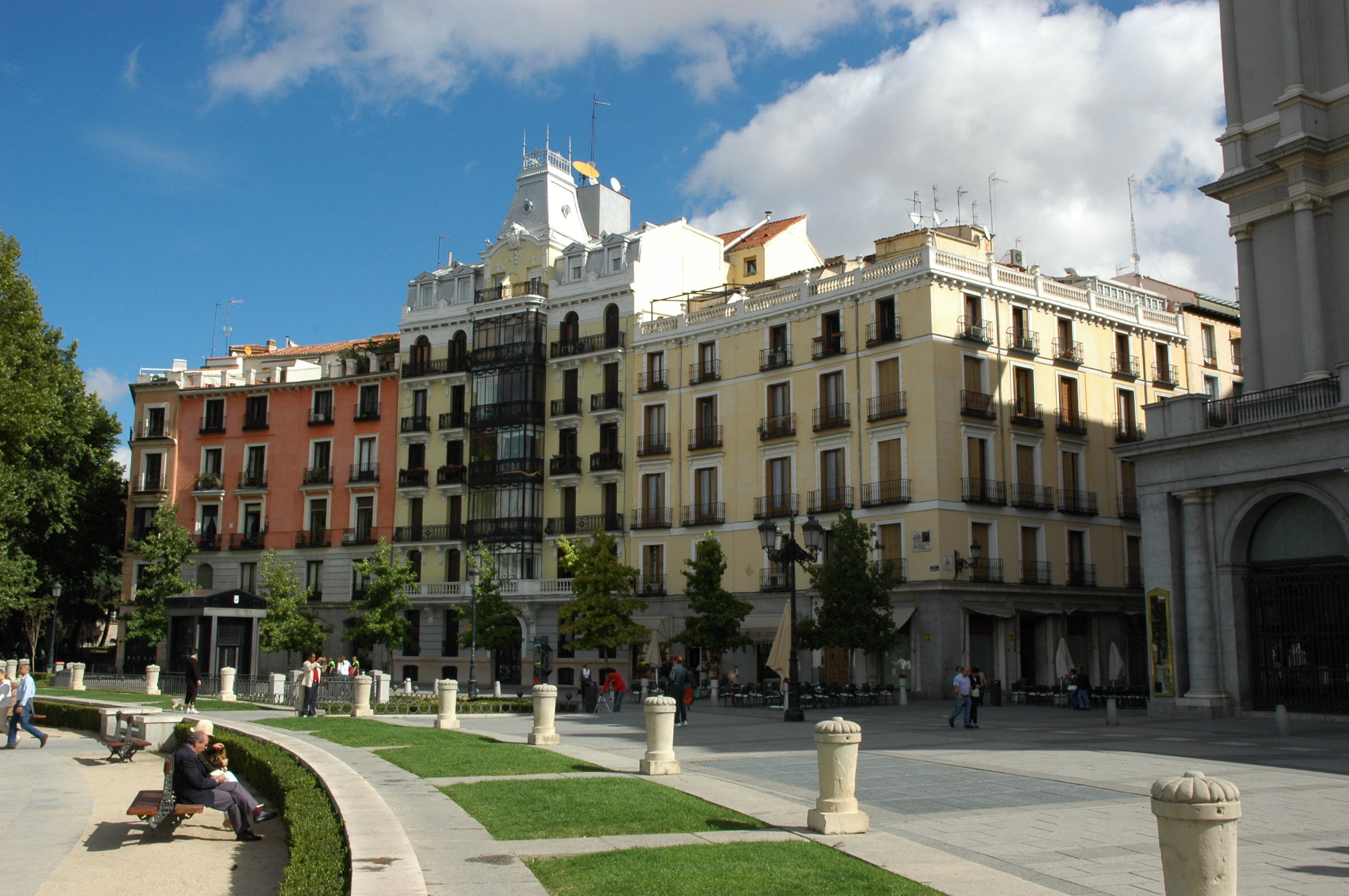
Plaza de Oriente

Istotnym elementem Madrytu jest Palacio Real (Pałac Królewski) – po tym jak w Wigilię Bożego Narodzenia 1734 r. spłonął doszczętnie alkazar Habsburgów, Filip rozpoczął budowę gmachu bardziej odpowiadającego potrzebom dynastii Burbonów. Pałac wznosi się na pozostałościach starożytnego zamku obronnego Alcazar, pochodzącego z epoki Habsburgów. Pałac został zaprojektowany przez włoskich mistrzów: Sacchettiego i Sabatiniego. Wnętrza zajmują: Farmacia Real, pełna szklanych pojemników z egzotycznymi medykamentami; Museo de la Real Armería, w którym można zobaczyć miecze Cortésa i Ferdynanda Katolickiego, piękny Salon Tronowy, Salon Kolumnowy oraz wytworne apartamenty. Na zewnątrz mieszczą się wyjątkowe Ogrody Sabatiniego i Campo del Moro oraz plac Plaza de la Armeria. Ostatnim stałym mieszkańcem Palacio Real był Alfons XIII. Obecna rodzina królewska zajmuje skromniejsze lokum za miastem, a więc budowla pełni tylko funkcje reprezentacyjne. Istotną częścią Pałacu Królewskiego jest Sala Tronowa, w której znajdują się trony sporządzone specjalnie dla króla Juana Carlosa i królowej Zofii. Przed bramą stoi honorowa straż, a uroczyste zmiany warty odbywają się pomiędzy godziną 12 a 13 w pierwszą środę miesiąca. Naprzeciw Pałacu Królewskiego znajduje się Teatr Królewski wskrzeszony w 1997 roku jako teatr liryczny. W okolicach znajdują się inne ciekawe obiekty takie jak: klasztor Descalzas Reales, Plaza de Oriente, Senat, kościół San Ginem, Puerta del Sol.
Kościół San Isidro – został zaprojektowany przez Pedro Sáncheza na wzór Il Gesu de Roma w Rzymie, pochodzi on za czasów króla Filipa IV. W okolicy kościoła San Isidro zwiedzić można inny ciekawy kościół San Pedro el Viejo o el Real. Warto także zobaczyć Capilla del Obispo, Muzeum San Isidro, Puerta del Toledo oraz słynny most Toledo.
Kościół św. Sebastiana z XVI wieku.
La Almudena – to katedra madrycka, ukończona w roku 1992, na pięćsetlecie odkrycia Ameryki, zaś jej budowę rozpoczęto pod koniec XIX wieku. W nocy, dzięki wspaniałemu oświetleniu, jej białe ściany mienią się feerią barw. Pełna nazwa tej świątyni to Nuestra Senora de la Almudena. Zewnątrz budowla zdobiona jest w stylu neoklasycznym, podczas gdy wewnątrz dominuje klimat neogotycki. Krypta jest z kolei w stylu neoromańskim. Jest to pierwsza hiszpańska katedra poświęcona przez Papieża i pierwsza, którą Jan Paweł II poświęcił poza Rzymem. Znajduje się w centrum miasta.
Plaza de España (pol. Plac hiszpański) – zamknięty z dwóch stron wysokimi wieżowcami jeden z głównych placów Madrytu. Pośrodku placu hiszpańskiego znajduje się wysoki biały cokół – pomnik Cervantesa, przed nim na postumencie wzniesiono wielkie posągi Don Quijote’a i Sancho Panzy wraz z ich wiernymi wierzchowcami, po bokach zaś dwie rzeźby z piaskowca przedstawiają ukochaną rycerza – Dulcyneę.
Gran Vía – jest jedną z najbardziej reprezentacyjnych arterii Madrytu. Ciągną się wzdłuż niej wysokie budynki o ciekawej architekturze – niektóre zwieńczone wieżami. Całości dopełniają sklepy, restauracje, kina, hotele.
Plaza de Cibeles – nazwa tego placu pochodzi od uchodzącej za wizytówkę miasta Fuente de Cibeles, fontanny z posągiem frygijskiej bogini płodności Kybele. Znajduje się tu również Palacio de Comunicaciones, czyli gmach poczty głównej, zbudowany w latach 1904–1917 z zachowanym bizantyjskim stylem oraz neobarokowy Palacio de Linares, mieszczący instytucje związane z Ameryką Łacińską.
Plaza Cánovas del Castillo – plac ten rozpoczyna aleję zwaną Paseo del Prado; jego środek zajmuje Fuente de Neptuno – Fontanna Neptuna. W pobliżu znajdują się: Muzeum Prado, Muzeum Thyssen-Bornemisza prezentujące dzieła malarstwa zachodnioeuropejskiego z XV–XX w. i klasycystyczny Congreso de los Diputados, czyli Kortezy, niższa izba parlamentu hiszpańskiego.
Plaza de Colón (pol. Plac Kolumba) – wraz z przylegającym do niego parkiem Jardines de Descubrimiento – stanowi cały węzeł komunikacyjny miasta. Pod placem ma swoją siedzibę Centrum Kulturalne Madrytu, nad nim zaś wznosi się potężna neogotycka kolumna z posągiem odkrywcy Ameryki, otoczona fontanną. Przy placu mieści się także gmach Biblioteki Narodowej i Muzeum Archeologicznego.
Calle de Serrano – to ciąg ulic najelegantszych sklepów w Madrycie; zamyka dzielnicę Salamanca.
Puerta de Alcalá – niegdyś wschodnia brama miasta – dziś wznosi się na ruchliwej Plaza de Independencia. Potężną budowlę z granitu stworzył architekt Karola III, Sabatini; wieńczą ją rzeźby z białego marmuru, otaczają zaś ukwiecone trawniki. Jest jednym z największych symboli Madrytu. Składa się ona z pięciu przejść, trzy z nich z pełnym łukiem a dwa z płaskim łukiem. W najwyższej, centralnej części jest płyta kamienna upamiętniająca rok budowy oraz króla Karola III, uwieńczona tarczą z herbem przedstawiającym broń trzymaną przez Sławę i geniusza. Dawniej każde przejście było okratowanie, które zamykano co dzień o zmierzchu.
Templo de Debod – (Świątynia Debod) to egipska świątynia boga Amona, podarowana Hiszpanom za pomoc przy budowie tamy asuańskiej; mieści się na terenie Parque del Oeste, na skarpie nad rzeką Manzanares. Ma różne sale, wśród których najważniejsza jest Kaplica zdobiona reliefami, która zachowana jest w oryginalnym stanie i jest to najstarsza część świątyni, gdzie zobaczyć można sceny rytuałów.
El Rastro – najsłynniejszy madrycki targ, czynny tylko w niedzielę, zajmuje tereny przy ulicy Ribera de Curtidores, co w języku polskich oznacza Nadbrzeże Garbarzy. Rozciągają się tutaj także na wąskie przecznice, które na swój sposób symbolizują rodzaj towarów, np. meble.
Plaza de Toros de las Ventas – to madrycka arena do walki byków. Zbudowana w latach 1929–1931; jej czerwony mur zdobią łuki i ceramiczne płytki, przed nią zaś ustawiono dwa pomniki sławnych matadorów. Prócz walk odbywają się tu również koncerty rockowe, a także zawody z cyklu Red Bull X Fighters. Mieści ona niemal 25 tys. widzów i jest to największa arena w całej Hiszpanii oraz jedna z najważniejszych na świecie. Wybudowana została w stylu neomudejar z odkrytej cegły, podstawą jej udekorowania są płytki ceramiczne. Z motywów ornamentalnych wyróżnić należy herby z wszystkich prowincji hiszpańskich. Sezon rozpoczyna się tutaj w marcu a kończy w październiku, zaś walki mają miejsce w niedziele i święta. Przy czym szczególne są uroczystości Świętego Izydora, patrona Madrytu, które trwają od połowy maja do połowy czerwca, kiedy to korridy odbywają się co dzień.
Od roku 1951 pod zarządem areny znajduje się Museo Taurino, gdzie wystawiana jest pełna kolekcja przedmiotów związanych z walkami byków i historią areny.
Plaza de Oriente – znajduje się on na wschód od Pałacu Królewskiego w Madrycie. Plaza de Oriente oddzielona jest od pałacu ulicą Bailén, choć obecnie, po przeprojektowaniu plac, łącznie z fasadą wschodnią pałacu, stanowi pewną całość.
Biblioteka Narodowa (Biblioteca Nacional) – założona została przez Filipa V w roku 1712 pod nazwą Biblioteka Królewska. Biblioteka Narodowa powstała w celu szerzenia wiedzy wśród podwładnych i zebrania bibliotek prywatnych. Budowa Gmachu Biblioteki Narodowej, rozpoczęła się w 1866 roku. Fasada na dolnym piętrze jest w stylu doryckim, zaś na górnym piętrze w stylu jońskim. Obecnie jest to jedna z najbogatszych bibliotek pod względem zbiorów bibliograficznych, w zbiorach ok. 6 milionów książek. Zbiory biblioteki podzielone są na zbiory nowe (od roku 1831), księgi dawne (do roku 1830), rękopisy i dokumenty, czasopisma i gazety, ryciny, rysunki i fotografie, mapy i plany, partytury i nagrania dźwiękowe.
Palacio de Cristal – (Pałac Kryształowy) – składa się ze szklanych murów podtrzymywanych jońskimi kolumnami z żelaza. Na zewnątrz wyróżnia się fasada w stylu greckim skierowana w stronę jeziora. Jest to jeden z najbardziej wyróżniających się budynków w ogrodach Parque del Retiro, od lat są w nim wystawiane czasowe ekspozycje współczesnej sztuki.
Metrópolis – to budynek o eleganckiej architekturze i wyjątkowych proporcjach, zwieńczony kopułą z czarnego łupku, z wplatanymi złotymi zdobieniami, ukoronowaną statuą Wiktorii ze skrzydłami. Na drugim piętrze wybudowana została rotunda z podwójnymi kolumnami korynckimi. Podtrzymują one trzecie piętro udekorowane statuami reprezentującymi handel, rolnictwo, górnictwo i przemysł.
Casón del Buen Retiro (Pałac Dobrego Wypoczynku) – zbudowany w XVII wieku do użytku i dla odpoczynku króla Filipa IV. Od tamtego czasu był on kilkakrotnie remontowany, wciąż jednak zachowuje elementy dawnego budynku, takie jak sufit, malowany w XVII wieku przez Lucasa Jordána. Obiekt został przekazany Muzeum Prado i mieści zbiór malarstwa z XIX wieku.
La Casa de Postas (Królewski Gmach Pocztowy) – nowy gmach pocztowy zbudowany w okresie pomiędzy 1795 i 1800 rokiem o klasycznych cechach, oparty został nie planie nieregularnego pięciokąta zorganizowanego wokół centralnego patia i miał tylko dwa piętra. Ten neoklasyczny budynek mieści dziś oddziały Samorządu Regionu Madrytu.
La Real Casa de Aduanas – (Królewskie Biuro Celne) prace budowlane nad tym obiektem zakończyły się w 1769 r. Zewnętrzną część stanowiła wówczas fasada o dobrych proporcjach uwieńczona balustradą zbudowaną z cokołu kamiennego oraz szereg różnych okien i frontonów rozmieszczonych symetrycznie. Obecnie jest to siedziba Ministerstwa Finansów.
Muralla de Madrid – są to pozostałości arabskiego muru obronnego z IX i X wieku, oraz innego chrześcijańskiego z XII i XIII wieku. Wewnątrz arabskiego muru znajdowała się twierdza warowna, meczet i dom emira.
Palacio del Congreso – budowla o klasycznych cechach, stworzona na planie prostokąta, na którym rozmieszczone zostały jego sale. Zewnętrzną część wyróżnia fasada główna z korynckim portykiem z sześcioma kolumnami. Lwy znajdujące się po obu stronach schodów wybudowane zostały z dział z brązu przejętych od wroga po pierwszej wojnie z Marokiem w latach 1859–1860.
Palacio del Senado – pałac ten zbudowany został przez Francisca de More z zamiarem pomieszczenia w nim Salonu Kortezów, na miejscu dawnej szkoły Colegio de la Encarnación. Od pierwszych lat XIX wieku i z uwagi na bliskość od pałacu, a dawna uczelnia agustiańska stała się jednym z najbardziej znaczących politycznie budynków w mieście. Ma on bibliotekę neogotycką z roku 1883.
Puente de Segovia – najstarszy istniejący obecnie w Madrycie most. Jego budowa przypisywana jest architektowi Juanowi de Herrera, który wykonał go w okresie od 1582 do 1584 roku. Składa się on z dziewięciu pełnych łuków z bramą na czele, która wybudowana została w celu nadania wielkości wjazdowi na dwór.
Sociedad General de Autores – budynek, uznany jest za najlepszy przykład madryckiej secesji. Wybudowany jako dom-pałac bankiera Longorii, obecnie jest siedzibą Sociedad General de Autores (Ogólnego Stowarzyszenia Autorów), ma fasadę zdobioną motywami roślinnymi o wijących się kształtach.
El Faro de La Moncloa – to niemal stumetrowa wieża z okrągłym, krytym tarasem widokowym na skraju miasteczka uniwersyteckiego. Widać z niej cały Madryt i góry Guadarrama. W pobliżu mieszczą się budynki rządowe.
Madryt to miasto żyjące głównie nocą. Lokale otwarte są aż do świtu. Największe skupisko barów jest w centrum miasta. Najbardziej uczęszczany jest rejon ulic Huertas i Plaza de Santa Ana oraz okolice Alonso Martinez oraz Plaza de Santa Barbara. Dzielnica Moncloa i Arguelles skupiają głównie studentów i młodszą klientelę. Madryckie bary proponują różnorodną ofertę muzyczną. Dużą atrakcją jest wizyta w klubach zapraszających śpiewających kompozytorów tzw. cantautores.
W aglomeracji Madrytu znajdują się trzy obiekty z listy światowego dziedzictwa UNESCO: Escorial – monumentalny architektoniczny zespół pałacowo-klasztorno-biblioteczny, uniwersytet i historyczny okręg Alcalá de Henares oraz kulturowy krajobraz Aranjuez wraz z pałacem królewskim.

### Muzea

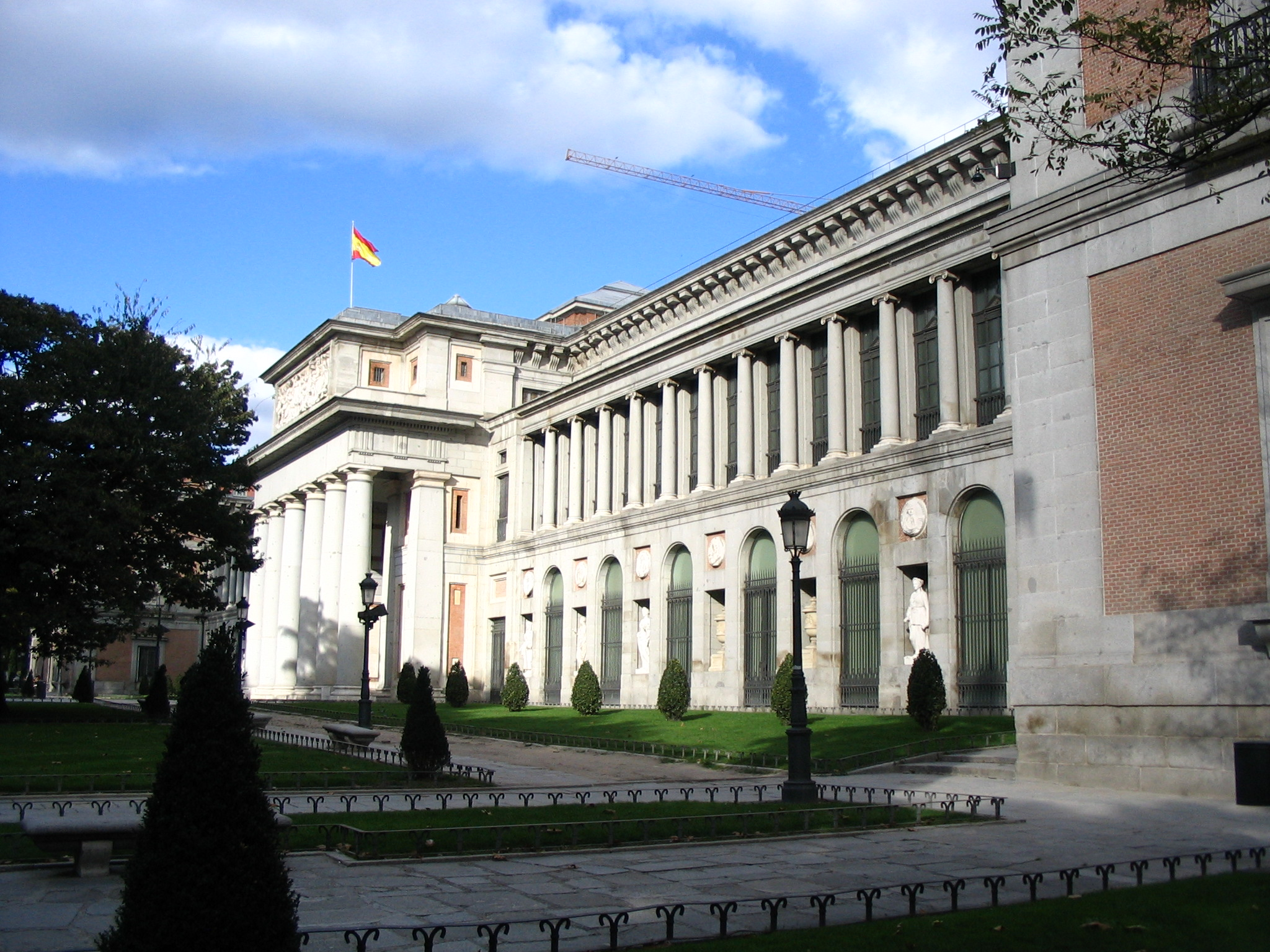
Muzeum Prado

Trzy najważniejsze muzea miasta, skupione wokół Paseo del Prado, tworzą tzw. Trójkąt Sztuki (hiszp. Triángulo del Arte). Należą do nich:

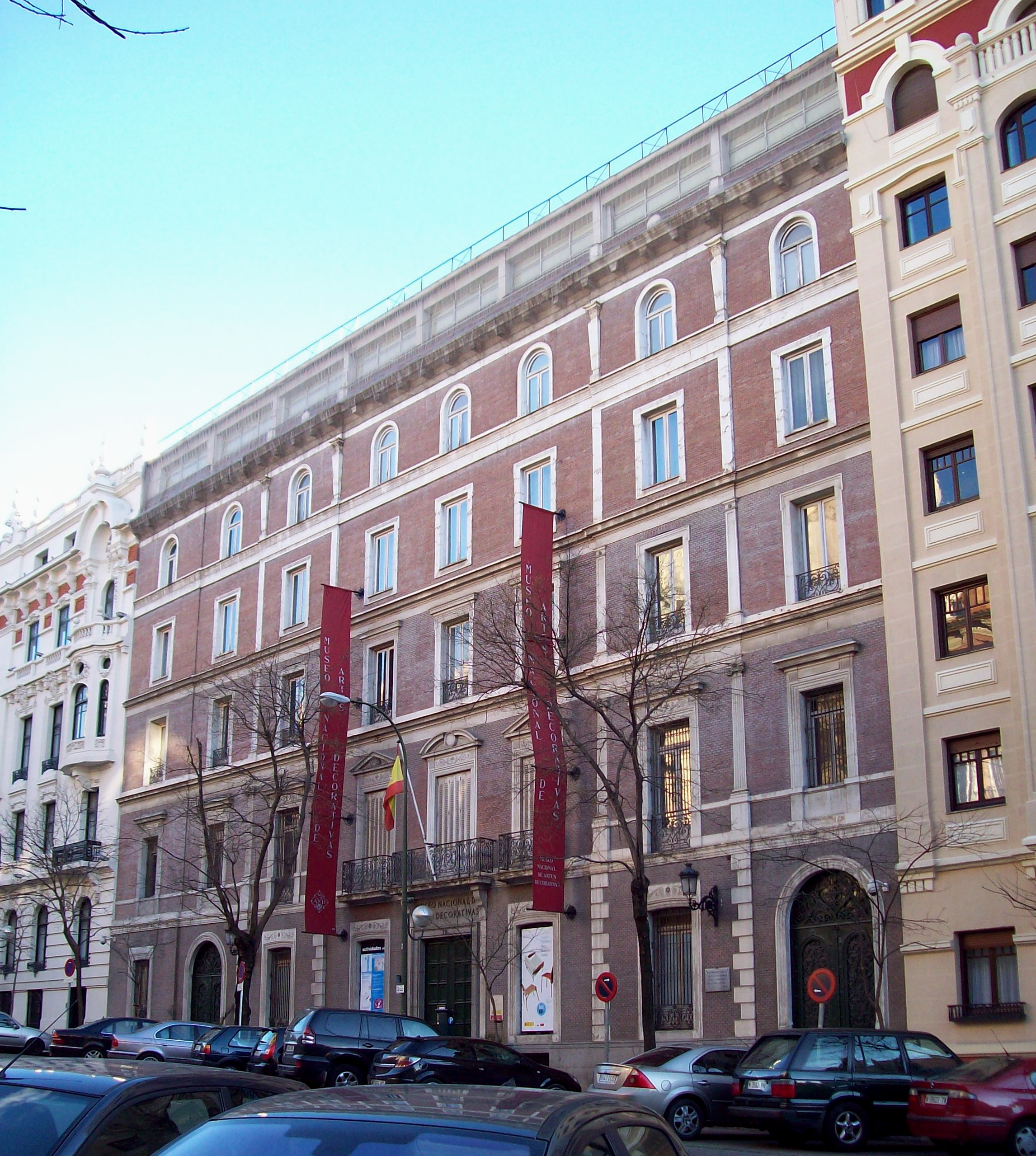
Muzeum Sztuki Zdobniczej

- Muzeum Prado – działa od 1918 r. Jego siedzibą jest budynek zaprojektowany przez Juana de Villanueva, wybudowany w 1785 r. Zbiory muzeum tworzy dawna kolekcja królów Hiszpanii, w której znajdują się dzieła takich twórców jak: Francisco Goya, Diego Velázquez, Bartolomé Esteban Murillo, czy Francisco de Zurbarán. Warto zwrócić uwagę na Las Meninas (Panny dworskie, 1656 r.), dzieło Velazqueza przedstawiające infantkę Małgorzatę wśród jej dwórek i autoportret samego artysty. Niedaleko znajduje się dodatkowy budynek muzealnego kompleksu Prado, Casón del Buen Retiro, gdzie znajdują się skarby sztuki hiszpańskiej z XIX wieku.
- Muzeum Thyssen-Bornemisza – zbiory tego muzeum obejmują siedem wieków działalności artystycznej, począwszy od prymitywnej sztuki włoskiej aż do pop-artu.
- Muzeum Narodowe Centrum Sztuki Królowej Zofii – kolekcja zorganizowana w osiemnastowiecznym gmachu Hospital General. Najcenniejszym obiektem jest obraz Guernica autorstwa Pabla Picassa.

Prócz nich wśród muzeów miasta wyróżnić można:
- Królewska Akademia Sztuk Pięknych św. Ferdynanda – jest tu zbiór malarstwa, rzeźby hiszpańskiej i zagranicznej z okresu XVI–XX wieku (szczególny nacisk położony jest na dzieła hiszpańskiego Złotego Wieku); eksponaty ilustrujące działalność Królewskiej Akademii Sztuk Pięknych; sala poświęcona Pablowi Picasso.
- Narodowe Muzeum Archeologiczne w Madrycie – znaleziska z terenów Hiszpanii, a także Egiptu, Grecji i terenów cywilizacji Etrusków (paleolit – wiek XVIII). Dzieła kultury Iberów, między innymi znana Dama z Elche. Sztuka rzymska, wizygocka, islamu; kopia jaskini Altamira z Kantabrii, ozdobionej malowidłami naskalnymi z paleolitu.
- Museo Nacional de Artes Decorativas – muzeum sztuki zdobniczej, przedstawiające życie codzienne Hiszpanii od czasów fenickich do XX wieku – bądź to w formie zrekonstruowanych pomieszczeń, bądź też ekspozycji tematycznych, znajduje się tu kompletna kuchnia z XVIII wieku, wyłożona od sufitu do podłogi ceramiką wymalowaną w scenki rodzajowe oraz zegar wskazujący czas nocny, który nie wybijał godzin.
- Museo del Ejército (pol. Muzeum Wojska) – jednym z głównych eksponatów jest La Tizona, miecz należący do legendarnego (ale i historycznego zarazem) wojownika Cyda. Znajduje się tu również Sala de Ninos, mieszcząca kolekcję 20 tysięcy ołowianych żołnierzyków.
- Museo Nacional de Ferrocarril (pol. Muzeum Kolejnictwa) – znajduje się tutaj m.in. jeden z pierwszych ekspresowych elektrowozów, czy drewniana salonka z pełnym wyposażeniem.
- Museo del Traje (pol. Muzeum Strojów) – kolekcja strojów regionalnych i historycznych, stworzona na wystawę w roku 1925, która z czasem rozrosła się do stałej kolekcji muzealnej.
- Museo Naval – muzeum morskie, w którym zgromadzone są zbiory związane z hiszpańskimi wyprawami morskimi i historią marynarki hiszpańskiej[36].
- Museo Cerralbo – dom-muzeum sztuki mieszczący prywatną kolekcję sztuki i eksponatów archeologicznych markiza de Cerralbo.
- Museo Lázaro Galdiano – muzeum sztuki mieszczące prywatną kolekcję finansisty José Lázaro Galdiano.
- Dwa muzea miejskie: Museo de los Orígenes de Madrid (pol. Muzeum Początków Madrytu) oraz Muzeum Historii Madrytu. Pierwsze opowiada historię regionu i miasteczka Madryt od czasów prehistorycznych (szkielety zwierząt kopalnych) do przeniesienia siedziby dworu do Madrytu w 1561 r. Drugie opowiada losy miasta jako stolicy Hiszpanii i światowego imperium.

### Parki

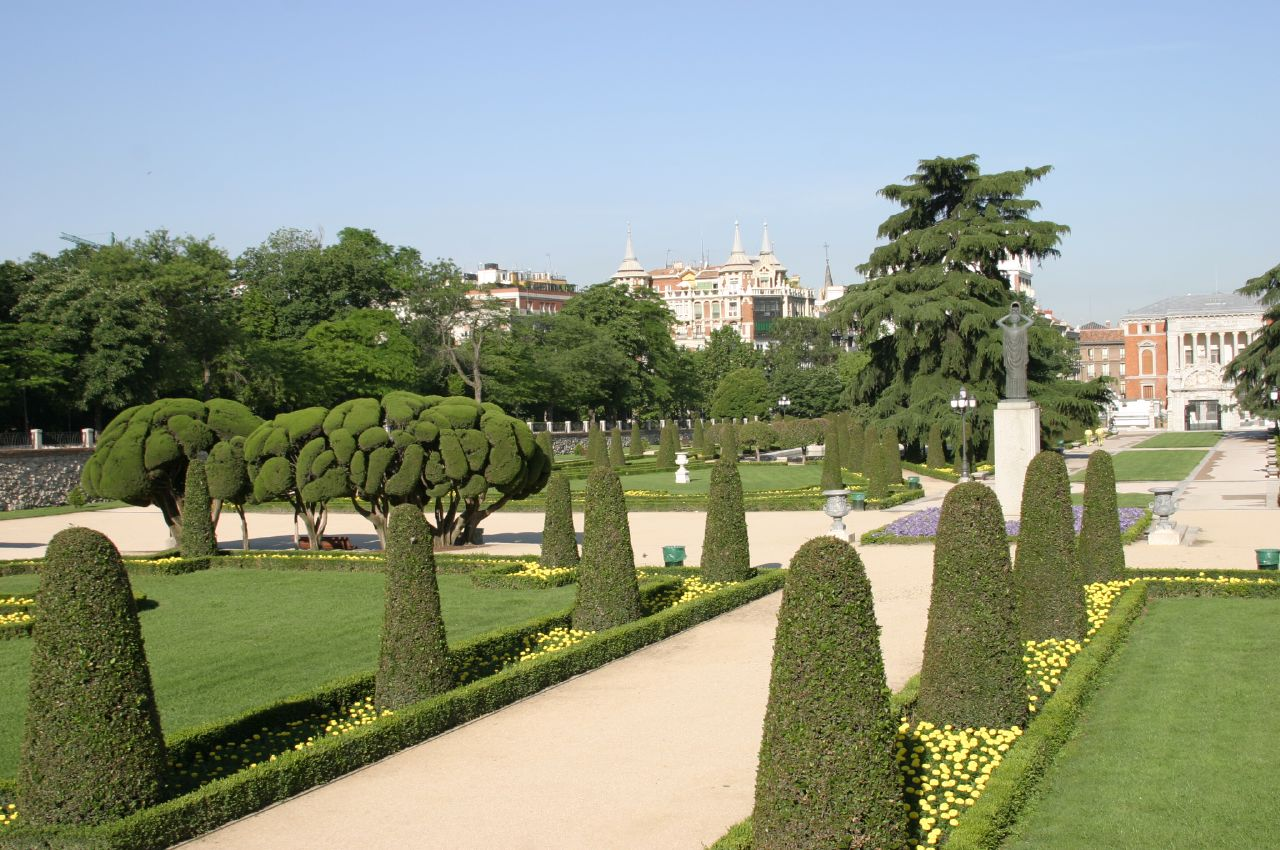
Widok na część Parku Buen Retiro

- Park Retiro – jest to 120 hektarów drzew, krzewów i trawników w samym centrum miasta – na miejscu piętnastowiecznych dóbr zakonników z pobliskiego kościoła hieronimitów. Mieści się tu półkolista kolumnada z pomnikiem Alfonsa XII, stojąca nad prostokątnym stawem. Po drugiej stronie parku zbudowano dwa pawilony, ceglany Palacio de Velázquez i szklany Palacio de Cristal – nad sadzawką zamieszkaną przez wodne ptaki.
- Real Jardín Botanico – Królewski Ogród Botaniczny przy Muzeum Prado; można tu znaleźć między innymi rośliny z Ameryki Południowej, warto odwiedzić szklarnię podzieloną na strefy klimatyczne, od pustynnej po tropikalną.
- Campo del Moro – (pol. Pole Maura) – w początkach XII wieku obozowały tu wojska arabskie. W roku 1890 ów łagodnie opadający od Pałacu Królewskiego ku rzece teren zamieniono w park w stylu angielskim; stał się wtedy placem zabaw dzieci królewskich. Obecnie mieści się w nim muzeum powozów i lektyk.
- Casa de Campo – nie jest to park, lecz duży o powierzchni 1740 ha teren rekreacyjny, porośnięty drzewami i spłowiałą od słońca trawą. Na terenie znajduje się Parque de Atracciones de Madrid, czyli wesołe miasteczko, ogród zoologiczny, liczne fontanny, kilkudziesięciometrowy gejzer. Ciekawym miejscem transportu jest tutaj kolejka linowa (hiszp. teleférico).
- Madrid Río – park nad rzeką Manzanares utworzony na początku XXI wieku na miejscu wpuszczonej w tunel drogi M-30[37].

### Architektura i rzeźba

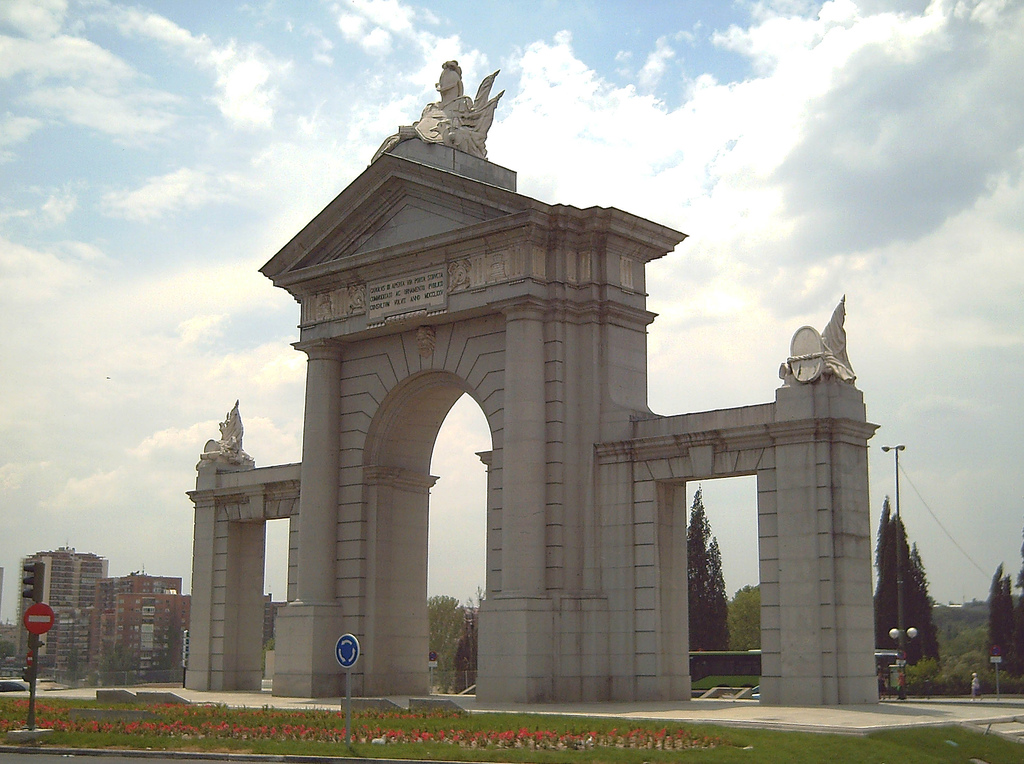
Brama św. Vincenta

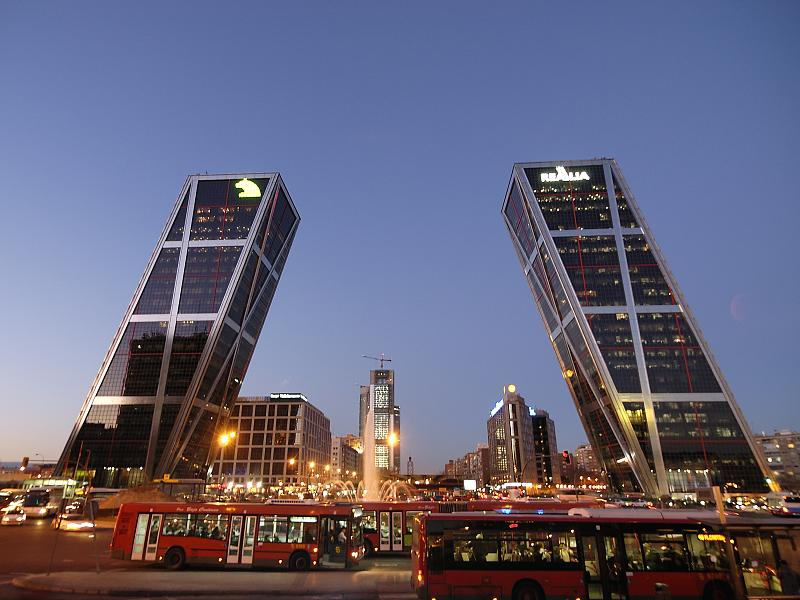
Nachylone ku sobie budynki Puerta de Europa (Brama Europy). Jedne z ciekawszych rozwiązań architektonicznych

Niektóre ulice Madrytu są prawdziwymi muzeami rzeźby w plenerze. Działa tutaj Escultura al aire libre de la Castellana – Publiczne Muzeum Sztuki, które w swych zbiorach ma abstrakcyjne prace, wykonane głównie przez hiszpańskiego artystę Eduardo Chillida.
Począwszy od XVIII wieku, przestrzeń Salón del Prado zdobią monumenty z klasycznych źródeł ikonograficznych, takich jak: Fontanna Alcachofa, las Cuatro Fuentes, Fontanna Neptuna, Fontanna Apolla i pomnik bogini Kybele. Na Plaza de Oriente znajduje się szereg królów Hiszpanii od Wizygotów i różnych średniowiecznych królestw chrześcijańskich. Szczególnie ważnym elementem architektonicznym miasta są majestatyczne pałace (np. Palacio de Liria) i imponujące rezydencje, są one pozostałością po panowaniu w kraju dwóch potężnych rodów Habsburgów i Burbonów. W Madrycie istnieje także wiele wąskich uliczek, które otoczone są malowniczymi dzielnicami. Na uwagę zasługuje przede wszystkim Salamanca – dzielnica w północnej części miasta. Uznawana za jedną z najpiękniejszych i najbardziej eleganckich części stolicy Hiszpanii, zaś przez niektórych za najładniejszą na świecie. Miasto doskonale łączy ze sobą architekturę historyczną pochodzącą sprzed wieków wraz z elementami nowoczesnej architektury, której przykładem jest Puerta de Europa – są to dwie, bliźniacze wieże 115 metrowej wysokości, które są nachylone ku sobie pod kątem 15 stopni.
Paseo de Castellana to z kolei zbiorowisko różnych pomników o różnorodnej kompozycji architektonicznej znajduje się tu m.in.: pomnik Kolumba, Emilio Castelara – rzeźbiarza i projektanta ulic i budynków w Madrycie, Pomnik Konstytucji z 1978 r. wzniesiony z płaskiej kostki z marmuru czy też pomnik José Calvo Sotelo.
Po całym mieście rozproszone są, zwłaszcza w centrum wiele rzeźb takich jak: lwy z Cortes, rzeźby Miguela de Cervantesa na placu hiszpańskim. Klatka schodowa biblioteki Narodowej obfituje w szereg posągów hiszpańskich pisarzy.

### Galerie

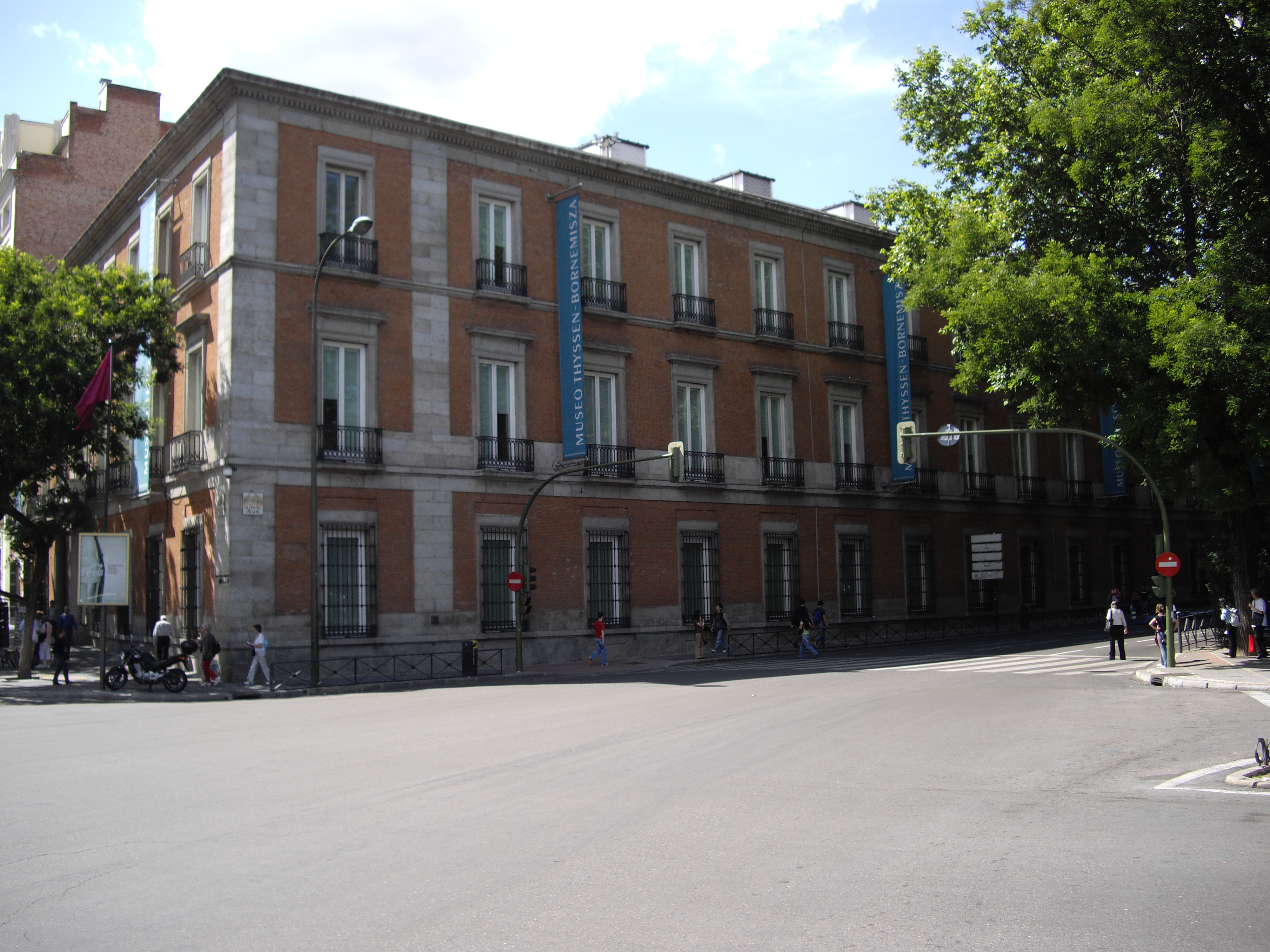
Muzeum Thyssen-Bornemisza

Madryt jest uważany za jedno z najważniejszych miejsc Europy pod kątem muzeów sztuki. Najważniejszym obszarem jest Triángulo del Arte, położone wzdłuż placu Paseo del Prado, obejmujące trzy muzea. Najbardziej znanym z nich jest Muzeum Prado. Znajdują się tu dzieła jednych z najwybitniejszych malarzy m.in.: Diego Velázqueza –  Las Meninas (Panny dworskie) czy Francisco Goya – La maja vestida i La maja desnuda. Pozostałe dwa muzea znajdują się w: Museo Thyssen-Bornemisza – jest to druga pod względem wartości kolekcja prywatna sztuki na świecie, znajdują się tu obrazy wszystkich ważnych twórców reprezentujących wszystkie najważniejsze kierunki artystyczne, od malarstwa średniowiecznego po surrealizm i awangardę; oraz Centrum Sztuki Królowej Zofii. Jest to czołowa kolekcja współczesnej sztuki hiszpańskiej, a także miejsce, gdzie wisi słynny obraz Pablo Picassa – Guernica.

### Opery

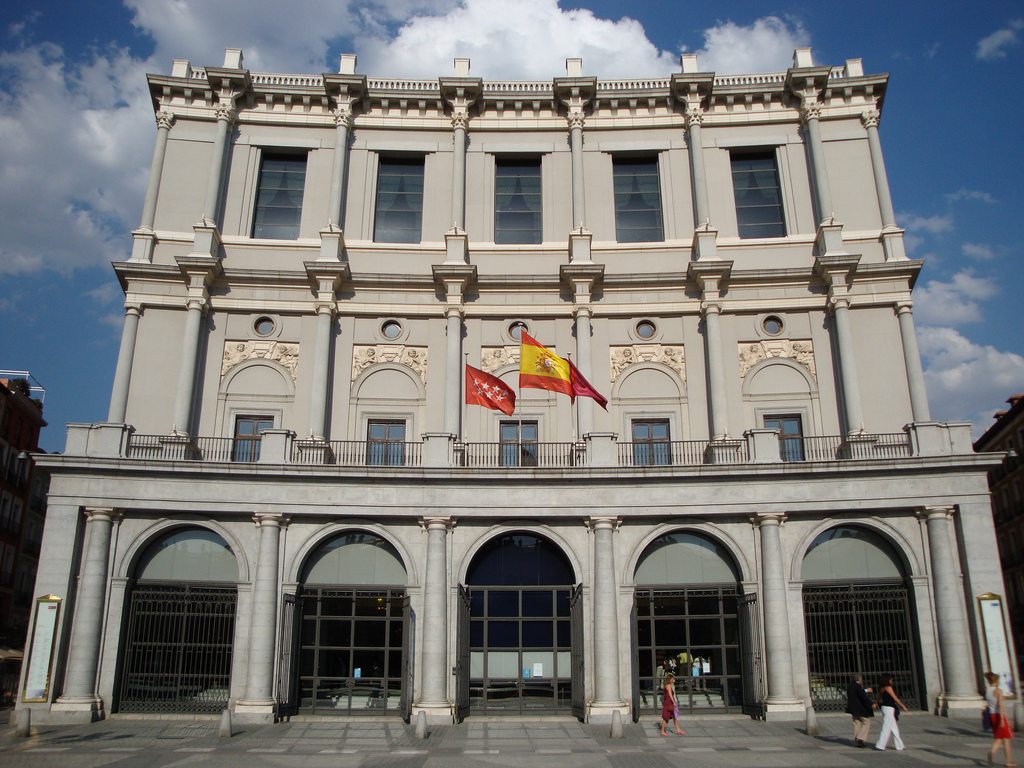
Teatr Królewski

- Hiszpańska Opera Narodowa (hiszp. Orquesta Nacional de España) – jest to najważniejsza w mieście orkiestra grająca muzykę poważna, ma swoją siedzibę w Auditorio Nacional de Música.
- Hiszpańska Orkiestra Symfoniczna Radia i Telewizji (hiszp. Orquesta Sinfónica de Radio Televisión Española)
- Teatr Królewski (hiszp. Teatro Real)
- Teatro de la Zarzuela – poświęcony głównie zarzueli oraz operetce
- Pozostałe zespoły i orkiestry rezydujące w Madrycie to: Orquesta Sinfonica de Madrid, Orquesta Sinfonica de la Comunidad de Madrid, Orquesta de Camara Reina Sofia.

### Wieżowce

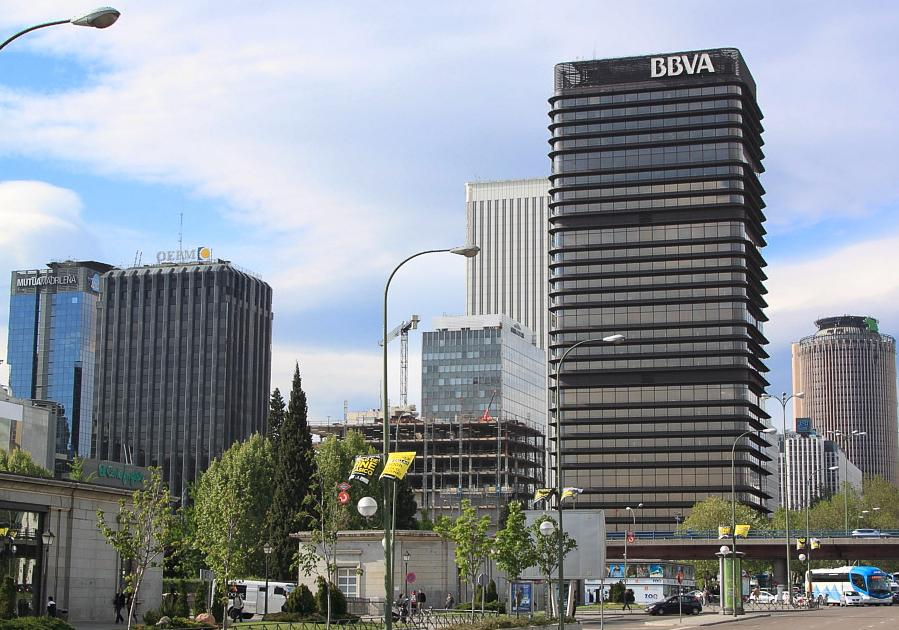
Centrum biznesowe AZCA

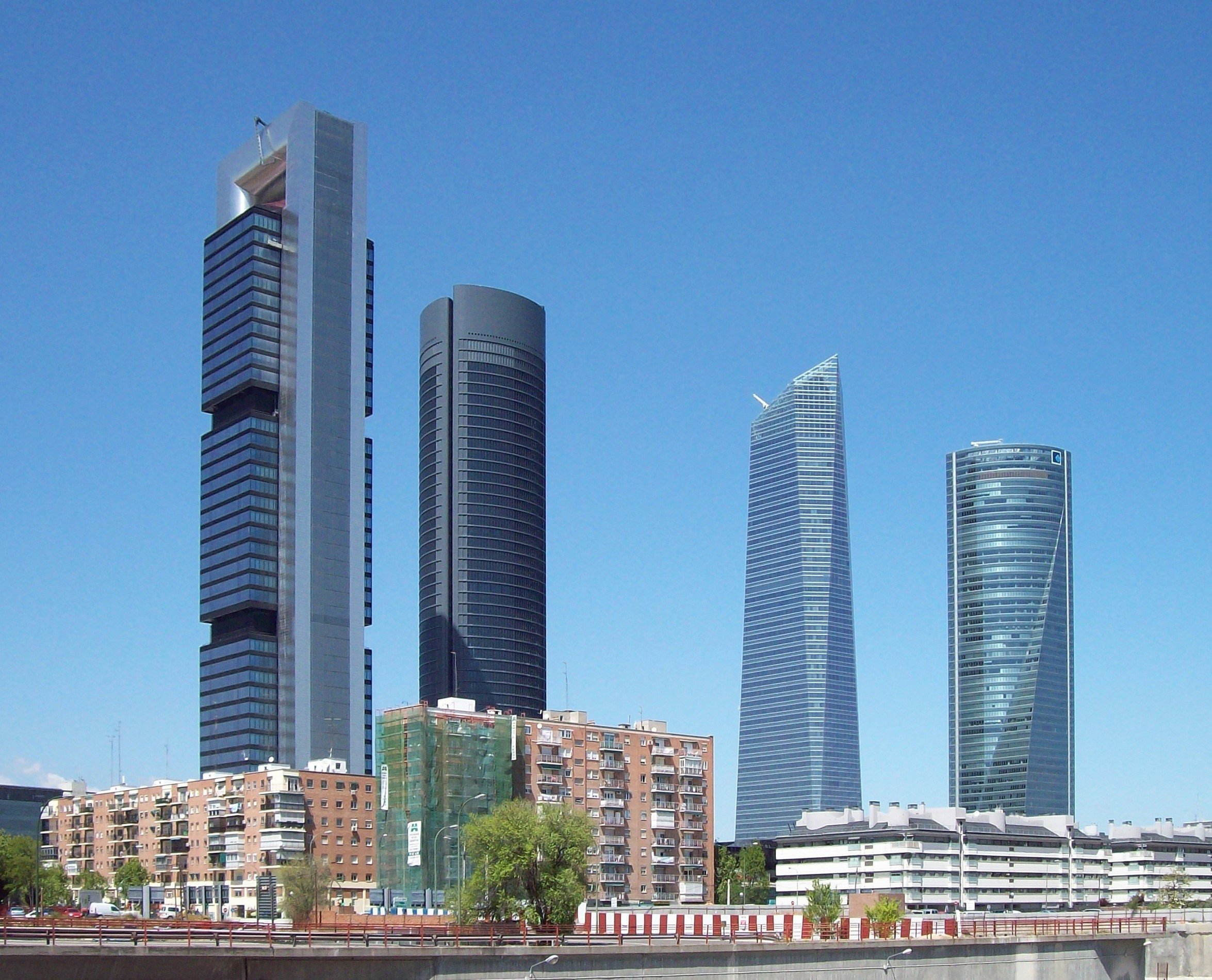
Centrum biznesowe CTBA

Praktycznie początkowo Madryt nie miał wieżowców. Pierwszy wieżowiec powstał w XX wieku za sprawą budowy Gran Via. W 1953, w mieście stanął pierwszy wieżowiec. W 1970 r. rozpoczęła się budowa kompleksu finansowej dzielnica w centrum Madrytu AZCA, w której wybudowane wysokie drapacze chmur, takie jak: Torre Picasso i wieża telekomunikacyjna República Argentina, powszechnie nie uznawana za wieżowiec. W 2006 r. na Paseo de la Castellana rozpoczęła się budowa kompleksu biznesowego pod nazwą Cuatro Torres Business Area, gdzie w 2008 zostały oddane do użytku cztery najwyższe wieżowce w Hiszpanii. przekraczające wysokość 250 m.
Spis najwyższych budynków w Madrycie:
| Lp. | Budowla                                        | Wysokość | Liczba kondygnacji | Rok ukończenia budowy |
| --- | ---------------------------------------------- | -------- | ------------------ | --------------------- |
| 1   | Torre Caja Madrid                              | 250 m    | 45                 | 2009                  |
| 2   | Torre de Cristal                               | 249 m    | 45                 | 2008                  |
| 3   | Torre PwC                                      | 236 m    | 52                 | 2008                  |
| 4   | Torrespaña                                     | 231 m    | 4                  | 1982                  |
| 5   | Torre Espacio                                  | 223 m    | 53                 | 2007                  |
| 6   | Torre Picasso                                  | 157 m    | 43                 | 1988                  |
| 7   | Torre Madrid                                   | 142 m    | 34                 | 1957                  |
| 8   | Centro Internacional de Convenciones de Madrid | 125 m    | 10                 | 2011                  |
| 9   | Torre Europa                                   | 121 m    | 35                 | 1985                  |
| 10  | Edificio España                                | 117 m    | 25                 | 1953                  |
| 11  | Puerta Europa I                                | 114 m    | 26                 | 1996                  |
| 12  | Puerta Europa II                               | 114 m    | 26                 | 1996                  |
| 13  | Faro de Moncloa                                | 110 n    | 2                  | 1992                  |
| 14  | Torre del Banco de Bilbao                      | 107 m    | 31                 | 1981                  |
| 15  | Torres de Colón                                | 102 m    | 23                 | 1976                  |
| 16  | Edificio del Ministerio de Comercio            | 100 m    | 25                 | 1979                  |

## Kuchnia

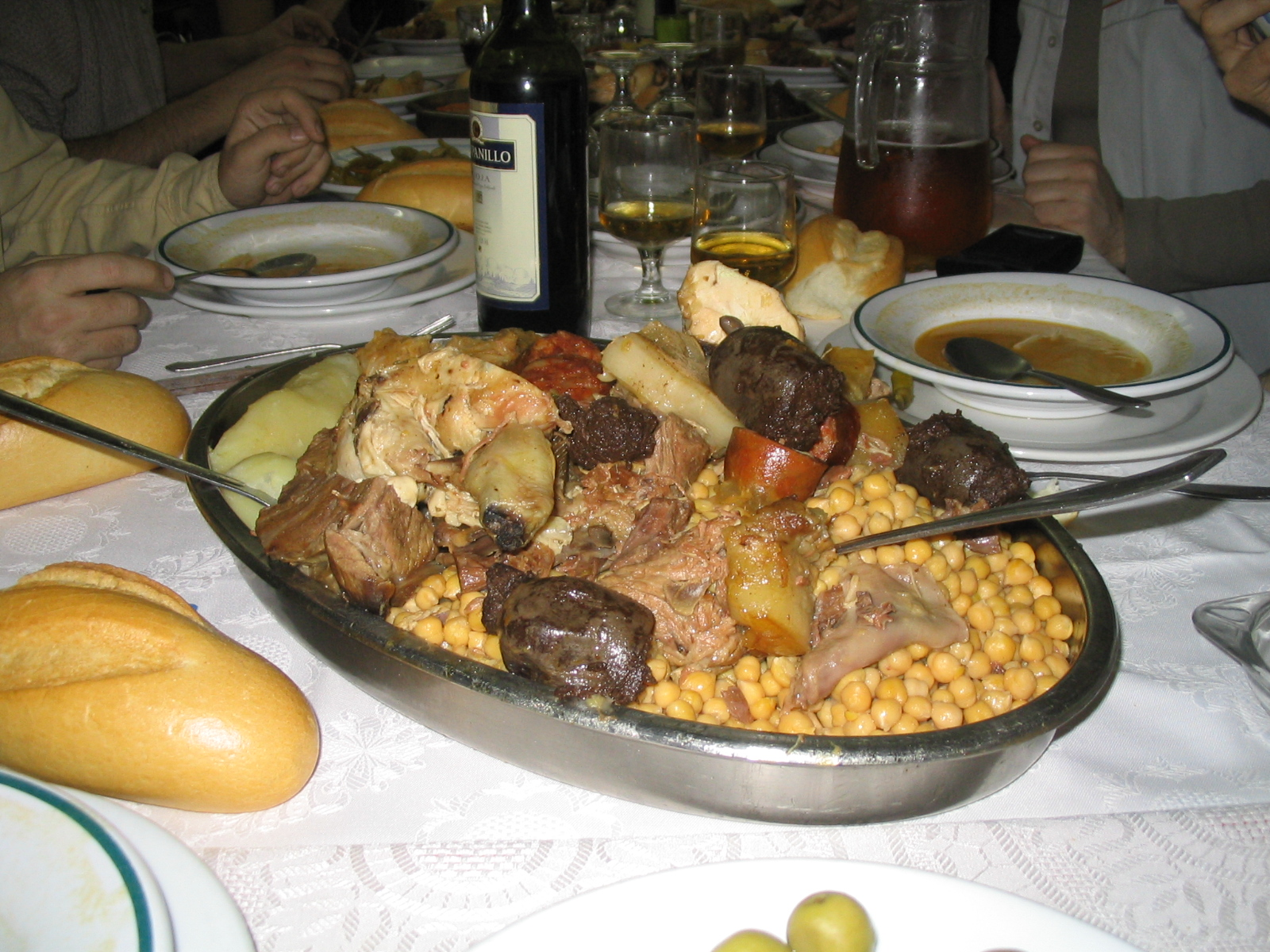
Cocido Madrileño, czyli tradycyjny madrycki gulasz

Współczesna kuchnia łączy tradycyjne potrawy z wytrawnymi narodowymi daniami. Typową madrycką potrawą są callos (flaki) oraz cocido madrileño – gulasz z grochem, jarzynami, mięsami oraz peklowiną. Podawane jest również besugo al horno, bacalao, chuletones oraz kastylijska zupa z czosnkiem.
Najlepszym sposobem na poznanie madryckich specjałów kulinarnych jest przechadzanie się od baru do baru i degustowanie kulinarnych specjalności – co, przy okazji, jest starym madryckim zwyczajem. Oczywiście, jedzeniu zwykle towarzyszy hiszpańskie (aczkolwiek niekoniecznie) wino oraz piwo.
Dużą kulinarną atrakcją Madrytu są wyroby cukiernicze. Ich wyrób związany jest z obchodzonymi świętami w ciągu roku. Turrón i marcepany to słodkości podawane w czasie świąt Bożego Narodzenia. Z kolei Torrijas i huesos de barquillos spożywa się w czasie Wielkiego Tygodnia Wielkanocnego. Narodowe Święto San Isidro obfituje w barquillos i rosquillos. Zimą mamy okazję do spróbowania bunuelos de viento. Natomiast o każdej porze roku śniadania obfitują w słodkie churros oraz porras.
Prócz kuchni tradycyjnej, bardzo lubiane i serwowane w wielu restauracjach są dania z różnych zakątków świata – począwszy od kuchni arabskiej, a skończywszy na kuchni iberoamerykańskiej.

## Rozrywka

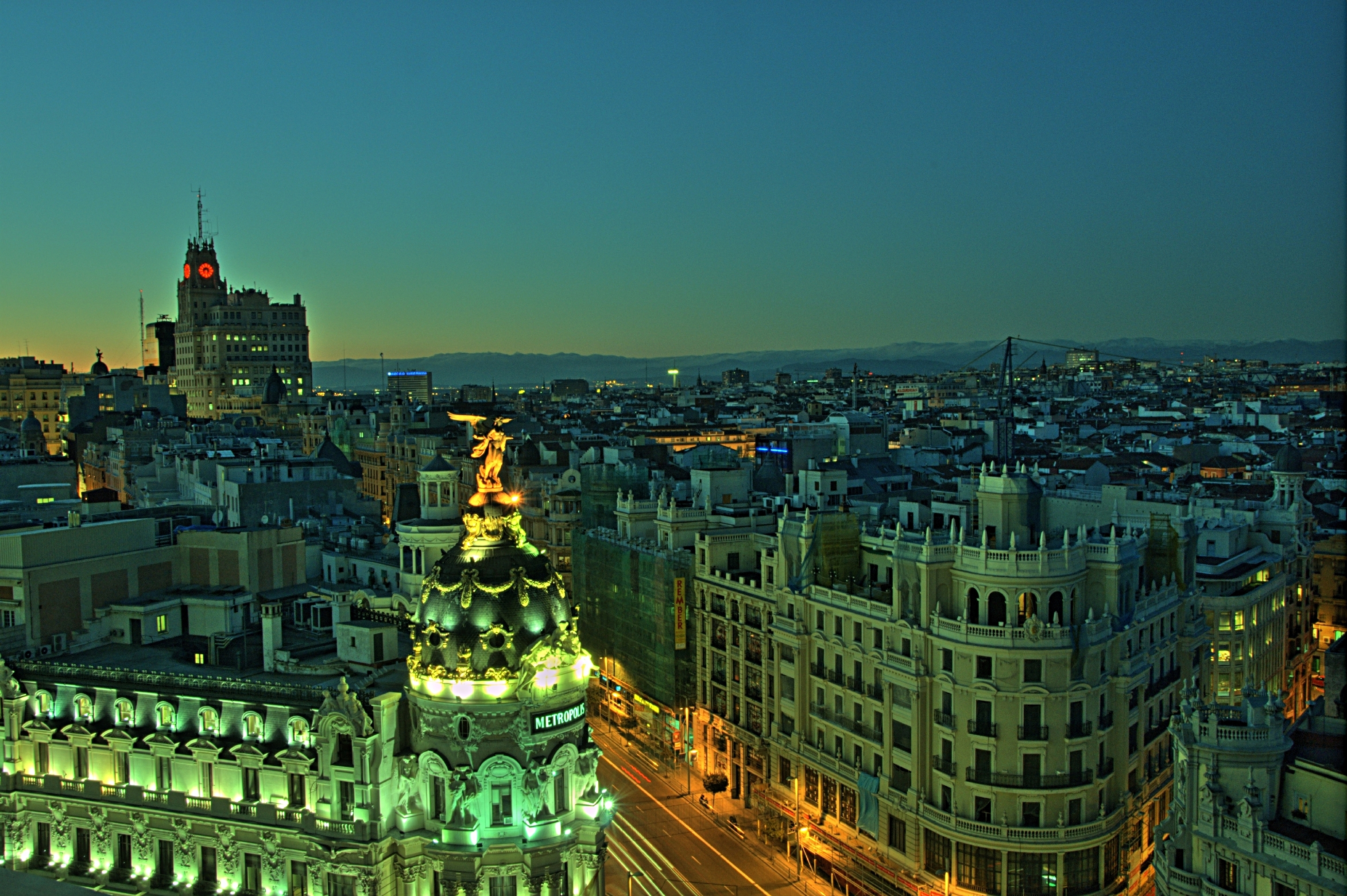
Widok o zmierzchu na aleję Gran Vía

Spośród licznych fiest odbywających się w Madrycie przez cały rok największe znaczenie mają obchody święta patrona miasta: Fiesta de San Isidro. Trwają one przez cały tydzień w drugiej połowie maja. Całe miasto tętni wówczas zabawą, odbywa się mnóstwo koncertów, a co wieczór w Jardines Vistillas gra orkiestra. Zabawa tradycyjnie rozpoczyna się od madryckiego tańca chotis. Fiesta rozpoczyna w Madrycie sezon korridy. Z klubów muzycznych znajdujących się w mieście, szczególną popularnością cieszą się te, w których można posłuchać muzyki flamenco i obejrzeć pokaz tańca. Najbardziej znanym jest Café de Chinita. Wraz z imigrantami z dawnych kolonii hiszpańskich przybyła do Hiszpanii i do Madrytu moda na muzykę latynoamerykańską, największym klubem w mieście z tą muzyką jest Salsipuedes, w którym to właśnie codziennie odbywają się tańce do muzyki granej przez orkiestrę.

### Nocne życie

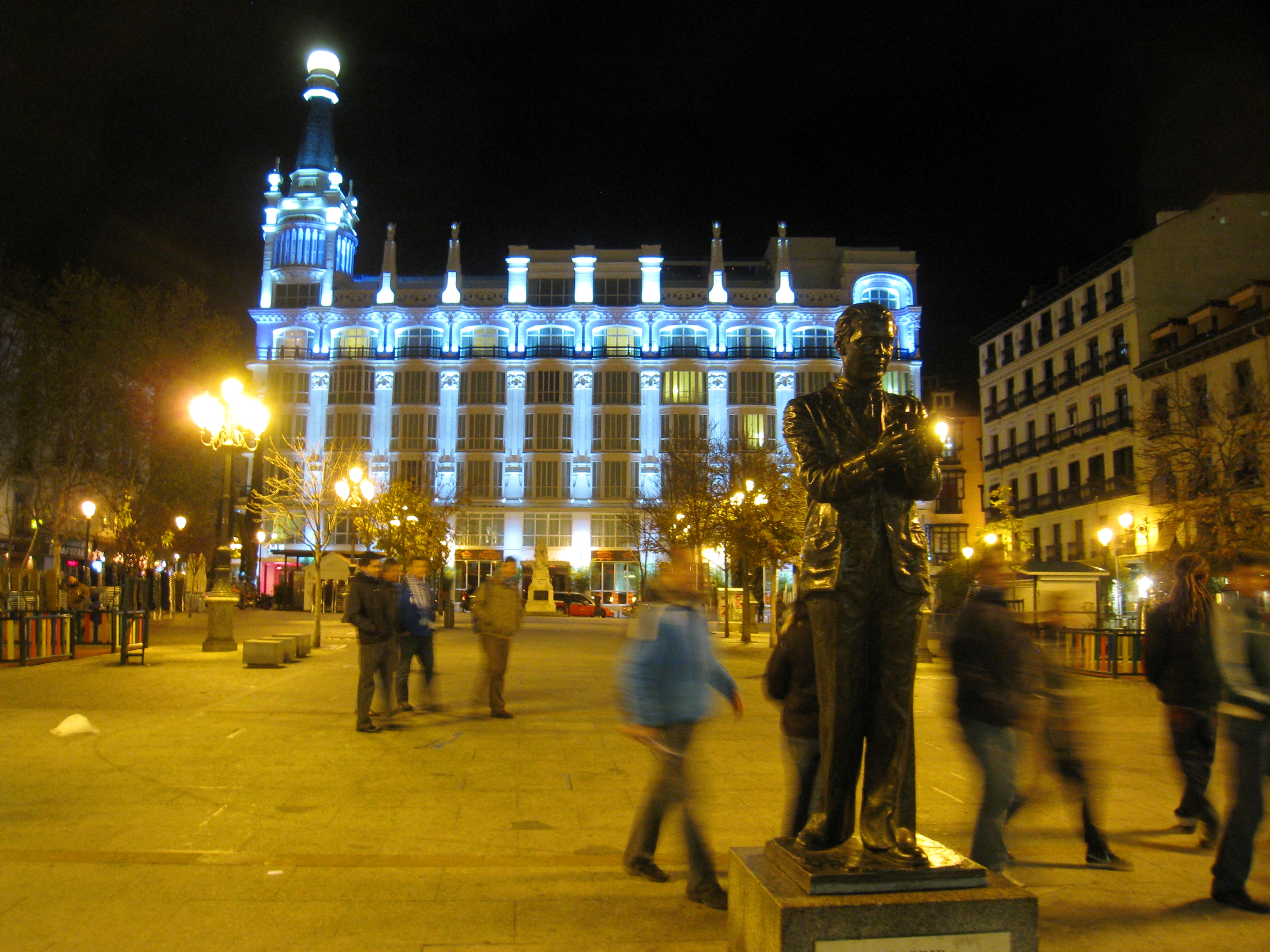
Plaza de Santa Ana nocą

Życie nocne w Madrycie jest szczególnie bogate. Do wyboru są tu: discobares, discotecas i bares de copas. Discotecas, czyli dyskoteki są zwykle nieco większe, głośniejsze i dłużej czynne od pozostałych. Do większych i bardziej znanych w centrum należy Boccacio. Bares de copas zapewniają bardziej kameralne wnętrze i często możliwość posłuchania muzyki na żywo. Nocne życie Madrytu ma szczególny charakter, często trwa całą noc do rana, częste są tutaj korki uliczne w nocy i nad ranem, kiedy uczestnicy imprez jadą do domu albo wybierają się do kolejnej dyskoteki.
Głównymi obszarami nocnego życia w Madrycie są:
- Barrio de Huertas: Plaza de Santa Ana, Calle de la Cruz, Calle del Principe
- Barrio Latina: Calle Cava Caja, Calle de los Cuchilleros, Plaza Mayor, Plaza Tirso de Molina
- Barrio de Chueca: Plaza de Chueca
- Barrio de Malasana: Plaza del Dos de Mayo
- Barrio de Lavapies: Plaza de Lavapies
- Barrio Salamanca: Calle Jorge Juan, Calle Recoletos
- Barrio Arguelles: Calle Alberto Aguilera, Calle de Sagasta, Calle de Luchana.

## Lokalne święta
- 15 maja – święto św. Izydora patrona Madrytu
- 13 czerwca – wspomnienie św. Antoniego w Kościele San Antonio de la Florida
- 16 lipca – święto Matki Boskiej z Góry Karmel (Nuestra Señora del Carmen), patronki okręgów Puente de Vallecas i Chamberí
- 7 sierpnia – święto Kajetana z Thieny
- 10 sierpnia – święto św. Wawrzyńca z Rzymu
- 15 sierpnia – święto Virgen de la Paloma patronki Madrytu oraz dzielnic Centrum i Centro y Arganzuela
- 12 października – święto Virgen del Pilar patronki dzielnicy Salamnca
- 9 listopada – jedno z najważniejszych świąt Madrytu, święto Virgen de la Almudena patronki Madrytu

## Edukacja

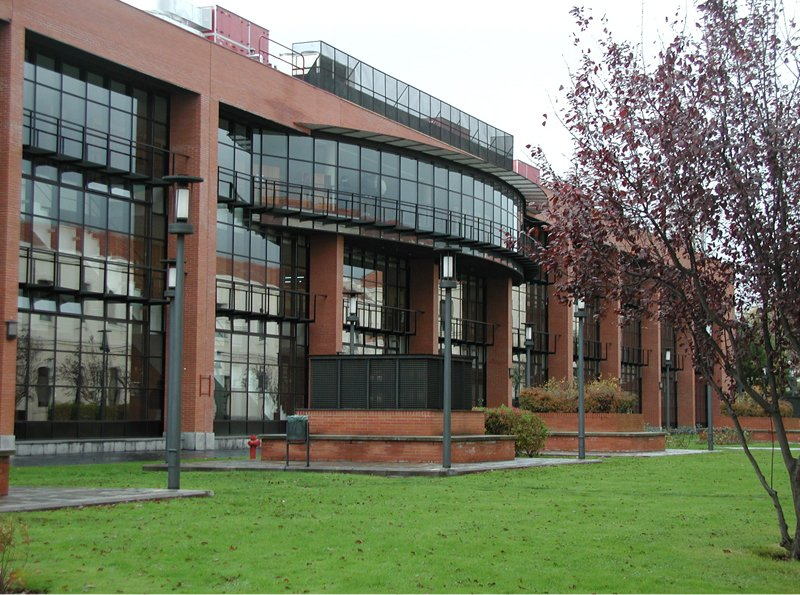
Jeden z budynków Uniwersytetu Carlosa III

Edukacja w Madrycie zależna jest od Zarządu Edukacji Wspólnoty Madrytu, który nakłada na siebie obowiązki kształcenia na poziomie regionalnym. Około 167 tys. dzieci uczęszcza do przedszkoli, 320,8 tys. uczy się w szkole podstawowej, około 4,5 tys. uczęszcza do szkół specjalnych, oraz około 50 tys.do szkół kształcenia zawodowego Kształcenia Zawodowego. Całkowitą liczbę studentów szkolnictwa wyższego szacuje się na ponad milion, z których około 600 tys. studentów studiuje w szkołach publicznych, zaś w prywatnych ok. 410 tys.

### Uniwersytety

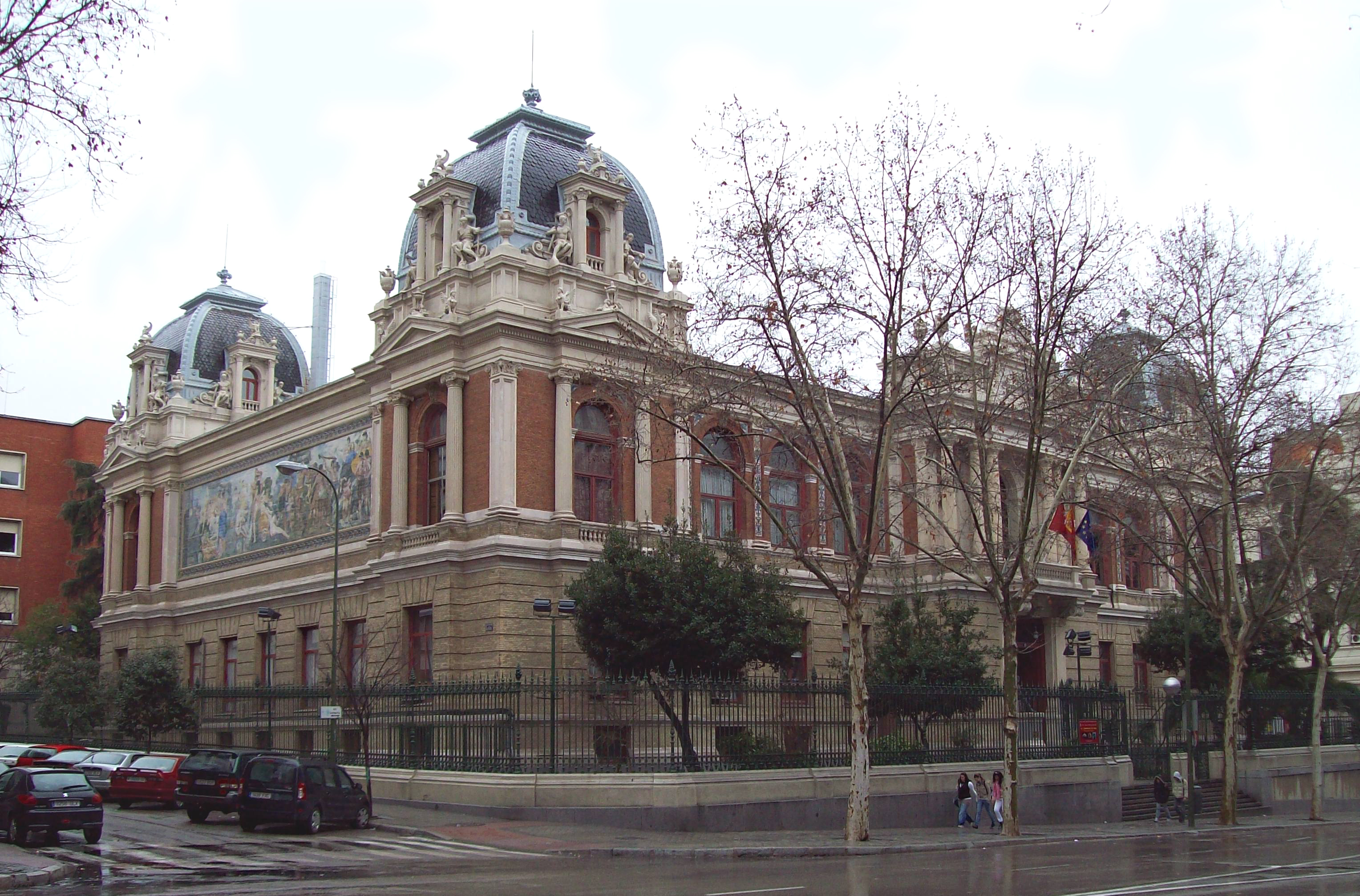
Escuela Técnica Superior de Ingenieros de Minas

Madryt jest największym ośrodkiem naukowym Hiszpanii. Znajduje się tu wiele publicznych i prywatnych szkół wyższych. Niektóre z nich są jednymi z najstarszych na świecie. W mieście działa kilka uczelni o randze uniwersytetów, najważniejsze z nich to:
- Universidad Nacional de Educación a Distancia (Uniwersytet Otwarty)
- Universidad Pontificia Comillas (Uniwersytet Katolicki)
- Universidad de Alcalá
- Universidad CEU San Pablo (Uniwersytet Katolicki)
- Universidad Complutense de Madrid
- Universidad Politécnica de Madrid (Politechnika).

Uczelnie skupione są w położonym na peryferiach Madrytu, zbudowanym w latach 20. XX wieku miasteczku uniwersyteckim Ciudad Universitaria. Na północy miasta z kolei swoją siedzibę ma Autonomiczny Uniwersytet Madrycki. Na hiszpańskich uniwersytetach można się uczyć rano (od godz. 8 rano do 14) lub po południu (od 4 do 21). Studenci zwykle mają prawo wyboru godziny, na którą chcą przychodzić.

## Sport
| Klub            | Sport       | Liga             | Miejsce rozgrywki   |
| --------------- | ----------- | ---------------- | ------------------- |
| Real Madryt     | Piłka nożna | Primera División | Santiago Bernabéu   |
| Atlético Madryt | Piłka nożna | Primera División | Wanda Metropolitano |
| Rayo Vallecano  | Piłka nożna | Primera División | Teresa Rivero       |
| Real Madryt     | Koszykówka  | ACB league       | Caja Mágica         |
| MMT Estudiantes | Koszykówka  | ACB league       | Madrid Arena        |

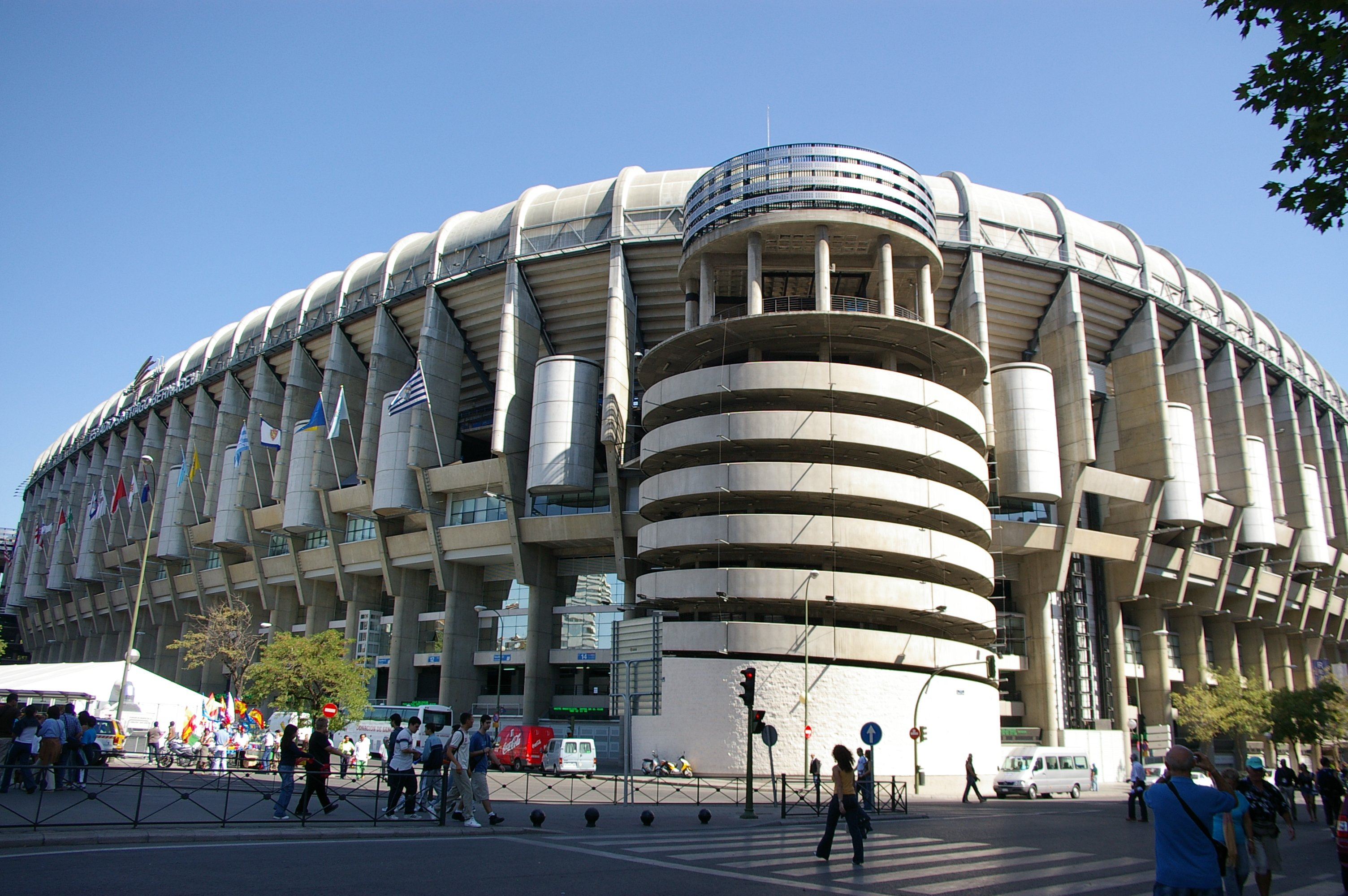
Widok z zewnątrz na Stadion Santiago Bernabeu

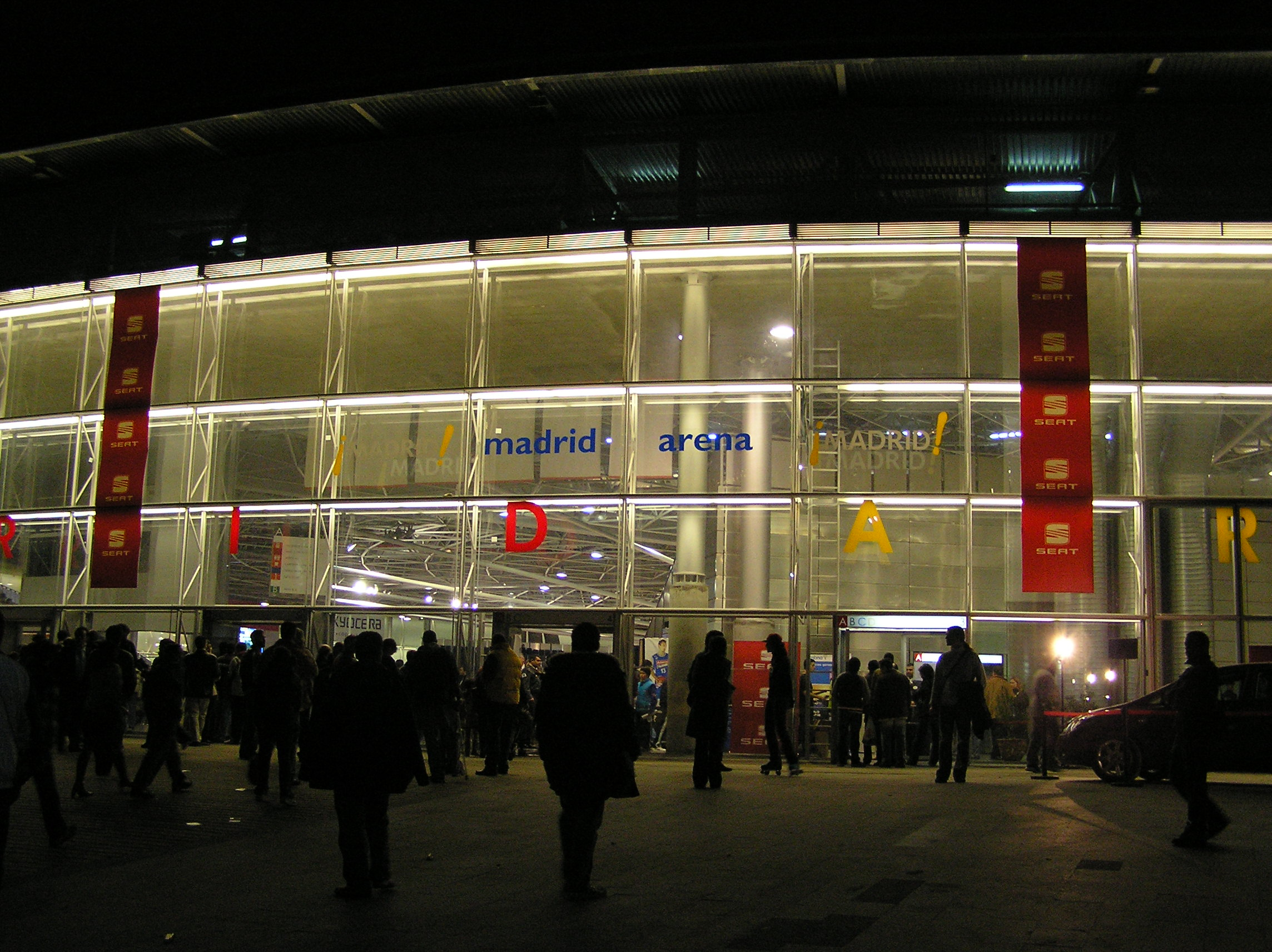
Arena Madrycka

Madryt jest siedzibą piłkarskiego królewskiego klubu Real Madryt, który swe rozgrywki prowadzi na Estadio Santiago Bernabéu. Jego kibice są określani mianem vikingos (wikingowie) lub zwyczajnie merengues (bezy). Jego rodzinnym rywalem jest Atlético Madryt, który również pochodzi z Madrytu, jego kibice są nazywani los sufridores (cierpiący). Wraz z Barceloną, Glasgow i Lizboną, Madryt jest jednym z czterech miast w Europie, który ma dwa 5-gwiazdkowe stadiony UEFA: Real Madryt – Santiago Bernabéu i Atlético Madryt – Estadio Wanda Metropolitano. Niektórzy z najlepszych hiszpańskich piłkarzy, związani z Madrytem często nazywani są Madrileños, w tym: Emilio Butragueño, Raúl González, Iker Casillas czy Fernando Torres.
Miasto ma także dwa zespoły prowadzące rozgrywki w koszykówce w lidze ACB oraz tor wyścigowy Permanente Circuito del Jarama, na którym odbywa się Grand Prix Hiszpanii Formuły 1.
Narciarstwo jest to możliwe w pobliżu gór Sierra de Guadarrama, gdzie znajdują się narciarskie stoki takie jak: Valdesqui i Navacerrada. Obecnie Madryt jest jednym z trzech kandydatów o organizację XXXII Olimpiady w 2020 roku.
Co roku organizowany jest tutaj turniej tenisowy Mutua Madrid Open na obiekcie Caja Mágica.

## Miasta partnerskie
Madryt jest aktywnie zaangażowany we wspieranie inicjatyw między miastami partnerskimi w Unii Europejskiej, a także między miastami na innych kontynentach, w tym z Afryki, Azji i Ameryki.
| - Belgrad, Serbia - Bordeaux, Francja - Bruksela, Belgia - Buenos Aires, Argentyna - Caracas, Wenezuela - Hawana, Kuba - Lizbona, Portugalia - Managua, Nikaragua - Moskwa, Rosja - Meksyk, Meksyk - Nawakszut, Mauretania | - Nowy Jork, Stany Zjednoczone - Panama, Panama - Paryż, Francja - Pekin, Chińska Republika Ludowa - Quito, Ekwador - Rabat, Maroko - San José, Kostaryka - Santo Domingo, Dominikana - Trypolis, Libia - Warszawa, Polska |